# Trữ quân

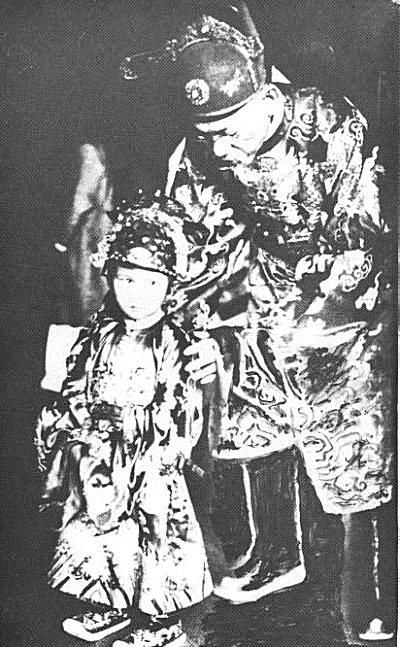
Vị trữ quân cuối cùng của lịch sử Việt Nam - Nguyễn Phúc Bảo Long.

Trữ quân (chữ Hán: 儲君), hay còn được gọi là Tự quân (嗣君), Trữ nhị (儲貳), Trữ vị (儲位), Trữ tự (储嗣) hoặc Quốc bổn (國本), là cách gọi trung lập tước vị dành cho người đã được chính thức chọn lựa để sau này nối ngôi Hoàng đế hay Quốc vương của khối Đông Á.
Ở khối Đông Á, do việc cha truyền cho con là căn bản trong pháp luật, nên khi nói đến trữ quân thì thường liên hệ danh xưng Thái tử hơn, mặc dù trong thực tế thì "Thái tử" chỉ là tước hiệu mà không phải danh phận. Ở Châu Âu, người kế vị thông thường đều được gọi là Heir apparent, và vấn đề kế vị rất phức tạp theo thể chế kéo theo việc hạn chế về ngôn ngữ, nên họ có những tước hiệu cụ thể để chỉ người thừa kế chắc chắn của mình hơn là những danh xưng phải theo sự phân chia vai vế như Đông Á.
Cũng như nhau về ý nghĩa và hoàn cảnh, "Trữ quân" cùng "Heir apparent" đều ám chỉ trung lập về một người chắc chắn sẽ kế vị mà không bị biến đổi cách gọi do vai vế của người kế vị đối với vị quân chủ. Riêng về vấn đề giới tính, trữ quân được sinh ra trong môi trường chỉ nhận quyền thừa kế của nam giới, nên không có xảy ra việc phải đổi cách gọi nếu người thừa kế là nữ. Còn từ Heir apparent có thể trở thành "Heiress apparent", với thành tố "-ess" điển hình chỉ đến phái nữ.

## Khái lược
Các người thừa kế đều theo quy tắc ưu tiên nhất là "Con kế thừa cha", trong đó người thừa kế cần là giới tính là nam giới. Quy tắc này tồn tại ở toàn bộ nền quân chủ, từ Châu Mỹ, Châu Phi, Châu Á đến Châu Âu. Chỉ có trường hợp cá biệt không theo quy luật này, đều là dựa theo lý do cụ thể của quy tắc tạo nên nền quân chủ ấy. Đặc biệt nhất là những Đế chế lớn ở Châu Âu như Đế chế La Mã và Đế quốc Byzantine, thì việc kế thừa đa phần đều dựa vào thực lực hơn là quy tắc cha truyền, hoặc bầu cử giữa các thế lực của Thánh chế La Mã.
Dựa theo mỗi chế độ của nhà nước đều có quy tắc thứ tự thừa kế khác nhau. Song ở Châu Âu, quy tắc "Ưu tiên con trưởng" được đẩy mạnh, có nghĩa nếu người con thừa kế qua đời trước quân chủ và có hậu duệ, thì người hậu duệ ấy vẫn có quyền thừa kế hơn là những người con khác của quân chủ. Quy tắc này được bảo vệ mạnh ở Châu Âu do hệ thống quân chủ có xu hướng quân chủ phân quyền, bị ảnh hưởng bởi pháp luật rất trật tự và có sự ràng buộc bởi tôn giáo. Trong khi ấy, ở những nền quân chủ chuyên chế khác như Đông Á hoặc Nam Á, quan niệm "cha truyền con nối" lại có chiều hướng đúng về ý nghĩa, khi người thừa kế qua đời, thì người con nhỏ hơn của quân chủ sẽ có cơ hội trở thành thừa kế, dù người thừa kế vừa qua đời vẫn còn hậu duệ đi nữa.

## Trữ quân ở Đông Á

### Các tên gọi
Bởi vì người thừa kế thường là con trai của vị Vua chúa đang trị vì, nên địa vị trữ quân tại khối quốc gia Đông Á thường được liên hệ qua tước hiệu, tức là Thái tử hoặc Thế tử. Tuy nhiên, người kế vị không nhất thiết lúc nào cũng là con trai của vị vua đang trị vì, mà có thể là chú bác hoặc cháu nội, hoặc là nhánh Nam duệ (男裔) được công nhận. Bởi vì lý do đó tước hiệu biểu hiện vị trí trữ quân ở Đông Á lại thường phụ thuộc vào thân phận của trữ quân đối với vị Vua đương triều, thường thấy nhất là dựa theo ba thế hệ:
- Chú của Hoàng đế/ Vương được chọn làm người nối ngôi thì gọi là Hoàng thái thúc (皇太叔)/ Vương thế thúc (王世叔).
- Em của Hoàng đế/ Vương được chọn làm người nối ngôi thì gọi là Hoàng thái đệ (皇太弟)/ Vương thế đệ (王世弟).
- Cháu nội Hoàng đế/ Vương được chọn làm người nối ngôi thì gọi là Hoàng thái tôn (皇太孫)/ Vương thế tôn (王世孫).

Những cách gọi như thế nào cũng còn tùy chế độ cụ thể chứ không hoàn toàn bị bó buộc chỉ mấy trường hợp. Nếu bỏ qua xưng hô theo vai vế, vị trí kế vị của một Hoàng đế được gọi chung là các Hoàng trữ (皇儲), còn của Quốc vương gọi là Vương trữ (王儲). Tuy vậy, họ cũng có thể được gọi là Hoàng tự (皇嗣) hay Vương tự (王嗣), trong đó "Tự" có nghĩa là "kế thừa". Hiện tại, hoàng gia Nhật Bản công bố Thu Tiểu cung Văn Nhân Thân vương là trữ quân cho anh trai mình là Thiên hoàng Naruhito, ông không được gọi là "Hoàng thái đệ" mà được gọi với tôn xưng trung lập là Hoàng tự điện hạ (皇嗣殿下; こうしでんかKoshidenka).
Nền quân chủ Đông Á do không có quy định nữ giới thừa kế ngai vị, cho nên không có cách gọi nào tương đương. Thời kỳ Đường Trung Tông, An Lạc công chúa Lý Khỏa Nhi vận động cha mình để ngồi lên vị trí trữ quân và còn tự gọi là Hoàng thái nữ (皇太女), nhưng sau cùng ý kiến này bị bãi bỏ. Tại Việt Nam cuối thời nhà Lý, khi chỉ định Chiêu Thánh công chúa kế vị, Lý Huệ Tông chọn danh xưng là Hoàng thái tử (ám chỉ trữ quân) chứ cũng không dùng danh xưng Hoàng thái nữ. Nguyên văn trong Đại Việt sử ký toàn thư như sau:"Mùa đông, tháng 10, xuống chiếu lập Chiêu Thánh công chúa làm Hoàng thái tử để truyền ngôi cho".

### Quy định lập trữ quân

#### Con kế thừa cha
Các quốc gia khối Đông Á như Nhật Bản, Triều Tiên và Việt Nam đều chịu quan niệm lập trữ quân tương tự Trung Quốc, đó là ưu tiên chọn phương thức "Con kế thừa cha", hơn nữa người con trai ấy thường là con trưởng xét theo thứ tự. Con gái về luật pháp không có quyền thừa kế ngai vị, tuy không ít các trường hợp ở cả ba quốc gia này có xuất hiện Nữ hoàng hoặc Nữ vương, thế nhưng việc nữ kế thừa phần nhiều là trường hợp cá biệt cụ thể hơn là một hệ thống thừa kế cố định.
Xã hội Trung Quốc cổ đại có chế độ kế tục gọi là Đích trưởng tử kế thừa chế (嫡長子繼承製), hay tiếng Anh gọi là "Primogeniture". Theo phương pháp này thì người con trai lớn nhất của vợ cả (Hoàng hậu, Vương hậu, Vương phi) được ưu tiên lập làm trữ quân. Tại quan niệm tông pháp ở Đông Á, vợ cả và các vợ lẽ nàng hầu (tức thiếp) có địa vị khác biệt, con trai của vợ cả đều được gọi là "Đích tử" (嫡子), trong đó những người con trai trưởng vợ cả được gọi là Đích trưởng tử. Trong khi đó, con trai do phi tần sinh ra đều ngang với con của vợ lẽ, đều được gọi là "Thứ tử" (庶子). Tuy nhiên, quy tắc "Đích trưởng tử kế thừa" này đôi khi cũng có triều đại không tuân theo, vì càng về sau thì trường hợp Đích tử còn sống đến khi vị Vua qua đời ngày càng ít, do vậy cũng lại có xuất hiện tình trạng Thứ tử lớn nhất - tức "Thứ trưởng tử" (庶長子) - được chọn làm trữ quân.
Trong lịch sử Đông Á thường ưu tiên lập Đích trưởng tử làm trữ quân, thế nhưng cũng không thiếu việc trữ quân lại là Thứ tử. Thân phận Thứ tử được chọn kế vị vẫn luôn dễ dàng gây mâu thuẫn, bởi vì ngay trong Nho giáo cũng có hai chủ trương:
- Lập Đích lập Trưởng (立嫡立長): xuất phát từ Công Dương truyện, từ câu "Lập Đích dĩ Trưởng bất dĩ Hiền" (立嫡以長不以賢)[9]. Câu này ý nói cùng là Đích tử, thì ngôi trữ quân nên chọn Đích trưởng tử đảm nhiệm chứ không nên xem ai hiền năng hay không. Điều này phần nhiều xuất phát từ quan niệm "Huynh trưởng như cha" (長兄為父) trong đại đa số các quốc gia Đông Á. Bởi vì từ "lập Đích" cũng có nghĩa "lập Trữ", các triều đại sau thường chọn Thứ trưởng tử trong trường hợp không có Đích tử;
- Lập Tử dĩ Quý bất dĩ Trưởng (立子以貴不以長): cũng xuất phát từ Công Dương truyện, câu này ý rằng nếu Đích tử không có mà phải chọn Thứ tử, thì nên chọn Thứ tử có mẹ xuất thân cao quý, không nên chỉ chọn Thứ trưởng tử. Điều này dựa vào quy tắc "Tử dĩ Mẫu quý" (子以母貴)[9], cho nên cũng có chuyện để Thứ tử nhận người vợ cả làm mẹ, từ đó luận "Tử dĩ Mẫu quý" để được lập làm trữ quân.
- Ngoài ra còn có quan niệm Lập Tử dĩ Hiền (立子以賢), tức trong các Thứ tử thì nên chọn người hiền, hoặc không phân Đích tử và Thứ tử mà chỉ chọn người hiền. Lại có quan niệm Lập Trữ dĩ Ái (立儲以愛), hoàn toàn dựa vào việc yêu thương của Vua chúa dành cho con trai mà chọn trữ quân, không cần xét thứ tự hay tài năng;

Tại các triều đại xem trọng vị thứ như nhà Hán, nhà Đường và đến tận nhà Minh, mặc dù các luật hôn nhân đều xem trọng dòng Đích tử tôn trong vấn đề thừa kế, thế nhưng đại đa số việc lập trữ quân đều áp dụng Đích trưởng tử kế thừa, nếu như không có Đích tử trong cung thì đều là Thứ trưởng tử kế thừa, rất ít trường hợp ngoại lệ khác. Bởi vì thân phận các hoàng tử và vương tử vốn tôn quý, rất nhiều triều đại khi không có Đích tử thì vẫn dễ dàng chọn Trưởng tử hoặc Thứ tử có khả năng, thậm chí còn có trường hợp chọn lập trữ quân bỏ qua thứ bậc được sử sách gọi là Phế trưởng lập ấu (廢長立幼).
Từ triều Hán làm ví dụ, đã sớm hình thành chuyện "Đích tử không có thì chọn Trưởng tử" để quyết định ai làm trữ quân, mà Hán Cảnh Đế Lưu Khải là trường hợp đầu tiên: Phế Thái tử Lưu Vinh vốn là "Thứ trưởng tử" khi Bạc Hoàng hậu không con, còn Hán Vũ Đế Lưu Triệt lại là "Đích trưởng tử" được chọn làm trữ quân thay thế. Về sau có trường hợp Hán Chương Đế Lưu Đát, nhưng khi ấy Lưu Đát được xem là con của Minh Đức Mã Hoàng hậu nên cũng được xem là trường hợp "Đích trưởng tử" vậy. Cũng trong triều Hán, trường hợp Hán Chiêu Đế Lưu Phất Lăng được lập có lẽ là "Lập Tử dĩ Quý" điển hình, vì trên Chiêu Đế còn hai anh trai là Yên vương Lưu Đán cùng Quảng Lăng vương Lưu Tư, nhưng vì hai Vương này hành vi kiêu căn lỗ mãng mà không được ý của Vũ Đế. Ngoài ra dưới thời Hán Chương Đế, việc Lưu Khánh được lập làm Thái tử cũng là một trường hợp "Lập Tử dĩ Quý" điển hình, vì trên Lưu Khánh còn có 2 người anh trai, Lưu Khánh cũng không có thân phận được mẹ cả là Đậu Hoàng hậu nuôi dưỡng, trong khi đó người mẹ là Tống Quý nhân có quan hệ bà con với Mã Thái hậu. Triều đại nhà Đường tương đối có nhiều trường hợp phá quy tắc, như Đường Cao Tông Lý Trị vì hai anh trai là Lý Thừa Càn cùng Lý Thái bị truất mà được lập, đặc biệt nhất là có trường hợp Đường Huyền Tông Lý Long Cơ vốn chỉ là Thứ tử, nhưng vì có công bình định chính biến mà "Có được Thánh đức" nên được chọn làm Thái tử, thay thế người anh cả Đích trưởng tử là Lý Thành Khí. Lại có trường hợp Đường Mục Tông tương đối đặc biệt, ông vốn là con thứ ba của Đường Hiến Tông và sinh mẫu ông Quách Quý phi - nguyên phối của Hiến Tông, song Quách thị không được lập làm Hoàng hậu do vậy Mục Tông không có thân phận "Đích trưởng tử", thay vào đó người anh cả khác mẹ của ông là Lý Ninh được chọn làm Thái tử. Sau khi Lý Ninh qua đời, Mục Tông mới được chọn làm Thái tử. Sau đó, Đường Văn Tông Lý Hàm đăng cơ sau khi anh trai Đường Kính Tông Lý Đam bị hại, con trai Lý Vĩnh chết đi, Văn Tông lại cho lập con trai của Kính Tông là Lý Phổ làm Thái tử. Từ sau Văn Tông, các vị hoàng đế triều Đường đều bị phế bị lập vì các hoạn quan cùng quyền thần, việc chọn trữ quân cũng không còn diễn ra, hoặc chỉ là cho có lệ. Triều đại nhà Tống có quy tắc Nho giáo chặt chẽ nên thường áp dụng "Đích trưởng tử thừa kế" cùng "Thứ trưởng tử thừa kế", dù cũng có trường hợp ngoại lệ như Triệu Nguyên Tá, con cả của Tống Thái Tông Triệu Quang Nghĩa và là anh cùng mẹ với Tống Chân Tông Triệu Hằng, bởi vì "Điên loạn" mà bị phế làm thứ dân, nên cũng mất quyền thừa kế.
Triều đại nhà Nguyên được xem là không có chính sách truyền vị điển hình, do căn cơ của họ thành lập từ liên minh các Đại bộ tộc Mông Cổ và dựa vào Đại hội Hốt lý lặc thai để chọn người thủ lĩnh. Kế nhiệm Mông Cổ Đế quốc là Hốt Tất Liệt vì không thông qua đại hội này mà Hãn vị của ông tại Mông Cổ gây tranh chấp. Sau khi thành lập triều Nguyên tại Trung nguyên, Hốt Tất Liệt cố ý lập con trai Đích trưởng tử là Chân Kim làm Hoàng thái tử, hi vọng áp dụng chế độ người Hán để định thế cục "Cha chết con nối" đối với chính thể triều Nguyên. Nhưng sau đó Chân Kim qua đời, các đời sau liền có trường hợp Thái tử mất sớm rồi anh em tranh vị, thế cục truyền vị ổn định mà Hốt Tất Liệt mong muốn không thể thực hiện. Trung kỳ triều Nguyên có Vũ Nhân chi ước (武仁之約), quy định hai hệ Nguyên Vũ Tông Hải Sơn cùng Nguyên Nhân Tông Ái Dục Lê Bạt Lực Bát Đạt thay nhau kế vị ngai vàng, sau đó Nhân Tông huỷ bỏ hiệp định, chính trường triều Nguyên lần thứ hai bước vào hỗn loạn.
Thời nhà Minh có lẽ là triều đại quy định văn bản rõ ràng nhất trong quy tắc thừa kế. Theo Hoàng Minh tổ huấn quy định:"Phàm triều đình không có hoàng tử, thì theo quy tắc em kế thừa anh. Cần lập người do Đích mẫu sinh ra, nếu phải chọn do Thứ mẫu sinh thì cần chọn con trưởng". Xét trong lịch sử, ngoại trừ sự kiện Minh Đại Tông Chu Kỳ Ngọc lên ngôi thay anh và Quốc bổn chi tranh (國本之爭) thời Minh Thần Tông Chu Dực Quân, thì nhìn chung nhà Minh chấp hành rất nghiêm túc tổ huấn. Sự kiện "Quốc bổn chi tranh" là một chuyện đặc biệt của triều Minh, bởi vì Hoàng hậu của Thần Tông không con mà Hoàng tử Chu Thường Lạc là "Thứ trưởng tử", theo Tổ huấn thì đáng được lập, nhưng Thần Tông thích Hoàng tam tử Chu Thường Tuân.
Triều đại nhà Thanh vốn ngay từ đầu đều không có chỉ định trữ quân, nên hai đời Nỗ Nhĩ Cáp Xích cùng Hoàng Thái Cực mới xảy ra đủ loại tranh đấu chính trị. Sau khi nhập quan, Thuận Trị Đế dùng hình thức "Di chiếu", lập con trai thứ ba là Hoàng tam tử Huyền Diệp (tức Khang Hi Đế) làm Hoàng thái tử khi lâm chung. Sau đó, Khang Hi Đế phá vỡ truyền thống của cha ông, tự mình chọn lập Nhị a ca Dận Nhưng làm Thái tử ngay từ nhỏ, cũng là trường hợp duy nhất. Sau thời Ung Chính Đế, triều đình đã áp dụng cách của Thuận Trị Đế khi trước, lập ra một chế độ dự bị trữ quân được gọi là Bí mật kiến Trữ chế (秘密建儲制). Lúc này vị Vua sẽ luận "Đức hạnh" và "Tài năng" trong các hoàng tử để lập làm trữ quân. Theo như truyền thống này, hoàng đế trước khi qua đời sẽ đem người được chọn làm Hoàng thái tử viết vào di chiếu, để sau bức biển "Chính Đại Quang Minh" (正大光明) trong Cung Càn Thanh. Khi hoàng đế qua đời, các Cố mệnh Đại thần sẽ lấy di chiếu ra công bố thiên hạ. Ngoại trừ sự kiện Càn Long Đế tiến hành thiện nhượng cho Gia Khánh Đế, thì triều Thanh từ Ung Chính Đế đến tận Hàm Phong Đế đều áp dụng chế độ này, sau đó chỉ lập Tự vì không còn hoàng tử.
Ở các quốc gia ảnh hưởng Trung Quốc như Việt Nam, Nhật Bản cùng Triều Tiên, quy tắc "Con kế thừa cha" vẫn thường là quy tắc chuẩn mực nhất, thế nhưng đôi khi tùy tình huống đặc biệt mà có biến động. Tại Nhật Bản, trước khi có quy tắc chuẩn mực từ "Hiến pháp", thì quy luật lập trữ quân của hoàng gia Nhật tương đối hỗn loạn. Lấy ví dụ từ tận thời Heian, có trường hợp Thiên hoàng Saga được cha mình là Thiên hoàng Kanmu chỉ định làm trữ quân tiếp theo và được viết vào "Di chiếu", nên anh trai ông là Thiên hoàng Heizei mới chịu lập làm Hoàng thái đệ, sau đó Thiên hoàng Saga lại quyết định lập con trai của anh mình là Cao Nhạc Thân vương làm Hoàng thái tử trước khi xảy ra biến cố Kusuko. Sau đó, Thiên hoàng Saga lại lập em trai khác mẹ Đại Bạn Thân vương làm Hoàng thái đệ, rồi sau khi nhượng vị thì Saga lại để cho con trai của chính mình (tức Thiên hoàng Ninmyō) làm Thái tử cho em trai, cứ vậy tiếp tục đời sau.
Tại Triều Tiên cùng Việt Nam, quy tắc "Con kế thừa cha" tương đối nghiêm ngặt. Còn phương pháp chọn "Đích", "Trưởng" hay "Hiền", trong khi Triều Tiên án theo triều Minh mà thực hiện thứ tự Đích-thứ rất nghiêm khắc, thế nhưng các triều Việt Nam thì lại tương đối nhiều biệt lệ. Triều đại nhà Đinh và Tiền Lê căn bản đều theo ý của hoàng đế, cá biệt nhà Lý có biểu hiện của việc "Bí mật lập Trữ" mà nhà Thanh thực hiện, như trong Đại Việt sử ký toàn thư cũng trích lời Lê Văn Hưu nói về vấn đề này:"Nhà Lý phong cho các con mẹ đích đều làm tước Vương, các con mẹ thứ đều làm hoàng tử mà không đặt ngôi Hoàng thái tử. Đến khi nào vua ốm nặng mới chọn một người trong các con cho vào để nối nghiệp lớn. Truyền dần thành tục, không biết là ý thế nào". Sang đến nhà Trần, cả 4 đời hoàng đế đầu đều án theo "Đích trưởng tử kế thừa", như việc Trần Minh Tông suýt nhường cho con trai của mẹ đích là Bảo Từ Thuận Thánh Hoàng hậu, nhưng lại cũng có trường hợp Trần Nghệ Tông chọn em trai (Trần Duệ Tông) kế thừa. Từ Hậu Lê đến nhà Nguyễn, do thường các vị Vua chúa không lập Hoàng hậu, quy tắc "Trưởng tử kế thừa" là quy tắc ưu tiên. Trong ba trường hợp chính thức sách lập Thái tử trong lịch sử triều Nguyễn, chỉ có hai trường hợp là Đích trưởng tử thừa kế, chính là Anh Duệ Hoàng thái tử và Nguyễn Phúc Bảo Long.

#### Lập Tự kế thừa

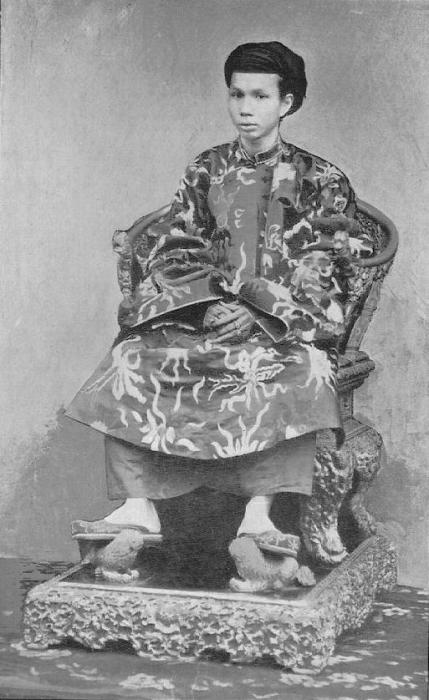
Vua Đồng Khánh - một "dòng bên thờ tự" điển hình ở Việt Nam. Ông lên ngôi với tư cách là con của Vua Tự Đức.

Đây là một vấn đề liên quan đến pháp độ và "Vai vế kế thừa" xảy ra khá thường xuyên và rất đặc thù ở các nền quân chủ Đông Á, không bao giờ xảy ra ở Châu Âu. Trường hợp này là khi hoàng đế không có con thừa kế nhưng vẫn muốn giữ chế độ truyền ngôi "Con kế thừa cha", thì sẽ bước vào giai đoạn phải chọn hậu duệ của nhánh khác làm con để nối vị và mang danh nghĩa nối tiếp dòng chính thống đang cai trị, đấy gọi là biện pháp Thừa tự (承嗣).
Dòng dõi quân chủ Đông Á ở mỗi đời Vua chúa, ngoại trừ người sẽ kế vị, thì các hoàng tử vương tử đều sẽ hình thành "Tiểu tông" (小宗) của dòng dõi Vua chúa trị vì (họ được gọi chung là "Tông thất" 宗室), mà dòng dõi kế thừa gọi là "Đại tông" (大宗) hay Đại thống (大統). Với hình thức "Thừa tự", người Tông thất được chọn trên thực tế phải mang danh nghĩa "Là con của vị Vua tiền nhiệm" thì mới có danh phận kế thừa, tương tự kiểu nhận con nuôi, cha mẹ tranh pháp lý mới khiến cho con nuôi có quyền thừa kế. Do vấn đề vai vế của "Thừa tự" trong dòng dõi, vị Vua ấy không được tôn xưng cha mẹ ruột theo danh phận con cháu, mà phải dùng thân phận "con cháu của vị Vua tiền nhiệm" để đối đãi với cha mẹ ruột. Và cũng bởi vì Đông Á xem trọng truyền thống thờ Tổ tiên, có truyền thống lập nên gian thờ Tổ tiên mà Hán ngữ gọi là "Từ đường" (祠堂), thì xưng hô của con cháu đối với hàng tổ tiên trong từ đường đều rất được nghiêm khắc coi trọng. Đối với các hoàng đế được chọn vì "Thừa tự" thì việc này cũng nghiêm trọng như vậy, việc xưng hô với hoàng đế mà mình chịu trách nhiệm thờ tự, cùng với việc xưng hô cha mẹ ruột ra sao, thông thường đều sẽ trở thành một đề tài bàn luận có quy mô được gọi là Xưng thân chi lễ (稱親之禮). Bởi vì thông qua chuyện này sẽ xác định quyền hạn thực tế của vị hoàng đế nhận trách nhiệm "Thừa tự", và trên hết là địa vị cha mẹ ruột của họ trong Từ đường - một thứ rất quan trọng với người Đông Á.
Thời Tây Hán, Xương Ấp vương Lưu Hạ cùng Hán Tuyên Đế Lưu Tuân là những trường hợp đầu tiên được chọn làm "Thừa tự", vào cung với tư cách là con nuôi của Hán Chiêu Đế. Sau đó vì "Cha ở vị cao, con là Thiên tử, thì dùng lễ tế như Thiên tử", cho nên cha ruột của Tuyên Đế là Lưu Tiến đã có thể được tôn làm "Hoàng khảo" (皇考), mẹ là Vương Ông Tu có thể làm "Hậu" (后), điều này là tiền lệ cho các hoàng đế kế tự thời Đông Hán như Hán An Đế đã có thể truy tôn cho cha và mẹ ruột.
Thời nhà Tống do tôn sùng Nho giáo bài bản, quy tắc "Xưng thân" cũng trở nên cực kỳ gắt gao, các hoàng đế được nhận là "Thừa tự" không thể truy phong cha ruột làm "Hoàng khảo" như thời Hán, mà ví dụ chính là khi bàn về lễ "Xưng thân" dưới triều Tống Anh Tông Triệu Thự. Khi ấy Tống Nhân Tông Triệu Trinh không con, nên Triệu Thự được chọn làm con thờ tự của Nhân Tông, sau khi lên ngôi chỉ có thể xem cha ruột Bộc An Ý vương Triệu Doãn Nhượng là "Hoàng bá" (皇伯), đến thời Tống Hiếu Tông Triệu Bá Tông nhập Tự thì chuyện này cũng y vậy theo lệ. Sang đến thời nhà Minh, có sự kiện Đại lễ nghị chính là thảo luận dâng tôn thế nào thời Minh Thế Tông Chu Hậu Thông, đối với cha mẹ ruột của ông là Chu Hữu Nguyên và Từ Hiếu Hiến Hoàng hậu. Sang thời nhà Thanh, hai vị hoàng đế thời kỳ cuối là Quang Tự Đế và Tuyên Thống Đế (Phổ Nghi) đều là con thừa kế từ dòng bên nhập qua, trong đó Quang Tự Đế lấy danh nghĩa là "Tự tử" của Hàm Phong Đế, còn Tuyên Thống là của cả Đồng Trị Đế lẫn Quang Tự Đế. Cha ruột của hai người, Thuần Hiền Thân vương Dịch Hoàn cùng Thuần Thân vương Tái Phong, tuy do là cha đẻ mà được cất nhắc vào Quân cơ xứ rồi làm nhiếp chính, nhưng trong quy tắc tôn xưng thì cả hai đều chỉ có thể tiếp tục cúi đầu xưng thần với hoàng đế, dù cả hai là cha đẻ của hoàng đế.
Nền quân chủ ở Nhật Bản, Triều Tiên và Việt Nam cũng đều có những trường hợp thừa tự này từ Trung Quốc. Tại Việt Nam, nhà Lý thời Lý Nhân Tông và nhà Nguyễn thời Vua Tự Đức là hai ví dụ điển hình nhất. Khi ấy Lý Nhân Tông không có con trai, nên đã chọn cháu gọi bằng bác là Lý Dương Hoán làm con nối ngôi, tức Lý Thần Tông. Còn Vua Tự Đức đã nhận tới 3 người từ dòng bên, và cả 3 đều từng làm hoàng đế, ấy là Vua Dục Đức, Vua Kiến Phúc và Vua Đồng Khánh. Cá biệt có trường hợp Dương Nhật Lễ thời Trần Dụ Tông. Vì đã được hoàng đế nhận làm con và cho kế thừa, toàn bộ những người ở trên xét theo pháp lý đều không còn là con của cha mẹ ruột nữa, mà phải gọi cha mẹ ruột theo vai vế với tư cách là con của hoàng đế. Lấy ví dụ về Dương Nhật Lễ, ông vốn là con của anh trưởng Dụ Tông là Trần Nguyên Dục, khi nhận chỉ lên ngôi phải gọi Nguyên Dục là "Hoàng thái bá" vì Nguyên Dục là anh của "Tự phụ", tức chỉ đến Trần Dụ Tông. Chính những quy tắc phức tạp, phải có tôn ti trong việc tấn tôn vị hiệu này mà sử gia Lê Văn Hưu đã chỉ trích việc Lý Thần Tông tôn cha đẻ Sùng Hiền hầu làm Thái thượng hoàng. Khi ấy, Lý Thần Tông đã được Lý Nhân Tông chọn làm con thừa tự, phong làm Thái tử để kế vị, thì Thần Tông chỉ nên công nhận Nhân Tông mà thôi, nếu Thần Tông lại tôn cha ruột Sùng Hiền hầu thêm nữa thì lại thành không đúng quy tắc tôn xưng.
Nguyên văn nhận xét của Lê Văn Hưu:
| “                                                          | Thần Tông là con người Tông thất, Nhân Tông nuôi làm con, cho nối Đại thống, thì đáng lẽ phải coi Nhân Tông làm cha mà gọi cha sinh là Sùng Hiền hầu làm Hoàng thúc, phong mẹ đẻ là Đỗ thị làm Vương phu nhân, như Tống Hiếu Tông đối với Tú An Hy vương và Phu nhân Trương thị, để tõ ra một gốc mới phải. Nay lại phong Sùng Hiền hầu làm Thái thượng hoàng, Đỗ thị làm Hoàng thái hậu, chả hoá ra hai gốc ư? | ” |
| — Đại Việt sử ký toàn thư - "Lý Thần Tông Hoàng đế bản kỷ" | |   |

Còn tại Nhật Bản, nền quân chủ mấy nghìn năm này tuy có thời gian bị khống chế bởi người họ Fujiwara và Mạc phủ, song cơ bản vẫn tôn trọng quy tắc cha truyền cho con nếu có thể cho gia đình Thiên hoàng, cho nên nếu Thiên hoàng không con thì có thể lấy con cháu của dòng khác làm Dưỡng tử (養子) để truyền ngôi. Vai vế của bản thân Thiên hoàng với người thừa kế trong lịch sử là một dạng địa vị, bởi vì Nhật Bản không có chế độ Tông miếu Từ đường giống như ba quốc gia đồng văn còn lại nên chuyện xưng hô Tông phái không phải là vấn đề mấu chốt, việc này khiến "Vai vế người kế vị" của Thiên hoàng lại có ảnh hưởng quyền lợi trực tiếp của Thiên hoàng.
Trong suốt chế độ Viện chính (院政; Cloistered rule) của thời kỳ Heian, nhằm bảo vệ Phụ quyền (父権) của các Thiên hoàng sau khi đã thoái vị, các anh em trai của Thiên hoàng cũng có thể trở thành "Dưỡng tử" của đương nhiệm Thiên hoàng và được chọn làm trữ quân với danh xưng Hoàng thái tử. Việc này giúp vị Thiên hoàng thoái vị ấy thông qua "Phụ quyền" mà vẫn giữ địa vị tuyệt đối với tư cách "Cha của Vua", từ đây mới có đủ danh phận để khống chế triều chính. Ví dụ sự việc "Dưỡng tử" là em của Thiên hoàng chính là trường hợp của Thiên hoàng Sutoku. Khi ấy Sutoku bị cha là Thiên hoàng Toba bức ép thoái vị nhằm để con trai sủng phi của Toba là Thể Nhân Thân vương lên ngôi. Trước đó, Thiên hoàng Sutoku đã đem em trai khác mẹ Thể Nhân Thân vương vào cung và cho Trung cung của ông nuôi làm "Dưỡng tử", do đó Sutoku danh chính ngôn thuận lập em trai làm Hoàng thái tử thừa kế của mình. Nhưng trong chiếu thư thoái vị của Thiên hoàng Sutoku được soạn bởi Thiên hoàng Toba, Thể Nhân Thân vương lại được tuyên bố là "Hoàng thái đệ", tức lấy danh nghĩa là "em trai" mà không phải "con trai" để lên ngôi, hoàn toàn trái mong muốn của Thiên hoàng Sutoku. Cùng là vấn đề xưng hô, nhưng mối quan tâm của Nhật Bản lại là quyền lợi có được từ xưng hô, chứ không phải là quy tắc tôn xưng vai vế trong Tông miếu. Việc Tân nhiệm Thiên hoàng là "Hoàng đệ" đã dẫn đến việc Thiên hoàng Sutoku hoàn toàn không có chính danh để tiến hành ảnh hưởng lên Tân nhiệm Thiên hoàng và cha của hai người, Thiên hoàng Toba, khi ấy tiếp tục nắm giữ đại quyền.

#### Trường hợp kế nhiệm khác

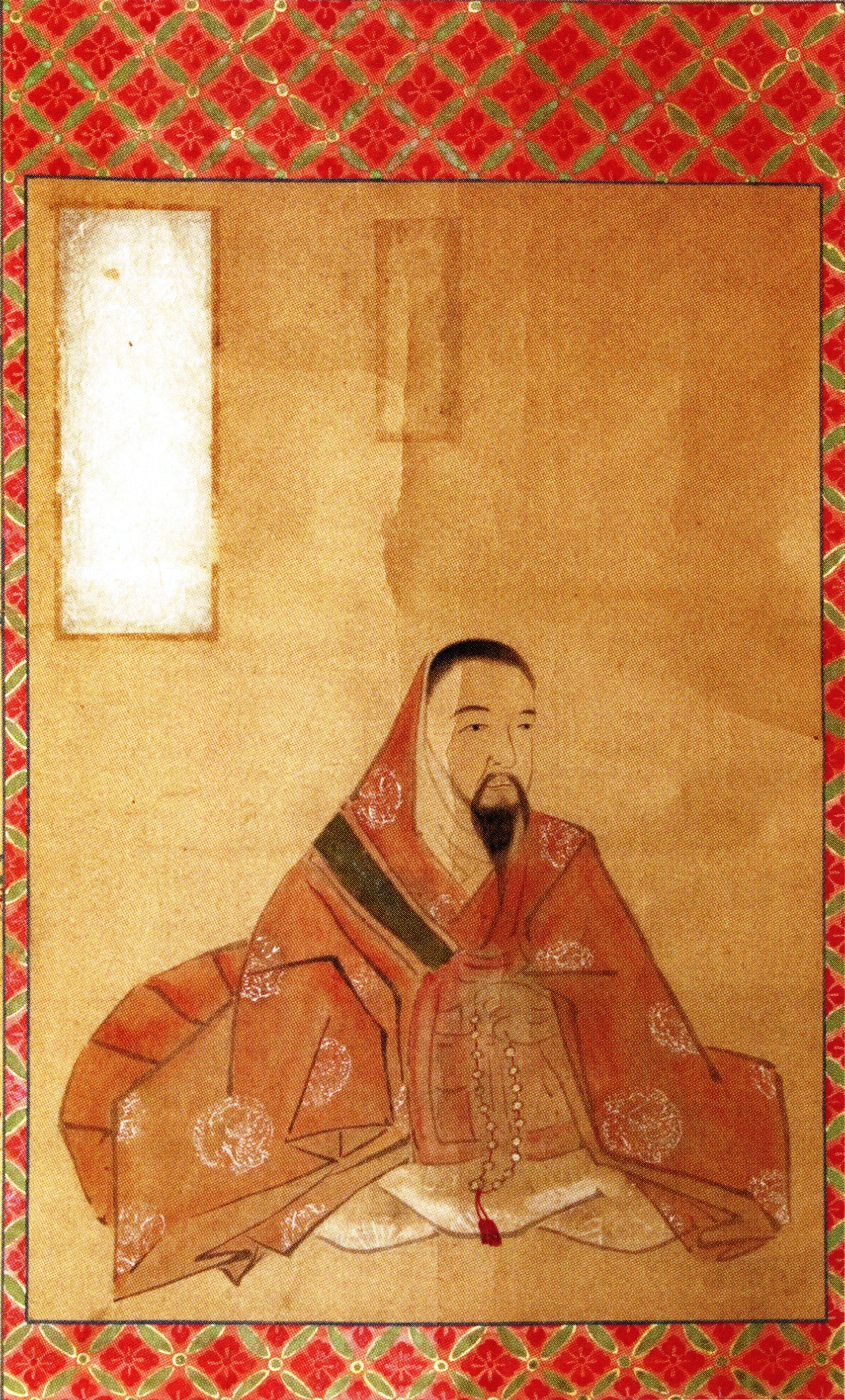
Hi Thành Thân vương, "Hoàng thái tử" dưới thời anh trai Thiên hoàng Chōkei, sau lên ngôi thành Thiên hoàng Go-Kameyama.

Ngoài quy tắc "Con kế thừa cha", rất nhiều nền quân chủ vì đủ loại lý do mà cũng hình thành các lệ truyền ngôi hoặc lập trữ quân khác, trong đó đáng kể nhất là để cho người kế thừa thuộc thân phận: Đồng bối (同輩; "anh em trai"), Trưởng bối (長輩; "chú bác") và Vãn bối (晚輩; "cháu chắt"). Trong đó, hai phương thức chọn "Đồng bối" và "Trưởng bối" thường gây tranh cãi dữ dội nhất, chủ yếu vì sẽ khiến hệ thống truyền vị xảy ra hỗn loạn.
Từ tận thời kỳ Tam Đại, bên cạnh "Con kế thừa cha" thì ngai vị cũng có lệ Huynh chung đệ cập (兄终弟及), tức anh chết thì em trai kế thừa, nguyên nhân của việc này thông thường là khi các con của vị Vua đang trị vì còn quá nhỏ, hoặc là vị Vua ấy không có con cháu. Từ thời Trọng Đinh của nhà Thương, anh chết em kế tục diễn ra thường xuyên khiến tranh cãi ngai vị rất rắc rối. Từ Vũ Đinh về sau, tuy cũng còn có việc em trai kế vị thế nhưng từ đây thành lập chế độ con kế thừa cha, nhà Chu tiếp sau đó cũng tiến hành rạch ròi chế độ truyền vị cha chết con nối. Nhưng dù vậy, ngẫu nhiên cũng có chế độ quân chủ lại chọn anh chết em kế tục, như Tống Tuyên công nhường cho em trai là Tống Mục công lên ngôi, gây ra loạn 5 đời của nước Tống. Từ đời Hán trở đi, "Anh chết em kế thừa" không được khuyết khích, nhưng bản thân triều Hán cũng suýt đi theo vết xe đổ của nước Tống. Khi ấy Hán Cảnh Đế Lưu Khải dưới áp lực của mẹ là Đậu Thái hậu đã từng có ý định chọn em cùng mẹ là Lương vương Lưu Vũ làm trữ quân, mà Đậu Thái hậu ngoài việc sủng ái Lương vương ra thì còn lấy lý do là Cảnh Đế đã lớn mà các hoàng tử còn nhỏ, không thể đảm việc quốc gia. Một ví dụ nổi tiếng khác chính là trường hợp của Tống Thái Tông Triệu Quang Nghĩa. Theo Tống sử, Thái Tông đã dẫn lại lời của mẹ, Chiêu Hiến Thái hậu Đỗ thị, sợ triều Tống sẽ lại như Hậu Chu diệt vong là vì "Ấu chúa làm Vua" nên bắt Tống Thái Tổ Triệu Khuông Dận chọn em trai kế vị. Đến triều đại nhà Minh, bản thân "Hoàng Minh tổ huấn" của Minh Thái Tổ Chu Nguyên Chương cũng chỉ ra:"Trong cung không có hoàng tử, thì theo lệ huynh chung đệ cập". Vì lý do này mà khi Minh Vũ Tông Chu Hậu Chiếu qua đời, em họ ông là Minh Thế Tông Chu Hậu Thông được rước vào làm "Thừa tự" cho Đại tông, và Thế Tông đã dựa vào "Tổ huấn" nói rõ mình kế vị anh họ Vũ Tông với tư cách "Em kế thừa anh" chứ không phải con thừa tự của Minh Hiếu Tông Chu Hựu Đường, đây là nguyên nhân dẫn đến "Đại lễ nghị" nổi tiếng. Danh vị cho trường hợp em trai kế vị, với tiền lệ từ Tấn Huệ Đế Tư Mã Trung, được gọi là "Hoàng thái đệ", Triều Tiên do vậy cũng đã sử dụng danh xưng Vương thế đệ (왕세제Wangseje) để gọi các trữ quân là em trai quốc vương.
Tại các quốc gia đồng văn khác, việc "Anh chết em kế thừa" xảy ra đại đa số cũng là các quyết định lâm thời, hầu hết là đủ loại nguyên do cùng cách thức. Triều Trần của Việt Nam là triều đại đầu tiên ghi nhận việc chọn em trai là trữ quân dưới thời Trần Nghệ Tông, nhưng Trần Duệ Tông khi ấy được lập làm "Hoàng thái tử" mà không phải "Hoàng thái đệ", chưa rõ Nghệ Tông đối với Duệ Tông có phải vì muốn giữ "Phụ quyền" mà quyết định như vậy hay không. Sang đến triều Hậu Lê còn có Lê Túc Tông trước khi lâm chung chọn anh thứ là Hoàng nhị tử Lê Tuấn, tức Vua Uy Mục, đây là "Em chết anh kế thừa" hết sức hiếm gặp đồng thời cũng là lâm chung lựa chọn nên không có sách lập chính thức. Triều đại Triều Tiên của Hàn Quốc chỉ có duy nhất một trường hợp, khi Cảnh Tông không con, đã định em trai Diên Nhưng quân làm trữ quân để kế thừa Đại thống. Còn tại Nhật Bản, do có chế độ Viện chính từ thời kỳ Heian làm tiền lệ, cộng thêm hoàng quyền ngày một suy thoái, danh hiệu "Hoàng thái tử" được xem là một địa vị đặc thù của trữ quân và thông thường danh hiệu này vẫn được giữ nguyên mặt chữ Hán, dù cho người kế vị của Thiên hoàng là em trai như Hi Thành Thân vương thời Thiên hoàng Chōkei, hoặc thậm chí là cháu trai như Anh Nhân Thân vương thời Thiên hoàng Go-Sakuramachi.
Trường hợp Vua chúa chọn cháu làm trữ quân, về bản chất là một dạng "Con kế thừa cha" nên thường không gây tranh cãi lớn. Thông thường đi đến việc chọn cháu làm trữ quân đều là cháu nội của vị Vua đương triều và là con trai của trữ quân quá cố, nổi tiếng nhất có trường hợp Minh Huệ Đế được ông nội Minh Thái Tổ chọn làm kế thừa với danh xưng biểu hiện cho vị trí này là Hoàng thái tôn. Cũng có trường hợp trữ quân vẫn còn sống mà đã cho con của trữ quân nhận danh hiệu trữ quân kế nhiệm, ví dụ như Đường Cao Tông Lý Trị lập Đích trưởng tôn Lý Trọng Nhuận làm Hoàng thái tôn, hay như Minh Thành Tổ Chu Đệ lập Đích trưởng tôn Chu Chiêm Cơ làm Hoàng thái tôn, dù thân sinh của hai vị Thái tôn này đều còn sống. Ở các quốc gia đồng văn khác, lập con của trữ quân để làm người kế vị cũng có xảy ra, đặc biệt là một nước trọng đích-thứ cùng vai con trai cả như nền quân chủ Triều Tiên. Ở Triều Tiên, vấn đề "Trưởng tử kế thừa" và "Con kế thừa cha" gắn bó chặt chẽ với nhau, ban đầu Triều Tiên cũng theo lệ Minh Thành Tổ nên sớm định vị hiệu cho người thừa kế của trữ quân, Triều Tiên Thế Tông đã cho lập Đích trưởng tôn là Lý Hoằng Vĩ làm Vương thế tôn (왕세손Wangseson). Từ sau đó, Triều Tiên chỉ quyết định dùng "Thế tôn" cho vị trí trữ quân nếu vai vế là cháu nhà vua, như Anh Tổ chọn Đích tôn Lý Toán. Tuy nhiên, việc chọn trữ quân là cháu nội cũng sẽ được suy xét cẩn trọng nếu quốc vương vẫn còn hậu duệ, ví dụ như trường hợp con trai của Thế Tổ là Ý Kính Thế tử qua đời sớm, và dù Thế tử đã có 2 con trai nhưng Thế Tổ vẫn chọn con thứ là Hải Dương Đại quân trở thành Thế tử và sau đó đăng cơ. Bên cạnh đó là vấn đề vai vế, Vương thế tôn Lý Toán kế thừa vị trí của Anh Tổ lại lấy tư cách là con của người con cả đã mất trước đó của Anh Tổ, Hiếu Chương Thế tử, mà không lấy tư cách con của cha ruột Tư Điệu Thế tử, cho nên khi Lý Toán lên ngôi chỉ truy tôn tự phụ là Hiếu Chương Thế tử làm Chân Tông mà không thể truy tôn cha ruột của mình.
Tại Việt Nam, trước thời Hậu Lê thì các triều khác không xảy ra chuyện trữ quân mất sớm, nên việc chọn lựa cháu của vua kế nhiệm vị trí trữ quân chưa được đề cập. Vào thời Hậu Lê thì chuyện này xảy ra lần đầu tiên với ngai vị Vương của chúa Trịnh, khi Trịnh Cương kế nhiệm ông cố Trịnh Căn. Ngai vị họ Trịnh khi ấy được xem là "Bán quân chủ", các con trai và người kế vị của chúa Trịnh dù là trữ quân hay không thường đều thường thụ phong tước Công và chức vụ, ít khi định riêng cách gọi "Thế tử", trường hợp Trịnh Cương trước khi lên ngôi Chúa thì chỉ được phong làm "Tấn Quốc công", sau đó thụ tước "An Đô vương" để kế nhiệm ông cố. Tiếp sau đó, ngai vị của vua Lê cũng có Lê Chiêu Thống dưới thời ông nội là Lê Hiển Tông được chọn làm trữ quân, Đại Việt sử ký tục biên chép danh xưng của Lê Chiêu Thống khi ấy là Hoàng tự tôn (皇嗣孫), trong khi Cương mục ghi chép là Hoàng thái tôn. Vào triều Vua Gia Long thời Nguyễn, Anh Duệ Hoàng thái tử Nguyễn Phúc Cảnh qua đời và có lưu lại con trai, các quan trong triều đình suy xét việc Minh Thái Tổ khi trước mà kiến nghị nhà vua lập con của Thái tử Cảnh là Đích tôn Nguyễn Phúc Mỹ Đường (khi ấy gọi là "Hoàng tôn Đán"). Cuối cùng, nhà vua quyết định "Con kế thừa cha" khi chọn em của Thái tử Cảnh là Hoàng tử Đảm, và đây cũng là lần cuối cùng lịch sử Việt Nam đề cập việc chọn lựa "Cháu của Vua" cho vị trí trữ quân.
Chỉ dụ của Vua Gia Long năm ấy (1815) có nói rõ như sau:
| “                                                                           | Tháng 3 ngày Canh Dần, đặt triều nghi ở điện Cần Chánh, triệu bầy tôi đến, đều cho ngồi. Dụ rằng:"Trẫm nay làm việc đã mỏi, rất lo đến kế lớn của Xã tắc. Thái tử là ngôi Trữ nhị của nước nhà, cần phải sách lập để trọng chính thống mà giữ bền gốc nước". Bèn triệu Thượng thư Lại bộ là Trịnh Hoài Đức đến trước giường ngự, sai viết “Lập Hoàng tử Đảm làm Hoàng thái tử” để đưa cho bầy tôi xem. Vua nói:"Ai đồng ý thì ký tên vào". Quần thần đều nói:"Thánh ý định trước, thực là phước khôn cùng của Xã tắc, bọn thần xin noi theo mệnh lệnh". Vua thung dung dụ rằng:"Cha con truyền ngôi cho nhau là đạo thường xưa nay. Từ đời Hán đời Đường trở xuống, ít người không theo. Hoặc có kẻ nói 'Đích tôn thừa trọng', ta thực không hiểu thuyết ấy. Duy có Thái Tổ nhà Minh mê hoặc theo lời nói của Lưu Tam Ngô mà bỏ con là Yên vương để lập Đích tôn là Doãn Văn, rốt cùng sinh tai vạ. Phàm biết con không ai bằng cha. Nếu Thái Tổ nhà Minh cho Yên vương là người hiền mà bấy giờ họp ngay đình thần, nói rõ là lập làm Thái tử, thì một lời nói ra, ai dám không theo! Như thế thì làm sao sinh loạn được". Quần thần đều vui phục. Ngày Đinh Dậu, đúc ấn vàng sách vàng cho Hoàng thái tử. | ” |
| — Trích từ Đại Nam thực lục - Đệ nhất kỷ - Quyển LII, "Thế Tổ Cao Hoàng đế" | |   |

Bên cạnh việc "Huynh chung đệ cập", các vị Vua cũng chọn chú bác của mình làm trữ quân và đây là phương thức "lập Trữ" gây tranh cãi nhất, nguyên nhân cũng là vì sẽ thay đổi thứ tự truyền đời của chi Đại tông - một chuyện cấm kị đối với Nho giáo. Lịch sử đầu tiên đề cập vấn đề này chính là thời kỳ nhà Đường, dưới thời kỳ lũng đoạn của Đường Vũ Tông Lý Viêm, ông đã chọn chú của mình là Quang vương Lý Di làm "Hoàng thái thúc". Việc chọn chú bác làm trữ quân luôn là mầm móng đại loạn, hơn nữa gây khó xử trong vấn đề truyền vị, triều đại nhà Liêu dưới thời Liêu Đạo Tông Gia Luật Hồng Cơ đã có Gia Luật Trọng Nguyên làm ví dụ, vì trước đó dưới triều Hưng Tông thì Trọng Nguyên đã giữ vị trí Hoàng thái đệ, sau khi Đạo Tông lên ngôi cũng chỉ sửa làm Hoàng thái thúc, dẫn đến việc Trọng Nguyên muốn đoạt vị mà nổi loạn.
Ngoài ra, cũng có các trường hợp kế nhiệm không với tư cách có quan hệ với vị Vua tiền nhiệm, tức là không được chỉ định lập làm trữ quân hoặc với tư cách Tự tử, thông thường nguyên nhân là do chính trị biến động hoặc quần thần chủ trương, trường hợp đáng kể có Hán Văn Đế Lưu Hằng. Sau loạn chư Lã, Văn Đế được đại thần triều Hán tôn làm Hoàng đế, do đó Hán Văn Đế kế vị anh trai Hán Huệ Đế Lưu Doanh mà không mang tư cách trữ quân, không mang tư cách thờ tự anh trai lẫn không có di chiếu được kế vị. Lúc này do không có vấn đề về "Xưng thân chi lễ" cho nên mẹ của Văn Đế là Bạc Cơ thuận lợi được tôn làm Hoàng thái hậu. Tại Việt Nam có triều đại Hậu Lê xảy ra chuyện này, khi Lê Tương Dực lật đổ Đường huynh là Lê Uy Mục và tự lập, hoàn toàn không qua kế thừa lập Trữ. Sau đó dòng dõi Lê Thái Tổ tận diệt dưới thời Lê Trung Tông, do đó nhánh Hoằng Dụ vương Lê Trừ - anh của Lê Thái Tổ - là Lê Anh Tông được Trịnh Kiểm đưa lên ngôi. Trường hợp của Lê Anh Tông cũng không thông qua trữ quân, thậm chí cũng không như Hán Quang Vũ Đế Lưu Tú nhận Hán Nguyên Đế Lưu Thích làm Tự phụ, Anh Tông trực tiếp kế thừa ngai vị từ Trung Tông, cho nên Anh Tông mới có thể truy tôn cha ông mình thụy hiệu Hoàng đế và miếu hiệu (cha của Anh Tông là Lê Duy Khoáng được truy tôn làm "Hiếu Tông Nhân Hoàng đế"), trong khi Quang Vũ Đế do nhận Nguyên Đế làm Tự phụ nên chỉ truy tôn cha ông là Lưu Khâm làm "Hoàng khảo", không có thụy hiệu và miếu hiệu chính thức, cũng không có được tôn xưng Hoàng đế.

### Sách lập cùng Phế trừ
Việc chọn lựa trữ quân, bất kể ở các quốc gia xưng Đế như Trung Quốc, Việt Nam, Nhật Bản hay xưng Vương như Triều Tiên, tất cả các triều đại đều quy định lễ gia phong tước vị chính thức cực kỳ lớn. Trong tất cả lễ gia phong tước vị dành cho các thân phận dưới Vua chúa, chỉ có lễ phong tước cho Chính thất và trữ quân là dùng chữ Lập (立), với ý nghĩa "dựng lên" một địa vị duy nhất hoặc độc nhất có tầm quan trọng. Việc gia phong trữ quân là trọng đại, việc thay đổi trữ quân hoặc bỏ đi trữ quân cũng đều là chuyện đại sự, chữ Hán gọi là Phế trữ (廢儲) hoặc Dịch trữ (易儲), có việc "dựng lên" thì khi bỏ đi cũng thành là "phế dời", cực kỳ khó khăn.
Các triều đại Đông Á đều quy định hết sức bài bản khi gia phong tước vị, ngoại trừ nhận được Ấn (印) hoặc Bảo (寶) được ghi tên tước vị của người đó, thì người được ban tước vị còn có các loại Sách (冊) làm từ ngọc hay vàng, trên đó đều ghi các lời dụ rõ ràng từ Vua chúa lý do chọn người nào làm trữ quân, đồng thời là một bảo chứng cho toàn bộ quốc gia, khi gia phong có thể không được nhận Ấn bảo, nhưng "Sách" thường là thứ bắt buộc để chứng thực việc được gia phong. Đối với tất cả triều đại Đông Á, việc lập trữ quân là một lễ lớn gọi là Đại điển (大典), do vậy thông thường đều dùng "Bảo" cùng "Sách" trong Lễ gia phong, cũng vì vậy mà trong các sách chữ Hán thì việc lập trữ quân được miêu tả bằng các từ như Sách Thái tử (册太子), Sách lập Thái tử (冊立太子), Sách lập Trữ tự (冊立儲嗣) hay Sách lập Đông cung (冊立東宮), cá biệt Nhật Bản có cách gọi Rittaishi no Rei (立太子の礼; りったいしのれい). Bởi vì việc chọn trữ quân là chuyện trọng đại, lễ nghi của gia phong trữ quân đều phải có trình tự kính cáo Tổ tiên trong các tòa Tông miếu của các vị Vua chúa, việc này cùng với đạo lý "Phụng sự Tông miếu" như chọn Chính thất, trong khi gia phong thân vương hay phi tần đều không cần qua chuyện kính cáo Tổ tiên trọng đại như thế này. Sau khi có gia phong chính thức, thì chính là việc ban chiếu cáo cho toàn bộ quốc gia biết chuyện chọn lập trữ quân, và dựa vào tờ tuyên cáo cho thiên hạ mà danh vị của trữ quân mới được xác định chính thức.
Cũng như việc chọn lập trữ quân, việc tiến hành phế bỏ trữ quân cũng đều cần trình tự rạch ròi, kính cáo Tông miếu lý do phế bỏ, đồng thời quan trọng nhất vẫn cần ra chiếu chỉ tuyên bố khắp quốc gia. Bản thân Lê Thái Tông khi chọn Lê Nghi Dân cũng rất không rõ ràng, gần như còn chưa tiến hành lễ Sách lập, tuy nhiên khi ông phế bỏ mẹ của Nghi Dân là Dương Thị Bí và quyết định bỏ đi vị trí Thái tử của Nghi Dân, ông vẫn chiếu cáo đạo dụ khắp thiên hạ. Và vào cùng năm khi chọn Lê Nhân Tông Bang Cơ làm Thái tử, ông liền cho truyền đạo dụ ngay trong cùng năm:
| “                                                                       | Tháng 3, giáng Dương Thị Bí xuống làm Thứ phụ. Trước đây, Dương Thị Bí sinh con là Nghi Dân, Vua lập làm Thái tử. Dương Thị Bí cậy thế càng lăng loàn kiêu căng. Vua vẫn nín nhịn bao dong, giáng xuống làm Chiêu nghi, muốn cho thị sữa bỏ lỗi lầm. Nhưng Dương Thị Bí lại càng hằn học trong lòng, không kiêng nể gì nữa. Vua cho là Dương Thị Bí đã cố tình như vậy, thì con thị đẻ ra chưa chắc đã là người khá, mới giáng xuống làm Thứ phụ, rồi xuống chiếu nói cho thiên hạ biết là ngôi Thái tử chưa định. Tháng 11, ngày 16, lập Hoàng tử Bang Cơ làm Hoàng thái tử. Xuống chiếu rằng:"Đặt Thái tử để vững gốc rễ, lập con Đích là cho chính danh phận. Đó là mưu xa của Xã tắc, kế lớn của quốn gia. Hoàng tử Bang Cơ, thể chất vàng ngọc, tư thái anh minh, vừa có uy vọng của một bậc quân vương, đáng nhận danh phận là con Đích tôn quý. Vậy sai Nhập nội Đại đô đốc Lê Liệt mang sắc, lập làm Hoàng thái tử". Hoàng thái tử Nghi Dân phong làm Lạng Sơn vương, Hoàng tử Khắc Xương phong làm Tân Bình vương. | ” |
| — Trích từ Đại Việt sử ký toàn thư - "Lê Thái Tông Văn Hoàng đế bản kỷ" | |   |

Lại lấy ví dụ về sách lập Thái tử thời Nguyễn, Vua Gia Long sau khi quyết định chọn Hoàng tứ tử Đảm (Vua Minh Mạng) làm Hoàng thái tử vào năm thứ 14 (1815), thì sang năm thứ 15 (1816), Hoàng tứ tử được chính thức làm lễ Sách lập làm Hoàng thái tử. Trích từ Đại Nam thực lục, trình tự lễ Sách lập có:
| “ | Tháng 6, ngày Bính Thìn, Hoàng tứ tử lên ở điện Thanh Hòa. Ngày Đinh Tỵ, đem đại lễ sách lập kính cáo ở Thái miếu. Ngày Kỷ Mùi, nhà vua ngự điện Thái Hòa, sách lập Hoàng tứ tử làm Hoàng thái tử, ban Sách vàng và Ấn vàng. Hoàng thái tử lạy chịu mệnh. Lễ xong, hoàng tử, hoàng tôn, các tông nhân và văn võ trăm quan bưng sách ấn đến điện Thanh Hòa, đặt ở nhà Đoan Bản. Sách văn rằng:"Trẫm nghĩ, Quẻ Chấn tượng trưng con trai trưởng, móng lân khen ngợi giống hiền minh. Nghĩ để mưu hay cho tử tôn, tất phải cậy ở Lệnh tự. Hỡi Hoàng tử ngươi, tính vốn hiền lành, lượng lại rộng rãi. Đức thông minh giữ nết khiêm cung, lòng hiếu hữu ngày thêm cố gắng. Người hiền tuổi lớn, gánh được việc to. Nghĩ ta lận đận cõi Nam, chống chèo trăm trận. Kẻ thù chẳng đội trời chung, mở nước Việt cả khu đất rộng. Xiết bao gian khổ mới có ngày nay. Nghĩ Xã Tắc kế sâu, nguyên lương xứng bực. Chí ta đã định, trăm quan đều theo. Thế nên chọn lấy ngày lành kính cáo Tông miếu, lập ngươi lên làm Hoàng thái tử. Ngươi nên ngày tu thêm đức tốt, chăm lo công việc lâu dài. Để sáng đạo vua tôi cha con, nên công tu tề trị bình, làm vẻ vang cho mệnh lớn của ta". Bố cáo khắp trong ngoài. Chiếu rằng:"Nghĩa xuân thu thống nhất, bắt đầu tự chính danh. Mưu của Thánh nhân về sau, trước hết là lập Tự. Trẫm cả vâng mệnh sáng, giữ lấy nghiệp to. Nghĩ việc lớn thiên hạ, cần được người đứng đầu. Nay có Hoàng tử thông minh nhân hiếu, có thể đảm đương việc nặng. Chí ta định trước, trăm quan cùng theo. Lấy ngày mồng 9 tháng này, kính cáo Thái miếu, ngày 11 sách lập Hoàng thái tử, để chính vị Quốc bổn, và rõ ràng được kẻ nối ngôi. Ôi! Tuổi đã lớn, đức càng cao, vì thiên hạ được người xứng đáng, biển lại nhuần, sao càng sáng, mừng giang sơn hưởng phước lâu dài". Ngày Canh Thân, Hoàng thái tử yết kiến các Miếu và điện Hoàng Nhân. Ngày Quý Hợi, các hoàng tử, hoàng tôn, cùng tông nhân, văn võ quan viên dâng biểu chúc mừng. Ngày sau đến điện Thanh Hòa chúc mừng. | ” |
| — Trích lễ sách lập Hoàng tứ tử Đảm (Vua Minh Mạng) làm Hoàng thái tử, Đại Nam thực lục - Đệ nhất kỷ - Quyển LIII, "Thế Tổ Cao Hoàng đế" | |   |

### Vị trí trong triều
Vì là người sẽ kế vị, khác biệt với các hoàng tử cùng vương tử được mở phủ riêng ngoài cung, nơi ở của trữ quân thường được đặt ở phía Đông của cung đình trong kinh thành nên thường được gọi là Đông cung (東宮) hoặc Đông triều (東朝), vì lý do này mà Thái tử ở Đông Á còn được gọi là "Đông cung Thái tử". Do là cung điện của trữ quân, nên đôi khi nơi ở của thái tử cũng được gọi là Trữ cung (儲宮) hay Trữ vi (儲闈). Ở thuyết ngũ hành, hướng Đông thuộc hệ Mộc, màu "Thanh", xét Tứ quý thì thuộc mùa xuân, nên "Đông cung" đôi khi cũng được gọi một cách né tránh là Thanh cung (青宮) hay Xuân cung (春宮).
Địa vị của trữ quân vào thời xưa, dựa vào tên gọi "Trữ nhị" cũng có thể hiểu là tôn quý chỉ dưới vị Vua chúa trị vì của một quốc gia, do đó thế lực của trữ quân có thể tạo thành một chính thể quyền lực tương tự với Vua chúa. Khi xếp vào trình tự ưu tiên, trữ quân luôn ở dưới Vua chúa, do vậy trữ quân dĩ nhiên được xếp trên các vương công vốn là anh em hoặc chú bác của Vua chúa. Trong nơi ở của trữ quân là Đông cung, cũng được thiết kế hết sức bài bản khi được thiết đặt các chức quan hầu việc tương tự hệ thống quan viên ở triều đình và Phủ đệ của các thành viên khác. Quy mô thiết đặt cơ sở hạ tầng cũng như nhân lực tại trữ quân, nếu so với triều đình thì đã được thu nhỏ lại vì vị trí trữ quân ở dưới Vua chúa, thế nhưng lại vượt xa Phủ đệ của hoàng tử cùng vương tử bình thường vì trữ quân là người kế vị trong tương lai. Các quan viên chủ yếu nhận nhiệm vụ về giáo dục trữ quân, nên thực tế không có quyền hạn đáng kể, nhưng nếu trữ quân kế vị thì những quan viên này sẽ là những người hàng đầu được bổ nhiệm các vị trí trọng yếu trong hệ thống chính trị. Ngoài ra, trong Đông cung cũng có các hoạn quan, nữ quan, và một toán Túc vệ được chỉ định... tất cả đều án theo mô hình thu nhỏ của cung đình mà bố trí, phục vụ sinh hoạt của trữ quân và gia quyến. Vì là người sẽ kế vị nên mũ áo, lễ nghi của trữ quân cũng khác biệt với các hoàng tử cùng vương tử khác, đồng thời lại thường là bản thu nhỏ một chút án theo quy chế vốn có của Vua chúa.
Cũng bởi vì địa vị nhạy cảm, trong lịch sử rất nhiều Vua chúa cùng trữ quân của mình mâu thuẫn, đây cũng là lý do khiến nhiều trữ quân dễ dàng bị phế truất hoặc bị uy hiếp đến nỗi tạo phản, điển hình nhất là Lệ Thái tử Lưu Cứ thời Hán Vũ Đế Lưu Triệt, do phát sinh mâu thuẫn cùng gian thần Giang Sung mà dấy cả binh lính muốn ép Vũ Đế thoái vị, cuối cùng con cháu bị hại thảm. Bên cạnh đó, cũng vì ước mong có được vị trí trữ quân, rất nhiều hoàng tử cùng vương tử trong lịch sử tính toán lẫn nhau mà cạnh tranh, đển hình nhất chính là sự kiện Cửu vương đoạt đích (九王奪嫡) thời kỳ cuối của triều đại Khang Hi.

## Bên ngoài Đông Á

### Tại Châu Âu

#### Khái niệm-apparentcùng-presumptive
Ở các nền quân chủ theo Cơ Đốc giáo tại Châu Âu, vấn đề kế vị rất không ổn định và thường xuyên có thay đổi về hôn nhân và khả năng sinh hạ người thừa kế, cho nên "trữ quân" không phải lúc nào cũng là con của vị Vua đương nhiệm, mà có một nửa là anh em chú bác hay thậm chí là họ hàng trong gia tộc dựa theo quy định kế vị mà Nghị viện hay cơ quan Hành pháp của quốc gia ấy quy định.
Bởi vì lý do chính trị, nền quân chủ tại Châu Âu đa phần tách bạch giữa "Thần quyền" từ Giáo hội, "Pháp quyền" từ Nội các chính phủ và "Quân quyền" từ ngai vàng, cả ba yếu tố này thường xuyên chạm trán nhau nên quy định kế vị tại Châu Âu cũng hết sức đặc biệt. Trong ba yếu tố thì "Pháp quyền" cùng "Quân quyền" là hai yếu tố chính yếu, bởi vì luật lệ kế vị của Châu Âu đều phải qua chiếu chỉ lập pháp, rất nhiều trường hợp bản thân ý định của Vua chúa hoàn toàn bị cơ quan lập pháp phản đối, hay thậm chí là dẫn đến nội chiến. Các cơ quan lập pháp này thường là từ các Nghị viện (Parliament), mà thành viên Nghị viện thường là các quý tộc chư hầu có địa vị trong quốc gia, thậm chí là thành phần Giám mục đại diện cho "Thần quyền" cũng được tính vào nhóm này, còn một nhóm khác là các luật sư và chính khách. Khác với Đông Á lựa chọn trữ quân là dựa vào ý niệm của Vua chúa là chính, thì Châu Âu do có sự phân bố quyền lực đặc biệt như vậy nên thường có một thứ gọi là Danh sách kế vị (Line of succession), một danh sách được Nghị viện công nhận, sẽ ấn định sẵn toàn bộ quyền kế vị cho thành viên của dòng dõi Vua chúa đối với ngai vàng của quốc gia ấy. Ví dụ khá nổi tiếng là sự kiện Vua James VI của Scotland kế vị Nữ vương Elizabeth vì là hậu duệ của Margaret Tudor - chị gái của Henry VIII của Anh, thông qua đạo luật thừa kế được phê duyệt bởi Nghị viện.
Đây cũng là lý do mà ở Châu Âu lại có hai kiểu nói về trữ quân:
1. "Heir apparent": có nghĩa "Người kế thừa ấn định". Những người này chắc chắn sẽ kế vị theo pháp luật do Nghị viện công bố và không thể bị thay đổi, đây cũng có thể gọi là trữ quân chính thức. Thông thường các "Heir apparent" đều sẽ có tước vị chư hầu cố định giống như các tước hiệu quý tộc khác, như tước hiệu Thân vương xứ Wales là dành cho các "Heir apparent" của ngai vàng Anh kể từ thời kỳ Edward I.
2. "Heir presumptive": có nghĩa "Người kế thừa lâm thời". Cũng bởi vì Châu Âu dựa vào lập pháp kế vị, nên trong một thời điểm một vị Vua cai trị đều sẽ có một "Danh sách kế vị" hiện hữu, phòng khi nhà vua đang tại vị chưa kịp ấn định người thừa kế. Lúc này, người đứng đầu danh sách được gọi là "Heir presumptive", thường sẽ được xem là người kế vị, nhưng bởi vì họ chưa được công bố chính thức trở thành "Heir apparent" nên họ chưa được gọi là trữ quân. Trong trường hợp này, nếu một người khác trong dòng dõi nhà vua được sinh ra và có quyền kế vị cao hơn, thì người này ngay lập tức mất đi quyền kế vị.

Khác với Đông Á quy định rõ khác biệt giữa "Sách lập" dành cho trữ quân và "Sách phong" dành cho tước vị bình thường khác, lễ phong tước cho các "Heir apparent" tại Châu Âu được gọi là Investiture và nó chỉ là một dạng lễ phong chức vụ, bất kì ai có địa vị quý tộc hoặc chức vụ quan trọng cũng đều có thể hưỡng lễ thụ phong tương đương. Ngoài điều đó ra, các "Heir apparent" tại Châu Âu được hưởng quyền ưu tiên hơn tất cả hoàng tử cùng vương tử lẫn các quý tộc khác trong triều đình, điều này là do "Quân quyền" từ ngai vàng ảnh hưởng. Tuy nhiên, ý thức về quyền lợi của "Heir apparent" khiến một số quốc gia quyết định nâng địa vị của người thừa kế tương ứng với Đồng quân vương, tức là khiến họ có quyền trị vì thực tế đối với nền chính trị của quốc gia bên cạnh vị Vua chúa đương nhiệm, như Tiểu vương Henry thời Henry II của Anh, tước vị Vua La Mã Đức của Thánh chế La Mã hoặc Tiền Cung vương chúa dành cho các Uparaja của khối Đông Nam Á.
Cũng bởi vì bị kẹp giữa ba thế lực, thông thường các "Heir apparent" một khi đã được gia phong thì hầu như không thể thay đổi, trường hợp thay đổi "Heir apparent" thường là do vị Vua chúa ấy bị mất ngai vàng, chính phủ của quốc gia sụp đổ hoặc bản thân "Heir apparent" đó đã qua đời.

#### Yếu tố chọn người kế vị

Sơ đồ "Cận hệ kế thừa" điển hình của Châu Âu, trong trường hợp vẫn công nhận quyền của nữ. Số (1) bị gạch chéo là người đang có quyền ưu tiên nhất, sau đó là (2) và cuối cùng là (6). Hình vuông là nam, hình tròn là nữ, màu xám là đương nhiệm mà màu đen là đã qua đời.

Tuy cách thức có khác, nhưng nền quân chủ Châu Âu cũng rất coi trọng phương pháp thừa kế "Con kế thừa cha" như các vương triều tại Đông Á, tuy nhiên phương pháp này lại không phải là phương pháp duy nhất để ấn định người thừa kế, lý do cũng bởi vì quyền lợi từ ngai vàng tại Châu Âu lại được đánh giá dựa trên "giá trị thực quyền" của dòng họ hơn là giá trị Tổ tông như Đông Á, do đó vấn đề kế tục tại Châu Âu chỉ cần là "Dòng dõi nhà vua" chứ không cần phải theo thứ tự truyền đời. Cũng vì vậy, bên cạnh "Cha truyền con nối", phương pháp kế vị tại Châu Âu còn có "Cận hệ kế thừa", hay tiếng Anh còn gọi là"Proximity of blood". Thông thường, phương pháp "Cha truyền con" đều ấn định quyền "Con trưởng ưu tiên kế thừa" hay tiếng Anh còn gọi là "Primogeniture", kèm theo đó là quyền của "Đích duệ kế thừa" hay "Per stirpes".
Phương pháp ưu tiên con trưởng tại Châu Âu là giữ quyền cho con trưởng kèm toàn bộ hậu duệ của con trưởng, nếu con trưởng qua đời thì quyền kế vị sẽ truyền cho con cháu con trưởng, chỉ khi toàn bộ nhánh con trưởng không còn hậu duệ thích hợp để kế thừa thì quyền kế thừa mới dành cho người em và hậu duệ, mà người em này phải là người em lớn tuổi nhất trong số các người em còn lại. Phương pháp này trong tiếng Anh được gọi là "Per stirpes", tương tự với việc truyền cho Đích tôn - con trai Đích lớn của Đích trưởng tử trong văn hóa Đông Á vậy. Trong khi đó, phương pháp "Cận hệ kế thừa" có xu hướng trái ngược với "Đích duệ kế thừa" vì phương pháp này lại chỉ tính quyền kế vị của một thế hệ, tức chỉ công nhận quyền kế thừa của người thừa kế và anh chị em cùng thế hệ với người đó. Ví dụ như, khi người có quyền thừa kế qua đời và không có hậu duệ, mà người em lớn nhất cũng đã chết nhưng lưu lại hậu duệ, trong hai sự chọn lựa giữa "Người cháu lớn nhất" cùng "Người em duy nhất còn lại" thì phương pháp này ưu tiên chọn người em hơn là người cháu. Việc thành lập phương pháp "Cận hệ kế thừa" này cùng với "Đích duệ kế thừa" luôn xảy ra tranh chấp, cả hai đều là phương pháp có tính hợp pháp cao, vì vậy trong cùng một triều đại thì cũng có trường hợp cả hai phương thức này được áp dụng.
Ví dụ cho "Cận hệ kế thừa" cùng "Đích duệ kế thừa" đồng thời được áp dụng, phải kể đến triều đại nhà Plantagenet tại nước Anh. Quốc vương Richard I của Anh qua đời mà không có con, theo điều luật kế vị "Đích duệ" thì Arthur I, Công tước xứ Brittany sẽ kế vị Vua Richard, vì Arthur là con trai của người em quá cố lớn nhất của Vua Richard, tức Geoffrey II, Công tước xứ Brittany. Lúc này hai phe hành pháp giữa Angevin và Norman lại tranh cãi xu hướng kế vị, do phái Angevin coi trọng xu hướng "Đích duệ" mà ủng hộ Arthur, còn phái Norman lại ưa xu hướng "Cận hệ" và ủng hộ người em trai út còn sống duy nhất của Vua Richard, tức là Tân vương John của Anh. Sau đó là qua mấy đời sau, đến thời kỳ Edward III, con trai cả của nhà vua là Edward, Hắc vương tử qua đời, con trai Hắc vương tử là Richard xứ Bordeaux trở thành hậu duệ duy nhất của vương tử. Khi ấy người em trai lớn nhất còn sống của vương tử là John xứ Gaunt đang nắm nhiều vị trí quan trọng trong triều, và theo truyền thống "Cận hệ kế thừa" thì John hoàn toàn có thể trở thành trữ quân. Thế nhưng Richard vì danh vọng từ người cha quá cố của mình, cũng như sự ủng hộ từ Viện Thứ dân trong Nghị viện mà thuận lợi trở thành trữ quân của ông nội, kế thừa vị trí Thân vương xứ Wales từ cha và thành công trở thành Richard II của Anh. Ngược lại, do trong suốt thời kỳ trị vì không có hậu duệ, John trở thành "Heir presumptive" của Vua Richard II, và thời điểm nhà vua bị phế truất thì John đã qua đời, nên ngai vàng Anh được trao cho con trai của John, tức Henry IV của Anh.
Còn một phương pháp rất cổ điển để quyết định quyền kế vị tại Châu Âu, chính là quyền công nhận cả hậu duệ của nữ giới, nhưng quyền lợi của nữ luôn phải xếp sau dòng nam và chỉ khi dòng nam không còn thì mới xét đến dòng nữ, trong tiếng Anh thì phương thức này được gọi là "Agnatic-cognatic succession" hay "Semi-Salic". Ở cách thức này thì hậu duệ của nữ cũng có thể kế thừa, trong trường hợp nam giới đều không còn. Phương pháp này giống Luật Salic ở chỗ thông thường sẽ không để nữ giới trực tiếp kế vị, tuy nhiên con trai hoặc hậu duệ là nam giới của người phụ nữ này lại có tư cách. Cũng như quyền lợi truyền vị từ dòng nam, hậu duệ dòng nữ cũng ưu tiên "Con trưởng kế thừa" kèm "Cận hệ kế thừa", thông thường thì vai vế càng gần thì quyền đòi hỏi càng lớn. Ví dụ sau khi Charles IV của Pháp qua đời, xét theo khỏa hệ thì Quốc vương Edward III của Anh có quyền kế vị ngai vàng Pháp cao hơn nếu so với Philip, Bá tước Valois, bởi vì Edward là con trai của Isabelle - em gái của Vua Charles, trong khi Philip là con trai của Charles, Bá tước xứ Valois - một người chú của Vua Charles. Như vậy xét theo quan hệ xa gần trong khoa phả hệ, đời của Edward gần hơn nếu so với Philip. Dù đã được áp dụng từ xa xưa, thế nhưng không phải lúc nào phương pháp "Semi-Salic" này cũng được công nhận bởi vì ngai vàng sẽ bị rơi vào tay người ngoài, do vậy thông thường phương pháp này bị nhiều Nghị viện hoặc Giáo hội e ngại ngoại bang thẳng thừng loại bỏ, Chiến tranh Trăm Năm nổ ra chính là vì phương pháp này bị Nghị viện cùng Giáo hội nước Pháp khai trừ mà không công nhận quyền kế vị từ mẹ của Vua Edward III. Trái ngược với nước Pháp, các triều đại nhà Tudor, nhà Stuart cùng nhà Hannover trong lịch sử Anh được công nhận quyền lợi kế vị cũng đều xuất phát từ phương pháp này.
Cũng bởi vì quyền kế vị bị khống chế bởi phe phái chính trị tương quan, rất nhiều trường hợp luật lệ kế vị có thể áp dụng, lại cũng có trường hợp chỉ có chiến tranh mới có thể giải quyết, mà Chiến tranh Hoa Hồng và Chiến tranh Kế vị Tây Ban Nha là hai cuộc xung đột điển hình nhất về vấn đề này, phát sinh chủ yếu do sự tranh luận quyền kế vị giữa "Nam giới thuộc dòng thứ" trong khi nhánh dòng nam giới con trưởng đều không còn hậu duệ thích hợp. Đặc biệt nhất là trường hợp của "Chiến tranh Hoa Hồng" vì tuy rằng Vua Henry VI đã có hậu duệ hợp pháp là con trai với Marguerite xứ Anjou, nhưng bằng quyền lực lớn của mình mà phe nhà nhà York không công nhận quyền kế vị của người con trai này. Tại Châu Âu, có thể nói các bên dòng dõi nhà vua đều có thế lực chính trị, hành pháp lẫn tôn giáo của riêng mình, cũng tạo nên vấn đề kế vị hết sức phức tạp.

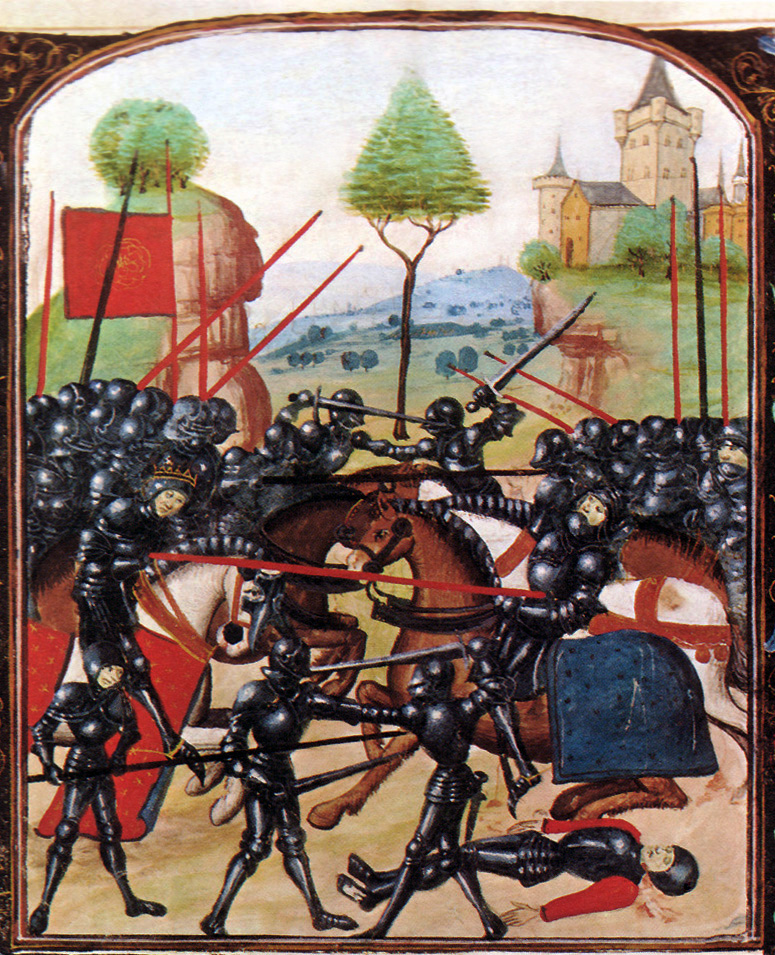
Ảnh minh họa Trận Barnet trong chuỗi "Cuộc chiến Hoa Hồng" của nước Anh.

Tôn giáo cũng là một điểm quan trọng quyết định quyền kế vị trong một số trường hợp, mà biểu hiện rõ nhất là chỉ có con cái được sinh ra trong hôn nhân vợ chồng mới có quyền thừa kế, những người con của Vua chúa với tình nhân đều không được công nhận. Quốc vương Henry VIII của Anh nổi tiếng với việc luôn khao khát con trai kế vị, và trước khi Edward ra đời thì bản thân ông đã có một con trai, Henry FitzRoy. Tuy nhiên FitzRoy lại là con trai giữa Vua Henry với tình nhân, do đó FitzRoy không có quyền kế vị ngai vàng Anh, dù FitzRoy đã được cha mình công nhận là con trai của ông. Tại rất nhiều nước ở Châu Âu như Thụy Điển cùng Tây Ban Nha, vì vấn đề ngăn cấm Quý tiện kết hôn xảy ra làm ảnh hưởng dòng dõi, người thừa kế ngai vàng sẽ mất đi quyền lợi nếu họ kết hôn mà không có sự chấp thuận của vị Vua đương nhiệm, Nghị viện và quan trọng nhất vẫn là Giáo hội. Trong trường hợp không được công nhận, cuộc hôn nhân đó sẽ bị xem là Hôn nhân bất đăng đối (Morganatic marriage), tất cả hậu duệ và người hôn phối đều không được công nhận tước vị tương xứng, và người kế vị đó có nguy cơ bị tước bỏ quyền kế vị. Tại Thụy Điển, bởi vì người kế vị cần được qua nghi thức triệu kiến của Quốc chủ, nên nếu cuộc hôn nhân không được Quốc chủ cho phép thì người kế vị sẽ mất quyền kế thừa.
Tại nước Anh, kể từ sau khi Henry VIII ly khai Công giáo La Mã, chính phủ Anh đã thành lập Giáo hội Anh với chủ trương Anh giáo, cũng từ đó một người mất đi quyền kế vị nếu cải đạo thành Công giáo. Sự kiện nổi tiếng nhất liên quan đến vấn đề này chính là Cách mạng Vinh quang ở Anh thời Vua James II, do ông đã nuôi dạy người thừa kế hợp pháp của mình, James Francis Edward Stuart, trở thành người đạo Công giáo bất chấp lúc đó toàn bộ nước Anh đã theo Anh giáo. Nghị viện nước Anh chủ trương Anh giáo, không đồng ý việc ý đồ khôi phục Công giáo của Vua Charles nên đã làm cách mạng buộc Vua James thoái vị để con gái cả của ông, Công chúa Mary, một người theo Anh giáo lên ngôi, trở thành Mary II của Anh. Từ năm 2011, Khối thịnh vượng chung đã thông qua luật bãi bỏ sự khác biệt tôn giáo này, được gọi là Perth Agreement.

#### Yếu tố khác
Một nhánh của "Cha truyền cho con", một quyền lợi trái ngược hẳn với phương pháp "Con trưởng kế thừa" chính là quyền kế vị dành cho con út, trong tiếng Anh thì phương pháo này được gọi là "Ultimogeniture". Đây là một dạng quyền tương đối đặc biệt và rất hiếm gặp, yrong trường hợp này người con ra đời sau cùng trong gia đình sẽ được hưởng toàn bộ tài sản do cha mẹ để lại.
Ý nghĩa của việc chọn lựa con út kế thừa này còn gây tranh cãi, thông thường nhất cho rằng người con út là "Nơi gửi gắm tâm nguyện" từ cha mẹ mình, bởi vì những anh chị em khác sớm đã trưởng thành và an cư lập nghiệp tách khỏi cha mẹ, cho nên người con út sống cùng cha mẹ từ nhỏ đến khi cha mẹ qua đời lại là người có tư cách kế thừa nhất. Trong thực tế, việc áp dụng "Quyền con út kế thừa" hết sức bất lợi, bởi vì các con trưởng đã sớm có tiền tài, nhân sự và danh tiếng trước thời điểm người con út ra đời, nên tình trạng áp dụng phương thức kế nhiệm này rất hiếm gặp. Tuy không phổ biến bằng "Con trưởng kế thừa" nhưng quyền lợi ưu tiên cho con út lại xuất phát rất xa xưa, rất nhiều truyện cổ hoặc truyền thuyết Châu Âu thường có kiểu người thừa kế lại là con út, trong kinh thánh của người Do Thái thì Isaac, Jacob và David đều được tả là người con út trong nhà. Vượt ra khỏi lục địa Châu Âu, người Mông Cổ tại Trung Á xa xưa vốn áp dụng phương thức kế vị này, nguyên do chủ yếu là họ có lối sống du mục cách trở và các con trai sớm tách biệt ra khỏi cha mẹ mình, nên việc cha mẹ để lại tài sản cho người con út - đứa con sống với họ từ nhỏ - cũng là một phương thức có thể lý giải được. Vị Khả hãn Mông Cổ nổi tiếng nhất trong lịch sử, Thành Cát Tư Hãn, đã để con trai út Đà Lôi được hưởng nhiều quyền lợi và Đà Lôi đã kế tục Thành Cát Tư Hãn tại đất tổ Mông Cổ, tạm quyền trong 2 năm trước khi truyền vị cho anh trai Oa Khoát Đài. Nguyên do Đà Lôi có thể an vị là vì người Mông Cổ xem "Con út kế thừa cha" vốn là truyền thống của tộc nhân.
Đối với nền Quân chủ tuyển cử, quyền kế vị không nằm trong tay vị Vua chúa đang trị vì hoàn toàn mà phải thông qua bầu chọn, phương pháp này thường áp dụng cho những Đế chế lớn được hợp thành từ nhiều thế lực có vai trò chủ đạo ngang nhau, mà điển hình là Thánh chế La Mã cùng Đế quốc Mông Cổ. Tuy nhiên đối với các nền quân chủ bị phe phái chính trị kiểm soát, việc bầu chọn quân chủ cũng xảy ra trong Nghị viện, như trường hợp tại Anh đã có Henry IV của Anh được Nghị viện bầu chọn để thay thế người tiền nhiệm dòng chính, Richard II của Anh.

### Những vùng văn hóa khác
Tại các quốc gia Hồi giáo như Đế chế Ottoman cùng Đế chế Mughal, khối Văn hóa Mã Lai tại Đông Nam Á hoặc Ai Cập cổ đại, phương thức "Con kế thừa cha" được xem là phương thức tiên quyết và được áp dụng khá thường xuyên. Và cũng như các quốc gia Cơ Đốc giáo tại Châu Âu, nền quân chủ tại các quốc gia này không kế thừa tư duy Tông miếu, vì thế phương pháp "Con kế thừa cha" cũng chỉ là một quyền lợi về dòng dõi trị vì, thứ tự cùng vai vế những người kế thừa không phải là vấn đề lớn mà chỉ cần người kế vị thuộc dòng dõi Vua chúa đang tại vị là được. Tuy rằng xã hội ở các quốc gia này cũng có chế độ tỳ thiếp, nhưng địa vị Vợ cả thường có nhiều hơn một người (duy trì "Chính thê" và các "Thứ thê"), hay thậm chí trước thời kỳ Suleiman I thì các Sultan của Ottoman còn không chính thức quyết định Thê tử mà chỉ toàn là Phi thiếp, cho nên "Con kế thừa cha" đều thường chỉ đơn giản là "Con trưởng thừa kế", thông thường sẽ không phân quá rõ Đích tử hay Thứ tử mới có tư cách kế vị.

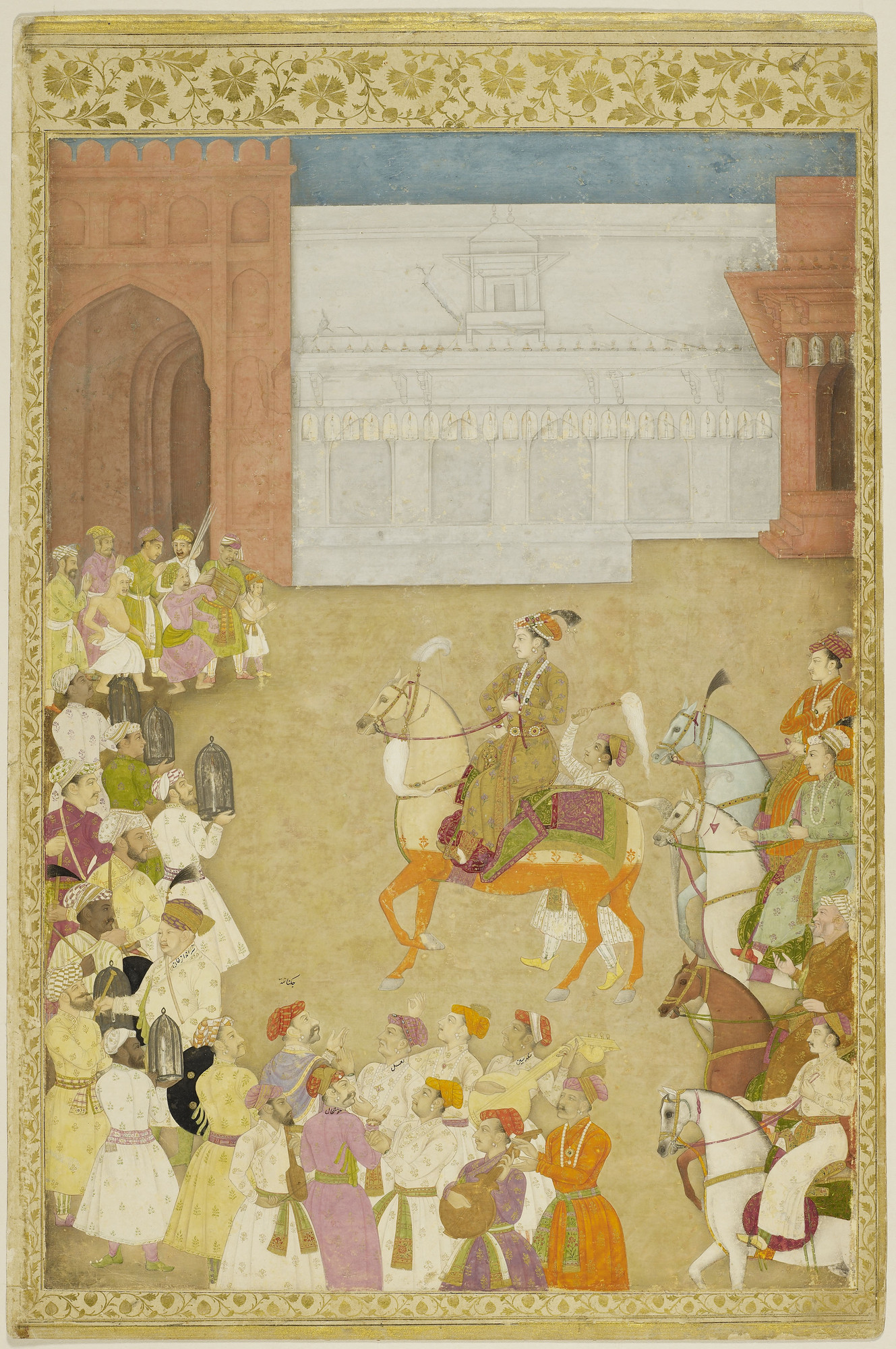
Hoàng thái tử Dara Shikoh khi còn tại vị, theo sau là hai người em trai: Shah Shuja và Aurangzeb.

Ở hầu hết các thời kỳ, nền chính trị Hồi giáo cùng Đông Nam Á lại dùng giá trị vũ lực để cai trị, nên "sự trưởng thành" và "kinh nghiệm" thường là yếu tố được ưa chuộng hơn cả để quyết định ai sẽ là Vua, điều đó không chỉ khiến các quốc gia này thường xuyên có hiện tượng cướp ngôi, mà các trường hợp bị cướp ngôi phần lớn rơi vào việc những người con của vị Vua tiền nhiệm còn quá nhỏ tuổi. Cũng bởi vì xem trọng giá trị vũ lực thực tế, lại không bị ràng buộc đạo lý thứ tự truyền đời theo Tông miếu như các quốc gia Nho Khổng, phương pháp "Con kế thừa cha" trong những trường hợp này hoàn toàn có thể bị phá vỡ bằng phương pháp "Trưởng bối kế thừa", hay tiếng Anh còn gọi là "Agnatic seniority". Trong bối cảnh "Trưởng bối kế thừa", người em trai lớn nhất của vị Vua tiền nhiệm sẽ được ưu tiên hơn hẳn hậu duệ của vị Vua tiền nhiệm, nếu những hậu duệ ấy còn quá nhỏ tuổi, hoặc không đủ uy vọng để được ủng hộ lên ngôi. Tuy nhiên khác với "Cận hệ kế thừa" tại Châu Âu, phương pháp "Trưởng bối kế thừa" một khi được áp dụng, thì sẽ tiếp tục truyền đến những người anh em khác cùng thế hệ, và hậu duệ của vị Vua này chỉ được kế thừa sau khi toàn bộ anh em của vị Vua ấy đều chết. Nhìn chung thì phương pháp này giống "Huynh chung đệ cập" được truyền từ thời nhà Thương, và phương pháp này sẽ khiến nhiều triều đại lâm vào cảnh tàn sát nội tộc, khi đó vị Vua kế vị vì muốn đảm bảo quyền lợi cho mình và con cháu mà ra tay giết hại hậu duệ của những vị Vua chúa đời trước đó.
Thời gian đầu Đế chế Ottoman chưa áp dụng quy tắc kế thừa này mà vẫn chọn phương pháp "Con kế thừa cha", thế nhưng rất nhiều người anh em của Sultan hoặc trữ quân đương nhiệm sẽ được phái làm Trị sự các thành thị cách xa kinh thành, và khi họ có đủ thực lực sẽ có thể dấy binh tạo phản tranh quyền làm Sultan, tạo nên rất nhiều cuộc nội chiến làm kiệt quệ vương triều. Vì để tránh rắc rối từ nhiều thế hệ trước, Sultan Mehmed III sau khi lên ngôi đã cho xử tử toàn bộ 19 người em trai còn sống của mình, nhằm đảm bảo quyền kế vị sẽ mãi truyền cho con cháu, cũng tạo thành nền tảng cho việc áp dụng "Trưởng bối kế thừa" để truyền vị trong hoàng gia Ottoman về sau. Từ sau thời kỳ Sultan Ahmet I, triều đình đưa những hoàng tử hoặc hoàng thân có khả năng kế thừa vào một buồng giam được gọi là Kafes (قفس), phòng trường hợp bị mưu sát vì lý do chính trị, và khi vị Sultan qua đời thì người em trai hoặc cháu trai này sẽ cứ an toàn lên ngôi. Lúc này vị trí "trữ quân" thường thuộc về người em trai lớn tuổi nhất của vị Sultan đương nhiệm, nếu không thì cũng là cháu trai trưởng là con cả của người anh là Sultan tiền nhiệm. Xuất phát từ tâm lý mạnh được yếu thua, một số ít vị Sultan còn dùng quyền lực để cho con trai mình trở thành trữ quân và loại bỏ quyền kế vị từ các nhánh khác.
Do bị giam cầm trong thời gian dài, chế độ "Kafes" khiến nhiều thế hệ Sultan thiếu hẳn năng lực cai trị, một số vị hoàng tử Ottoman cả đời bị nhốt trong đây đến khi chết già, còn có trường hợp bị dọa đến nỗi mắc bệnh tâm thần và bị "tuyên bố" mất tư cách thừa kế ngai vàng. Sultan Mehmed VI đã bị giam trong "Kafes" bởi người chú là Sultan Abdul Aziz, và ông đã phải trải qua triều đại của chú ông cùng 3 người anh trai khác trước khi lên ngôi vào năm 1918, và khi ông lên ngôi vị Sultan thì cũng đã 56 tuổi.
Ở nhiều quốc gia Hồi giáo khác, giá trị vũ lực lại thắng được tất cả, rất nhiều vị Vua chúa dù đã chỉ định trữ quân nhưng các trữ quân đều sẽ bị giết hại bởi những người có khả năng thừa kế gần khác, hoặc bản thân cha con vị Vua chúa ấy bị người khác lật đổ. Triều đại Mughal tại Ấn Độ cũng có một nền chính trị vũ lực phức tạp như vậy, cho nên dù đã ấn định trữ quân cũng có thể bị em trai mình giết hại và lật đổ, như Dara Shikoh được cha mình là Hoàng đế Shah Jahan sách lập làm trữ quân với danh hiệu "Shahzada-e-Buland Iqbal", tuy nhiên sau đó ông bị em trai là Hoàng tử Muhiuddin mưu hại, các con trai của ông cũng bị xử tử. Sau khi Hoàng đế Shah Jahan qua đời vài năm sau, Muhiuddin trở thành Hoàng đế Aurangzeb. Kể từ thời kỳ này, ngai vị của Mughal thường xuyên là cháu giết chú hay chú bác ám sát con cháu để tranh quyền, thậm chí hoàng đế còn bị quyền thần xem là bù nhìn để đưa lên ngôi, vì vậy việc quyết định trữ quân tại Mughal về sau căn bản cũng không còn bao nhiêu ý nghĩa.

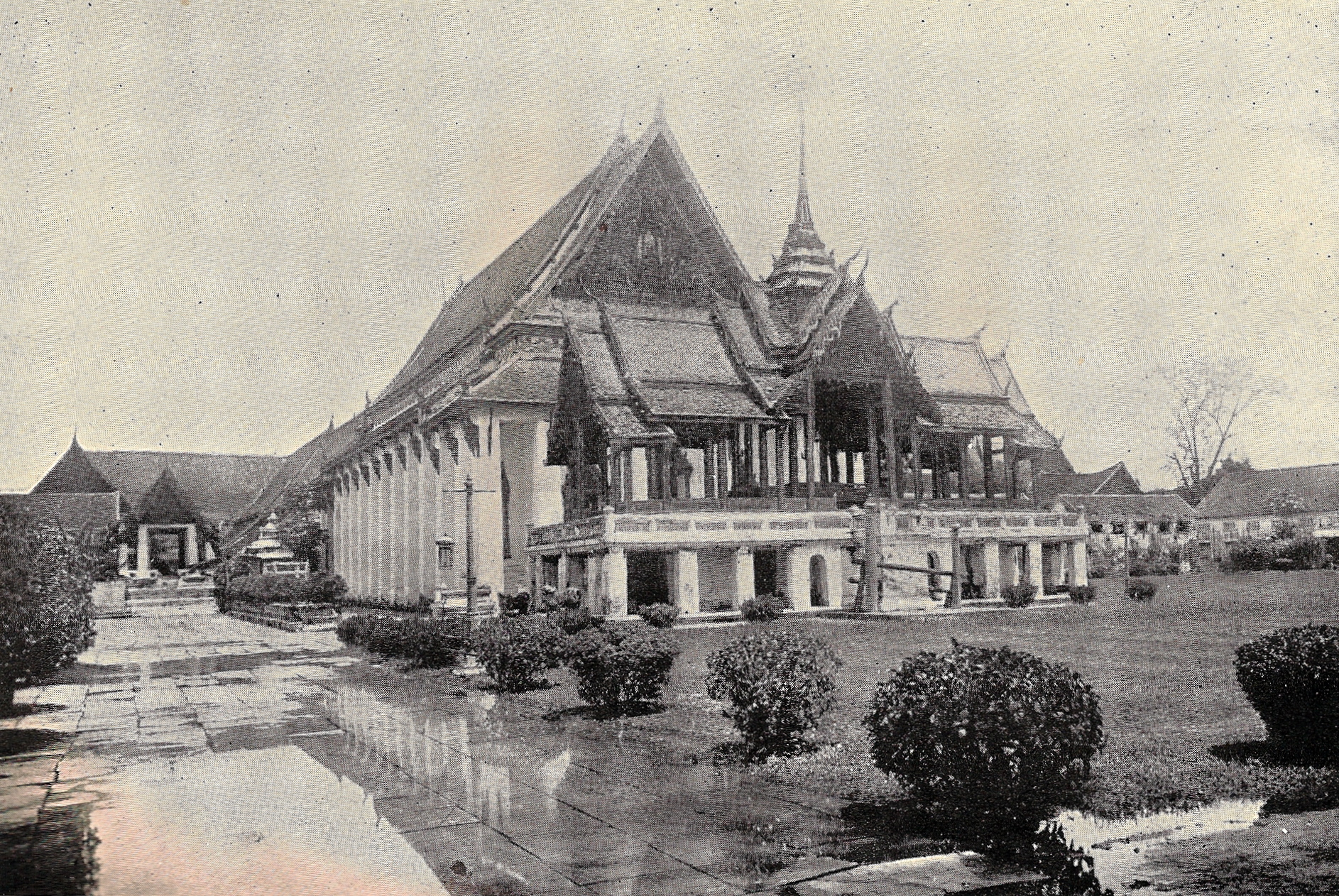
Ảnh chụp Tiền cung Thái Lan khoảng năm 1890, hiện nay là Bảo tàng quốc gia Bangkok.

Khu vực Đông Nam Á theo Phật giáo như Miến Điện, Thái Lan, Lào cùng Campuchia thì quy định địa vị trữ quân là Uparaja, mang ý nghĩa "Phó vương - Người trị vì thứ hai", bởi vì các quốc gia này xem trữ quân là một vị Vua khác có quyền lực chỉ sau vị Vua chúa tối cao đang tại vị. Tư duy này tiếp nhận từ xu hướng Đại Ấn Độ và có nét giống các nền quân chủ Khổng giáo, tuy nhiên các quốc gia Phật giáo lại cho quyền lực của trữ quân hết sức vượt trội, do vậy cũng khiến các quốc gia này có nền chính trị phe phái phức tạp và yêu cầu vũ lực được đề cao tương tự các quốc gia Hồi giáo.
Tại Miến Điện, các trữ quân được ban danh xưng Einshay Min (အိမ်ရှေ့မင်), danh xưng này cùng với Wang Na (วังหน้า) ở Thái Lan đều cùng một ý nghĩa là "Phía trước Cung điện" hay "Tiền cung", cho thấy địa vị ưu việt của trữ quân khi đại diện nhà vua thống lĩnh cùng cai trị quốc gia. Sau khi chế độ quân chủ tại Miến Điện sụp đổ, Thái Lan tiếp tục sử dụng danh hiệu này mãi đến sự kiện "Khủng hoảng Tiền cung", triều đình Thái Lan sau đó đã đổi sử dụng cách gọi "Crown Prince" như phương Tây để nói về trữ quân. Vì là một vị "Phó vương", địa vị của trữ quân cũng được quy định bài bản như lễ lên ngôi của họ đều có điểm tương tự vị quốc vương thực sự, cung điện của họ thường có quy cách giống quốc vương, con cháu của họ cũng được quy định địa vị cách biệt và vượt trội hơn tất cả con cháu vương tử khác.

## Quyền thừa kế của nữ

### Vai trò dòng dõi
Ở hầu hết các khối quốc gia, bỏ qua những chuyển biến lịch sử đặc thù thì thông thường phụ nữ không có quyền trực tiếp kế thừa ngai vị. Tuy vậy ở một số nền văn hóa, bản thân hoàng nữ và vương nữ tuy không thể trị vì, nhưng những hậu duệ nam giới của họ thì lại có quyền kế vị. Về vấn đề này thì ta có thể chia ra nhóm thế giới Nho Khổng cùng Ả Rập Ba Tư, bao gồm cả Tiểu lục địa Ấn Độ, chia sẻ chung quan điểm "Nữ giới "không có vai trò" duy trì dòng dõi Vua chúa". Trong khi đó ở các nhóm quốc gia còn lại, đặc biệt là nhóm Đông Nam Á, thì lại có quan niệm "Nữ giới "có vai trò" duy trì dòng dõi Vua chúa".

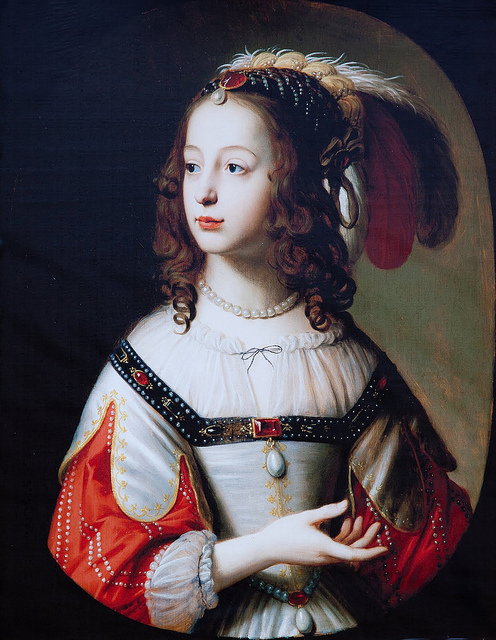
Người mang lại ngai vàng Anh cho nhà Hannover, Sophie của Pfalz. Bản thân bà không lên ngôi, nhưng quyền kế vị ngai vàng Anh được truyền cho con trai bà, George I của Anh.

Nhóm quốc gia Nho Khổng cùng Ả Rập Ba Tư đều xem trọng dòng dõi dựa vào nam giới, tuy cách thể hiện tương đối có khác biệt. Điểm cơ bản nhất ở hai khối quốc gia này, chính là nhìn nhận rằng "Người mẹ không có quyền kế thừa", biểu hiện ở việc vô số vị Vua chúa hoặc Lãnh tụ địa phương đạt quyền lực dựa vào việc là con trai của một người cha hay tổ tiên có thế lực trong quá khứ, hoặc chỉ đơn giản là dựa vào vũ lực như Alauddin Khalji, hoặc nhóm Mamluk hay các Sultan của Ai Cập, mà không dựa vào việc là con của một người mẹ. Một biểu hiện khác chính là Vua chúa ở hai nền văn minh này hầu như không có tình trạng kế vị ngai vàng của ông ngoại hoặc họ hàng bên mẹ của mình, một thứ biểu hiện rằng "Quyền lợi kế vị" từ người mẹ không hiện hữu. Rất nhiều vị "Hoàng đế", "Quốc vương", "Caliph", "Sultan", "Raja" hay "Shah" của các quốc gia này đều có mẹ chỉ là tỳ thiếp của cha họ, nhưng rõ ràng điều này không quyết định tư cách lên ngôi của họ. Và tuy rằng các quốc gia Ả Rập Ba Tư thường duy trì truyền thống cưới vương nữ hoặc hoàng nữ của Vua chúa ngoại quốc làm chính thê hoặc thứ thê, nhưng đó cũng chỉ là chiến thuật hôn nhân nhằm lôi kéo đồng minh, hầu hết mẹ của người kế vị lại không rơi vào nhóm Công chúa này mà là các tỳ thiếp. Thực tế ở các chính quyền quân chủ chuyên chế càng cao, thì các "Caliph", "Sultan" cũng giống với "Hoàng đế" ở Đông Á đều không quan trọng lắm thân phận của người sẽ sinh ra người kế vị. Đây cũng là một khía cạnh cho thấy thân phận của nữ giới vốn không quan trọng, hoàng nữ, vương nữ hay tỳ thiếp nô lệ, cao quý hay thấp hèn, cũng đều chỉ có chung một mục đích là sinh hạ hậu duệ.
Gần như ngược lại, khác quan điểm với nhóm Nho Khổng và Ả Rập Ba Tư, thì hầu hết các quốc gia Đông Nam Á cùng Châu Âu - bỏ qua các quốc gia theo Luật Salic - đều xem phụ nữ có quyền thừa kế gia sản của cha ông mình nếu gia tộc ấy không còn hậu duệ nam giới (Nam duệ). Bởi vì nhìn nhận nữ giới vốn có vai trò "Duy trì dòng dõi Vua chúa" mà nhiều người là con trai, thậm chí là chồng của vương nữ ở các quốc gia Đông Nam Á và một số quốc gia Châu Âu, vì có được "Dòng dõi vương thất qua người mẹ" mà chiếm đoạt được ngai vàng, trong vài trường hợp lại trở thành một dạng điều kiện cần thiết để kế vị.

### Tự quyền hoặc hưởng quyền
Ở phần lớn các nền quân chủ, phụ nữ luôn không phải là người lãnh đạo chính thức nhất, dẫu ở các quốc gia Châu Phi duy trì tình trạng "Quốc mẫu" thì họ thường phải kèm theo nam giới, hoặc cai trị trên danh nghĩa nam giới. Nhìn chung các nền quân chủ từ cổ đại đến cận hiện đại, đối với quyền kế vị của nữ thường chia ra ba dạng:
- Hoàn toàn không có quyền: xảy ra thường xuyên ở các nước Nho Khổng, Hồi giáo cùng các quốc gia áp dụng Luật Salic.
- Có quyền qua hôn phối: xảy ra ở phần lớn các nền quân chủ Châu Âu và Trung Đông, lúc này chồng hoặc con trai họ có quyền kế thừa ngai vị từ cha vợ (ông ngoại), bản thân người nữ lại không có quyền.
- Có quyền sau khi hết dòng nam: nếu dòng dõi Vua chúa đang trị vì không còn nam giới, người nữ gần nhất sẽ có quyền kế vị, thường xảy ra ở Châu Âu.

Tại Ai Cập cổ đại cùng Đế chế Sasan cổ đại, có hiện tượng các Pharaoh cùng Shah vì để kế nhiệm ngai vàng cưới chị em gái ruột hoặc khác mẹ của mình làm Vợ, và hầu hết đều yêu cầu sinh hạ người thừa kế. Ví dụ về Ai Cập cổ đại tương đối nhiều, như Tutankhamun cưới chị khác mẹ là Ankhesenamun, còn Đế chế Sasan cổ đại có trường hợp Shah Narseh cưới chị em cùng cha là Shapurdukhtak của Sakastan trong khi cả hai đều là con của Shah Shapur I. Ngoài ra còn có khả năng Stateira I của Shah Darius III nhà Achaemenid cũng là một người chị em rồi về sau trở thành vợ của ông. Việc làm này của các Pharaoh và các Shah cho đến nay vẫn có rất nhiều tranh luận cùng lý giải, thế nhưng rõ ràng khái niệm"Duy trì dòng dõi của nữ giới" ít nhất cũng là một sự thật. Có ý kiến cho rằng rất nhiều vương nữ của các vương triều cổ đại có địa vị đặc biệt về "Quyền lợi truyền thừa" ảnh hưởng lên các vương tử kế vị, hoặc là "Không như vậy thì không được", cho nên người kế nhiệm vị trí Pharaoh / Shah mới phải kết hôn với họ để xác lập ngai vị của mình. Thời kỳ cổ đại ở Trung Đông, rất nhiều trường hợp vị Vua chúa kế nhiệm sẽ cưới con gái của các vị Vua tiền nhiệm để hợp pháp hóa sự kế vị của mình với tư cách con rể. Trước mắt thì điều này không có nghĩa phụ nữ được quyền kế thừa tại các quốc gia ấy, nhưng vì cũng có vai trò "Duy trì dòng dõi" mà hành động này lại rất cần thiết, ít nhất vào thời điểm đó thì tính chính danh cần duy trì ở họ ngoại. Vị Đại đế Darius I của Đế quốc Achaemenid là một ví dụ điển hình cho việc này, khi ông đã lần lượt cưới các con gái của hoàng đế tiền nhiệm là Cyrus Đại đế để ngai vị của ông không bị bàn cãi nữa. Tương tự như vậy, vương triều thứ 18 của Ai Cập có hai vị Pharaoh là Ay cùng Horemheb từ vị trí Quyền thần mà lên ngôi làm Pharaoh, hai người đàn ông này không có dòng dõi vương thất Ai Cập nên cần thiết cưới hai vị con gái Pharaoh tiền nhiệm, là Ankhesenamun cùng Mutnedjmet. Vương quốc người Hitti trong thời kỳ Tân vương quốc đã có trường hợp Quốc vương Arnuwanda I kế vị Tudhaliya I bởi vì ông ta cưới con gái của Tudhaliya I tên là Ašmu-nikal, tức kế vị với tư cách con rể. Và con trai của họ trở thành người trị vì tiếp theo, tức Tudhaliya III. Vì chế độ "Quân quyền", rất nhiều hoàng nữ cùng vương nữ ở triều đại Trung Đông có hiện tượng chia sẻ địa vị vốn dành cho hoàng hậu hoặc vương hậu của các vị Vua chúa, ví dụ như vị trí "Vợ của Thần Amun" (God's Wiffe of Amun) tại vương triều Ai Cập là dành cho các vương hậu và người kế tiếp là vương hậu của đời sau hoặc con gái của họ, hoặc như Padshah Begum của Đế chế Mughal dành cho hoàng hậu nhưng sau lại có hoàng nữ nắm giữ, địa vị Tawananna của người Hitti có thể chia sẻ cho con gái các vị quốc vương. Đặc biệt thời kỳ Sasan còn có "Banbishn'; بانبشن」, đây dường như là một danh hiệu chung dành cho "Phụ nữ của triều đại", tức bao gồm con gái, chị em gái hoặc vợ của các vị Vua Sasan. Bên cạnh đó một số vị Vua Sasan có hiện tượng cưới chị em gái của mình làm vợ, nên sự rạch ròi của vị hiệu này càng mập mờ.
Tại Châu Âu, nữ giới "Có quyền qua hôn phối" cùng "Có quyền sau khi hết dòng nam" thể hiện hết sức thường xuyên, mà điển hình nhất là khi Vương tộc Tudor trở thành biểu tượng hợp nhất giữa Lancaster cùng York đều là dựa vào quyền lợi từ dòng dõi của nữ hệ: trong khi Henry VII đại diện nhà Lancaster qua dòng dõi của mẹ ông, Lady Margaret Beaufort, còn nhà York lại là từ vợ ông, Elizabeth xứ York. Sau thời kỳ Tudor, Nghị viện Anh dần chấp thuận phương pháp cho nữ giới kế vị, trong trường hợp nam giới dòng chính đều đã qua đời hết hoặc mất tư cách kế vị, với sự công nhận chính thức đầu tiên là Mary I của Anh. Cũng từ "Đạo luật kế vị" thời Henry VIII công nhận hậu duệ dòng nữ cũng có tư cách kế vị, đã khiến nhiều hậu duệ nữ giới từ các Vương nữ Anh lần lượt lên ngai khi dòng nam trực hệ không còn, James I của Anh cùng George I của Anh đều kế vị ngai vàng Anh thông qua quyền lợi tiên quyết từ tổ tiên nữ giới của mình, Margaret Tudor và Sophie của Pfalz. Khác với nước Anh thì tại nước Pháp, cùng hầu hết quốc gia áp dụng Luật Salic, quyền của nữ giới đều bị cấm đoán, nhưng rất nhiều chính quyền áp dụng luật Salic lại thông qua "Quyền từ nữ" mà đạt được địa vị chính trị, hoặc là dạng "Hợp pháp hóa" trên phương diện chính danh. Bản thân chồng của Vương nữ Claude là François, Công tước xứ Valois, vì để nối ngôi vị Quốc vương Pháp từ Louis XII của Pháp mà đã cưới Claude, con gái lớn của Vua Louis. Khác với nhà mẹ của Claude là Công quốc Bretagne, ngai vàng Pháp theo Luật Salic nên cấm truyền vị cho nữ giới, tuy rằng trước đó Claude đã trở thành "Nữ Công tước Bretagne" từ mẹ mình nhưng đã không thể kế thừa ngai vàng Pháp từ cha. Điều này khiến Vua Louis buộc phải chọn người chồng tương lai cho con gái, cũng tức là người sẽ thừa kế ngai vàng Pháp. Trong trường hợp này, François đã "hợp pháp" ngai vị về cho mình thông qua hôn nhân với "con gái của Vua trước", tức là Claude. Cũng do tình trạng Jure uxoris, những người chồng của các Nữ chủ thường được ủng hộ trở thành "Đồng quân vương" và lấn át cả bản thân Nữ chủ, vì vậy quyền lợi của Nữ chủ đối với ngai vàng thông thường bị ép loại bỏ (nguyên nhân Edward III gây ra Chiến tranh Trăm Năm), hoặc phải có dàn xếp thỏa đáng, như Nghị viện Anh chấp nhận Nữ vương Mary I cưới Quốc vương Felipe II của Tây Ban Nha với tư cách "Đồng quân vương", nhưng yêu cầu Philip sẽ từ bỏ tước vị "Quốc vương nước Anh" sau khi Mary qua đời. Một số vùng lãnh thổ được cai trị bởi các phiên vương cát cứ thời kỳ British Raj được gọi là Nawab, phụ nữ xuất thân Vua chúa trị vì cũng bởi vì có được địa vị ưu việt của "Quân quyền", một phần nữa là do chính quyền Đế chế Anh thao túng, mà họ tuy là nữ giới nhưng cũng có thể kế vị bởi vì tình trạng thiếu nam duệ. Ví dụ này có xứ Bhopal với bốn người cai trị liên tiếp đều là nữ, Qudsia Begum, Sikandar Begum, Sultan Shah Jehan và Kaikhusrau Jahan, ngoài ra ở lãnh địa Travancore còn có Sethu Lakshmi Bayi.
Còn tại Đông Nam Á, có trường hợp của Maha Thammarachathirat của nhà Sukhothai do có vợ là Wisutkasat - con gái của vị Quốc vương tiền nhiệm Maha Chakkraphat. Hoặc như vị Quốc vương vĩ đại Bayinnaung của Miến Điện, vốn cũng vì cưới con gái của Mingyi Nyo là Atula Thiri Maha Yaza Dewi mà sau này có được quyền thế và kế vị ngai vàng nhà Toungoo. Đế chế cổ đại Khmer cũng có trường hợp Barom Reameathibtei lên ngôi vì mẹ ông là một người chị em của vị Tiền nhiệm Quốc vương Srei Soriyovong, sau nhiều lần ám sát những người kế vị hợp pháp của Srei Soriyovong thì Barom Reameathibtei thuận lợi kế vị. Về sau, lại có trường hợp Preah Ram II lấy tư cách con rể của Tiền nhiệm Quốc vương Preah Ram I để kế nhiệm ngai vàng. Vương quốc cổ Champa tại miền Trung của Việt Nam cũng thể hiện quan niệm dòng dõi nữ hệ của Vua chúa có quyền kế vị, thông qua nhiều văn bia của các vị Vua Chăm đều thể hiện mình là "Cháu ngoại của Quốc vương (x) đời trước", hoặc ví dụ điển hình có thân sinh của Chế Mân - Indravarman V - vốn là cháu gọi Tiền nhiệm Quốc vương, Jaya Indravarman VI, bằng vai cậu vì bản thân Indravarman V là cháu ngoại của Jaya Harivarman II. Ngoài ra còn một chuyện được ghi thời kỳ Hoàn vương của Champa trong Tân Đường thư, Quốc vương Kanharpadharma, tên Hán là Phạm Đầu Lê (范头黎), sau khi qua đời thì gặp biến khiến cả họ bị diệt. Người trong nước ban đầu lập con rể nhưng bị phế, có một số xin lập con gái duy nhất còn lại của Đầu Lê làm Nữ vương, nhưng vì "Nữ làm Vương không thể định quốc" cho nên quyết định chọn lập Chư Cát Địa (諸葛地) kế vị, lý do mà họ đưa ra chính là bởi vì xét theo dòng dõi thì Chư Cát Địa vốn là "Con trai của người cô của Đầu Lê" (頭黎之姑子). Sau đó Chư Cát Địa cũng cưới con gái Đầu Lê làm Vương hậu, vị Chư Cát Địa này có Vương hiệu theo chữ Phạn là Vikrantavarman I trong lịch sử Champa. Thời kỳ Chiêm Thành trong lịch sử Champa, cũng còn có trường hợp Trà Hoa Bồ Đề vốn chỉ là con rể của Tiền vương Chế A Nan, nhưng vì cậy vai "Chồng của con gái vua" cùng thế lực mạnh mẽ mà trấn áp người thừa kế hợp pháp của Chế A Nan là Chế Mô để lên ngôi.

### Quyền ưu tiên
Bên cạnh đó, cho dù có nhìn nhận vai trò duy trì dòng dõi của nữ giới hay không, các nền quân chủ thông thường đều có ý tưởng "Không ưu tiên nữ giới". Trong khi nền quân chủ Nho Khổng và phần lớn Hồi giáo đem hậu duệ nữ giới xem là "người ngoài", thì những nền quân chủ còn lại thì chỉ xem xét quyền kế vị từ "hậu duệ nam giới" của người phụ nữ. Trường hợp các vương nữ có thể kế vị trực tiếp thông thường là do dòng chính không còn nam giới, như ở quốc gia có nhiều Nữ chúa điển hình là nước Anh, Mary I của Anh và Elizabeth I của Anh, đều kế vị khi người tiền nhiệm không có con trai và dòng dõi chính thống đã không còn nam duệ. Tiếp sau đó là Mary II của Anh cùng người em gái Anne I của Anh. Lại như Tribhuwana Wijayatunggadewi của Đế chế Majapahit, là vì người anh khác mẹ Jayanegara bị ám sát và bà được mẹ ruột là Thái hậu Gayatri Rajapatni chỉ định kế vị. Con trai bà, Hayam Wuruk, vì là con của một Nữ vương có dòng dõi vương thất tổ tiên nhà Rajasa, nên cũng có quyền kế vị sau đó. Lại như Raja Hijau của Vương quốc Pattani, bà kế vị sau khi các vị quốc vương hoặc vương tử của dòng dõi bị ám sát hết thảy, nên bà mới kế vị như kiểu một nhiếp chính. Hoặc một trong những "Vua bà" sớm nhất trong thế giới Hồi giáo, Khadijah của Maldives, lên ngôi vì giết người anh em trai có quyền thừa kế chính thống là Ahmed Shihabuddine. Có thể thấy tuy dòng dõi nam duệ của một vương nữ được chấp nhận kế vị, thế nhưng bản thân một vương nữ kế vị đều không phải lệ thường ở hầu hết các quốc gia này, chính ở Campuchia cũng có Nữ vương Ang Mey, và người Campuchia không chấp nhận quốc gia để phụ nữ trị vì nên đã nhờ sự giúp đỡ từ Thái Lan để đưa chú của bà là Ang Duong lên ngôi.
Cuối thế kỉ 20, năm 1980, Vương quốc Thụy Điển chấp nhận Quyền thừa kế tuyệt đối của con trưởng (Absolute Primogeniture), tức là "Người con lớn nhất bất kể giới tính" sẽ có thể thừa kế ngai vàng, và đó chính là Thái nữ Victoria của Thụy Điển. Sau đó, Vương quốc Bỉ vào năm 1991 cũng thông qua dự luật này, khiến Élisabeth của Bỉ trở thành trữ quân của Bỉ. Đến năm 2015, Vương quốc Liên hiệp Anh và Bắc Ireland bắt đầu rục rịch áp dụng quy tắc mới này, song do 3 thế hệ con trưởng của Nữ vương đều là nam giới, nên quyền thừa kế cho nữ chỉ biểu thị ở việc Vương tôn nữ Charlotte xứ Wales ở danh sách bên trên em trai của mình, Vương tôn Louis xứ Wales, trở thành một Vương nữ Anh đầu tiên có quyền kế vị trên em trai của mình.

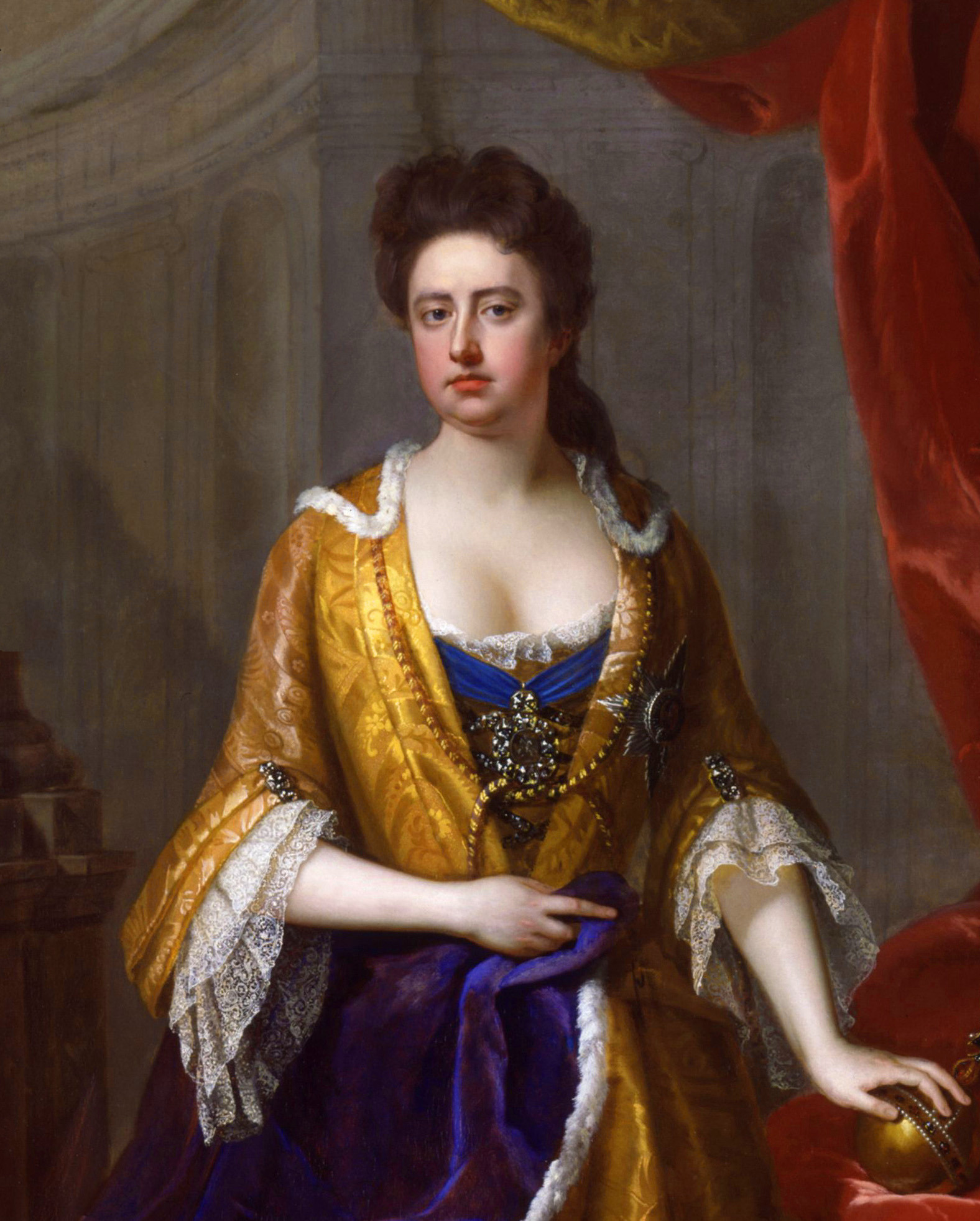
Nữ vương Anne - quyền thừa kế của bà vượt trên bất kì nam duệ nào của vương triều.

Nhưng bởi vì quyền kế vị tại Châu Âu đều là thông luật do Nghị viện của từng nền quân chủ ban hành, trật tự của nữ giới trong hàng thừa kế trước thời đại thế kỉ 20 cũng không phải lúc nào cũng tự động thua người nam, đặc biệt là từ thế kỉ 17 trở về sau, khi nhiều Nghị viện áp dụng "Quyền của con trưởng" trong vấn đề kế thừa. Trong trường hợp áp dụng "Quyền con trưởng" một cách triệt để, nếu "Heir apparent" là nam giới và qua đời trước vị Vua đương nhiệm, song người ấy không có con trai mà chỉ duy nhất một con gái, thì quyền kế vị của người cha thông thường cũng vẫn sẽ truyền cho con gái, bất chấp sau người cha vẫn còn có anh em trai khác. Tuy nhiên trường hợp này còn có một điều kiện, đó là cần biết chắc vị góa phụ của "Heir apparent" ấy không đang mang thai người con hợp pháp nào khác, hoặc nếu có mang thai thì phải biết đứa bé sinh ra là nam hay nữ. Nếu đứa bé là nam, thì cô con gái kia sẽ tự động không còn quyền thừa kế mà đứa bé nam ấy sẽ hưởng quyền, thế nhưng nếu là nữ thì cô con gái vẫn sẽ có quyền, do quan niệm "Con cả ưu tiên" cũng áp dụng cho nữ giới với nhau.
Ví dụ cho vấn đề này có trường hợp của Victoria của Anh. Theo phả hệ nhà Hannover, Victoria là con gái duy nhất của Vương tử Edward, Công tước xứ Kent, con trai thứ 4 của George III của Anh, trên ông là George IV của Anh, Vương tử Frederick, Công tước xứ York cùng William IV của Anh. Sau khi Vua George IV rồi Prince Frederick qua đời, Vua William IV kế vị, lúc này Prince Edward qua đời đã 10 năm, nhưng ông còn có hậu duệ duy nhất chính là Victoria. Chế độ thừa kế của Anh lúc đó áp dụng "Quyền của con trưởng", theo danh sách kế vị này thì Victoria trở thành người có quyền thừa kế lớn nhất vào lúc ấy, trên cả người chú là Ernest Augustus. Tuy nhiên do là vấn đề thông luật từ Nghị viện, nhà Hannover lại còn nắm hai ngai vàng tách biệt là ngai vàng Anh và ngai vàng Hannover, nên luật thừa kế cũng lại áp dụng riêng lẽ. Trong đó, Nghị viện của Vương quốc Hannover lại áp dụng "Luật Salic" từ lâu nên người thừa kế ngai vàng Hannover lại là Ernest Augustus mà không phải Victoria, đó là lý do vì sao khi William IV qua đời thì Victoria tuy kế nhiệm ngai vàng Anh nhưng không thể thừa kế ngai vàng Hanover, khiến nhà Hannover chính thức tách nhánh.
Trong lịch sử Anh, có trường hợp khá đặc biệt về thứ tự nữ thừa kế trước khi "Quyền tuyệt đối của con trưởng" phổ biến vào thế kỉ 20, chính là thời Mary II của Anh. Sau Cách mạng Vinh quang, vào năm 1689, Nghị viện đồng thuận cho Mary cùng chồng là William III của Anh thành "Đồng quân vương" của Anh, Scotland và Ireland, nhưng về vấn đề thừa kế thì Nghị viện chỉ chấp nhận hậu duệ giữa William và Mary, vì theo luật thừa kế thì Mary mới là dòng dõi chính thống: con gái của James II của Anh, trong khi bản thân William là con của người chị của Vua James, tức Vương nữ Mary. Nếu như bất kì người con nào của William được sinh ra mà người mẹ không phải là Mary, thì những người con đó đều phải xếp sau bản thân ông (do là anh họ Mary) cùng em gái của Mary là Vương nữ Anne. Theo đó, Anne là một "Heir apparent" suốt thời đại William và sau cùng thành công kế vị ngai vàng của Anh, Scotland và Ireland khi William qua đời.

## Chức tước
Địa vị của trữ quân hết sức đặc biệt ở bất kỳ nền quân chủ nào, vì thế các nền quân chủ luôn có tước vị biểu hiện riêng. Thông thường địa vị của trữ quân được biểu hiện ở yếu tố "Xưng hô tên tước" hoặc "Chư hầu của ngai vàng", bất luận là xu hướng nào thì trữ quân cũng là ở cao nhất nếu so với thành viên khác trong gia tộc Vua chúa, cũng như các gia tộc thần tử khác phục tùng ngai vàng.
Các triều đại tại Đông Á (Trung Hoa, Nhật Bản, Việt Nam, Triều Tiên), hoặc Hồi giáo như Đế quốc Ottoman cùng Đế quốc Mughal, thường phong các tước vị mang yếu tố thân phận của trữ quân đối với nhà vua, thông thường các trường hợp phổ biến đều là quan hệ cha con, vì thế tên của tước vị trữ quân tại các quốc gia này đều mang sắc thái "Con trai sẽ kế vị của nhà vua" và không có đất phong. Trong khi đó, các quốc gia Châu Âu thường là một tước hiệu chư hầu và cai quản một lãnh thổ nhất định, vai vế của trữ quân sẽ không khiến hình thái từ thay đổi, nếu có thì chỉ thay đổi theo giới tính của người nắm giữ tước vị. Bên cạnh đó, tước vị ở Châu Âu còn có tình trạng "kèm theo", bởi vì nhiều nền quân chủ phân đất trực tiếp cho trữ quân, mà mỗi phần đất đai ấy lại có cơ quan hành chính riêng biệt. Lấy ví dụ cho chuyện này chính là vấn đề tước vị của trữ quân nước Anh, nhà nước này hiện có tên đầy đủ là Vương quốc Liên hiệp Anh và Bắc Ireland (United Kingdom of Great Britain and Northern Ireland), sự hình thành hiện tại của nhà nước này dựa trên Vương quốc Anh gốc (Kingdom of England) kết hợp với Vương quốc Scotland tạo thành "Great Britain" từ năm 1707, nên trữ quân của nhà nước này bên cạnh tiếp nhận tước vị "Prince of Wales" tại England, thì còn phải nhận tước vị "Công tước xứ Rothesay" tại Scotland, ngoài ra còn đủ các loại tước vị lẻ tẻ phát sinh kèm theo. Cũng do tính chất này mà hệ thống tước hiệu của Châu Âu cực kỳ đồ sộ, đặc biệt là với những Vua chúa và trữ quân.

Một trong các huy hiệu biểu thị sự hiện diện của "Thân vương xứ Wales" - tước vị dành cho trữ quân của ngai vàng Anh.

Các tước hiệu mang yếu tố tước xưng
- Thái tử cùng Thế tử: trữ quân ở các nước Đông Á. Trong đó "Thái tử" dùng được cho người kế vị của vị Vua mang tước Hoàng đế lẫn Quốc vương, trong khi "Thế tử" chỉ dành cho người thừa kế của vị Vua mang tước Vương.
- Vali Ahd: trữ quân nhà Pahlavi và nhà Qajar của Vương quốc Iran, đồng thời một số quốc gia ảnh hưởng văn hóa Ba Tư cũng sử dụng danh xưng này, cụm từ chính thức: "Vala Hazrat-i-Humayun Vali Ahd, Shahzada (tên riêng)". Đế chế Ottoman sử dụng nguyên một cụm danh xưng: "Devletlû Najabatlu Valiahd-i Saltanat Şehzade-i Javanbahd (tên riêng) Efendi Hazretleri". Một dạng khác là "Wali al-Ahd" và được dùng tại các nước Ả Rập như Jordan, Kuwait và Các Tiểu vương quốc Ả Rập thống nhất.
- Deputy Yang di-Pertuan Agong: trữ quân của nhà nước Liên bang quân chủ lập hiến Malaysia. Trong đó tại các bang quốc khác nhau lại xuất hiện các Tiểu vương khác nhau, và họ dùng tước vị "Tunku Mahkota", "Tengku Mahkota" hoặc "Yang di-Pertuan Muda" để chỉ trữ quân của riêng bang quốc của mình.
- Al-Amir as-Sa'id: trữ quân của Ai Cập thời kỳ Vương quốc Ai Cập vào thế kỉ 20.
- Pengiran Muda Mahkota: trữ quân của Brunei. Thuộc hệ ngữ Malay.
- Vua của người La Mã (Romanorum Rex) hay Vua La Mã Đức (Römisch-deutscher König): Trữ quân của Thánh chế La Mã.
- Tsesarevich (Цесаревич): trữ quân của Đế quốc Nga.
- Prince Imperial: trữ quân của Đế quốc Brazil, Đế quốc Mexico và Đế quốc Pháp.
- Prince Royal: trữ quân của thời kỳ Cách mạng Pháp, Quân chủ tháng Bảy và Bồ Đào Nha từ năm 1815.
- Le Dauphin: trữ quân của các triều đại Valois và Bourbon của Pháp.
- Prince of Scotland: trữ quân của Vương quốc Scotland, ít được dùng hơn so với "Công tước xứ Rothesay".
- Hereditary Prince: trữ quân của các Thân vương quốc, như Liechtenstein, Monaco hoặc các Công quốc như Parma hoặc Lorraine. Tước hiệu này cũng từng được dùng ở Vương quốc, như Vương quốc Đan Mạch.
- Grand Prince of Toscana: trữ quân của Đại công quốc Toscana.
- Uparaja: trữ quân của các quốc gia Phật giáo như Thái Lan, Miến Điện, Campuchia cùng Lào.

Các tước hiệu mang yếu tố chư hầu
- Thân vương xứ Wales (Prince of Wales): trữ quân của Vương quốc Anh.
  - Công tước xứ Cornwall (Duke of Cornwall): trữ quân của Vương quốc Anh, một tước vị kèm theo của "Prince of Wales".
  - Công tước xứ Rothesay (Duke of Rothesay): trữ quân của Vương quốc Scotland. Sau khi hợp nhất với ngai vàng Anh, tước vị này kèm theo "Prince of Wales".
  - Earl of Chester: trữ quân của Vương quốc Anh, một tước vị kèm theo của "Prince of Wales".
  - Earl of Carrick: trữ quân của Vương quốc Scotland, hiện tại là một tước vị kèm theo của "Prince of Wales".
  - Baron of Renfrew: trữ quân của Vương quốc Scotland, hiện tại là một tước vị kèm theo của "Prince of Wales".
  - Lord of the Isles: trữ quân của Vương quốc Scotland, hiện tại là một tước vị kèm theo của "Prince of Wales".
- Thân vương xứ Asturias (Príncipe / Princesa de Asturias): trữ quân của Vương quốc Tây Ban Nha, trước đó chỉ riêng Vương quốc Castilla.
  - Thân vương xứ Gerona: trữ quân của Vương quốc Aragón, trước khi sát nhập với ngai vàng Castilla.
- Thân vương xứ Oranje (tiếng Hà Lan: Prins van Oranje; tiếng Pháp: Prince d'Orange; tiếng Đức: Fürst von Orange): trữ quân của Vương quốc Hà Lan.
- Công tước xứ Brabant (tiếng Hà Lan: hertog van Brabant, tiếng Pháp: duc de Brabant): trữ quân của Vương quốc Bỉ.
- Príncipe do Brasil: trữ quân của Vương quốc Bồ Đào Nha từ 1645 đến 1815.
- Príncipe da Beira: Dành cho người thừa kế của trữ quân của ngai vàng Bồ Đào Nha.
- Duke of Barcelos: Dành cho người thừa kế của trữ quân của ngai vàng Bồ Đào Nha, một dạng tước kèm theo của "Príncipe da Beira".
- Thân vương xứ Viana: trữ quân của Vương quốc Navarra.
- Prince of Piedmont: trữ quân của Vương quốc Sardegna.
- Prince of Tarnovo: trữ quân của Vương quốc Bulgaria.
- Duke of Braganza: trữ quân của Vương quốc Bồ Đào Nha từ năm 1640 sau khi nhà Braganza lên ngôi.

Tại các quốc gia Châu Âu, hầu hết các nền quan chủ đều xưng tước Vương và tuy có cụm "Crown Prince" hoặc "Hereditary Prince" ám chỉ đến người thừa kế, nhưng ở ngôn ngữ tiếng Anh nó luôn là một cụm danh từ chung mà chưa phải là một tước vị chính thức. Từ thế kỉ 20, nhiều quốc gia đã xem nó như một tước hiệu, như Thụy Điển, Morocco, Na Uy hoặc Đan Mạch... Trong báo đài thì Crown Prince thường được dịch thẳng là "Thái tử" dành cho nam và khi ở trạng thái nữ (Crown Princess) thì sẽ được dịch thành "Thái nữ" hoặc "Công chúa", hay gọn hơn là Vương trữ. Các quốc gia Ả Rập hoặc Hồi giáo như Malaysia, do vấn đề ngôn ngữ mà tước hiệu trữ quân của họ, như [Wali al-Ahd] hay [Deputy Yang di-Pertuan Agong], luôn được dịch thành Crown Prince trong báo đài quốc tế. Tương tự, thuật ngữ Hereditary Prince / Princess thường sẽ được dịch thẳng là "Thế tử" ở dạng nam và "Thế nữ" ở dạng nữ. Thông thường, "Thái tử / Thái nữ" sẽ được dùng cho các trữ quân của quốc gia đơn nhất hoặc liên hiệp, còn "Thế tử / Thế nữ" sẽ được dùng cho trữ quân của các công quốc hoặc tiểu quốc.

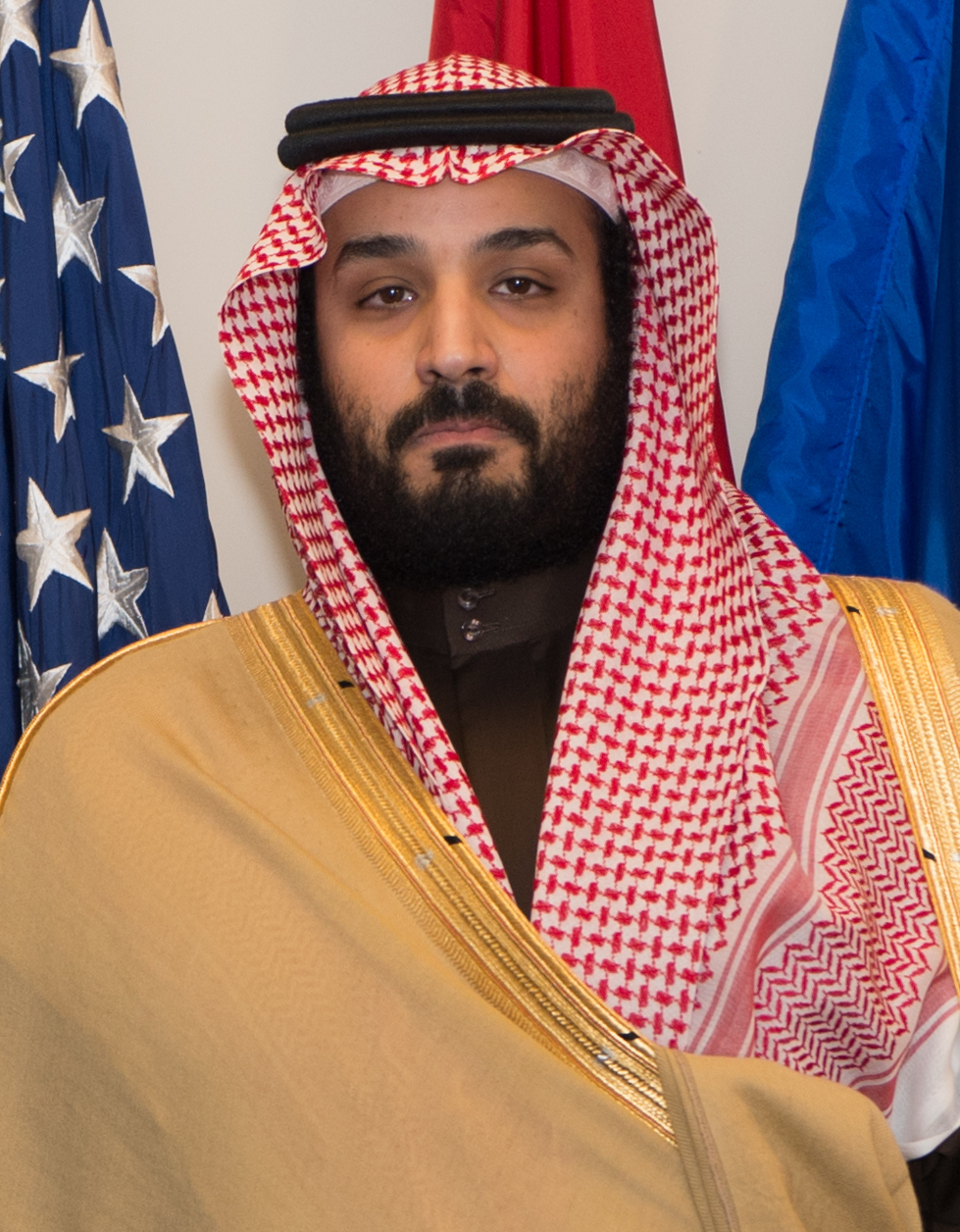
Thái tử (Wali al-Ahd) Mohammad bin Salman của Ả Rập Xê Út
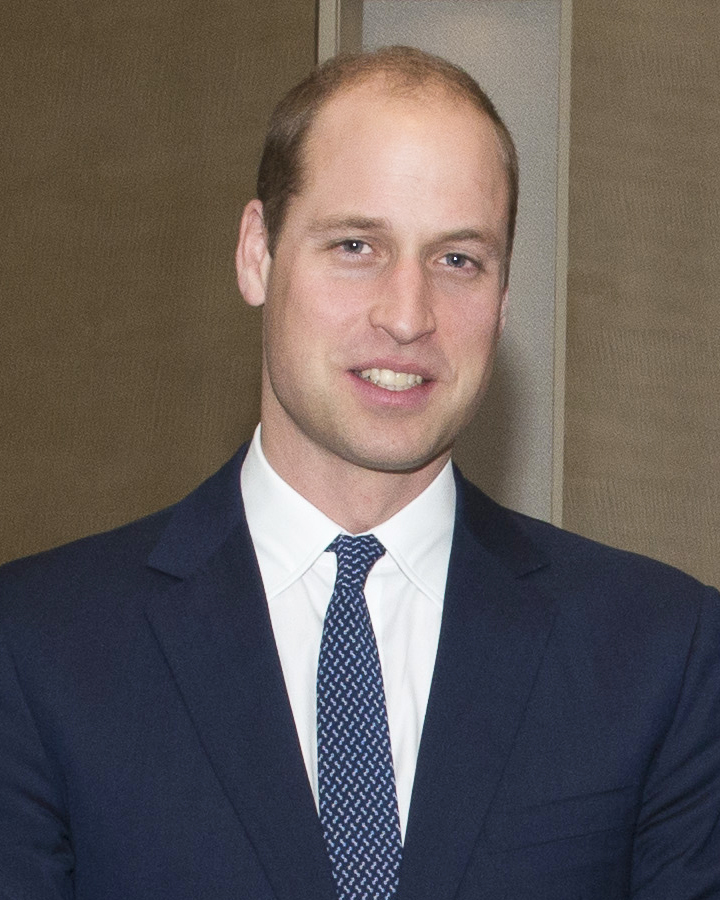
Thái tử William, Thân vương xứ Wales (Prince of Wales) của Khối Thịnh vượng chung Anh
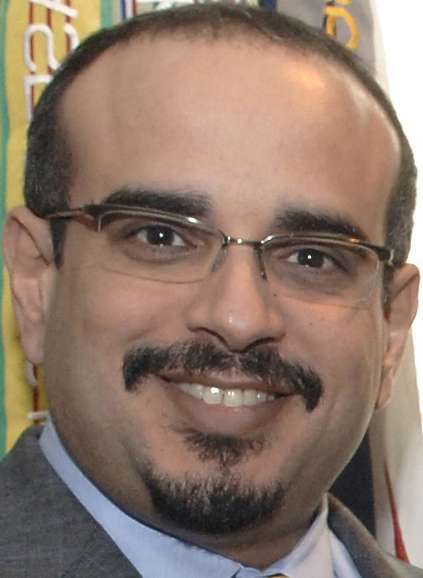
Thái tử (Wali al-Ahd) Salman bin Hamad bin Isa Al Khalifa của Bahrain
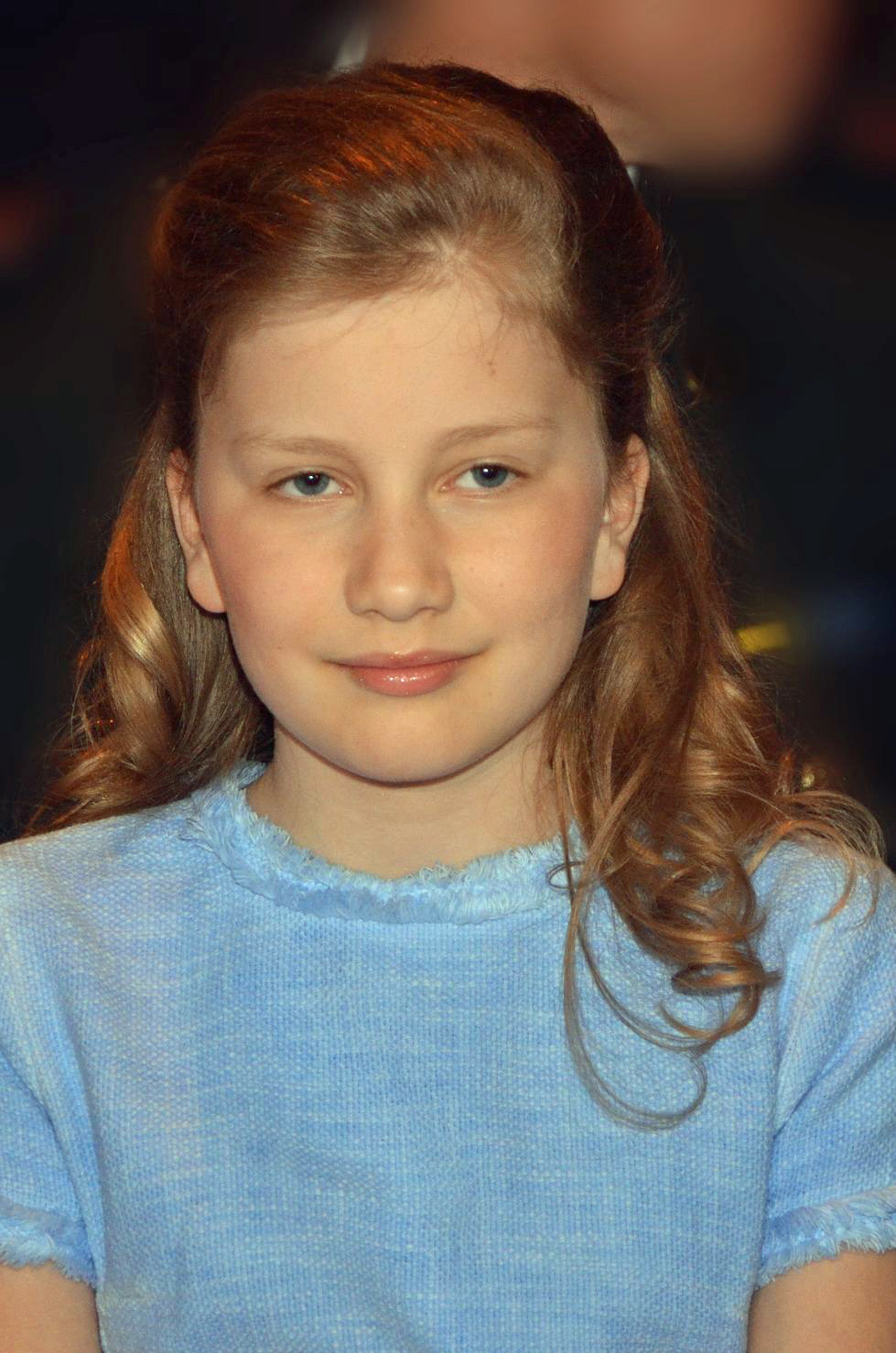
Thái nữ Élisabeth, Nữ công tước xứ Brabant (Duchesse de Brabant) của Bỉ
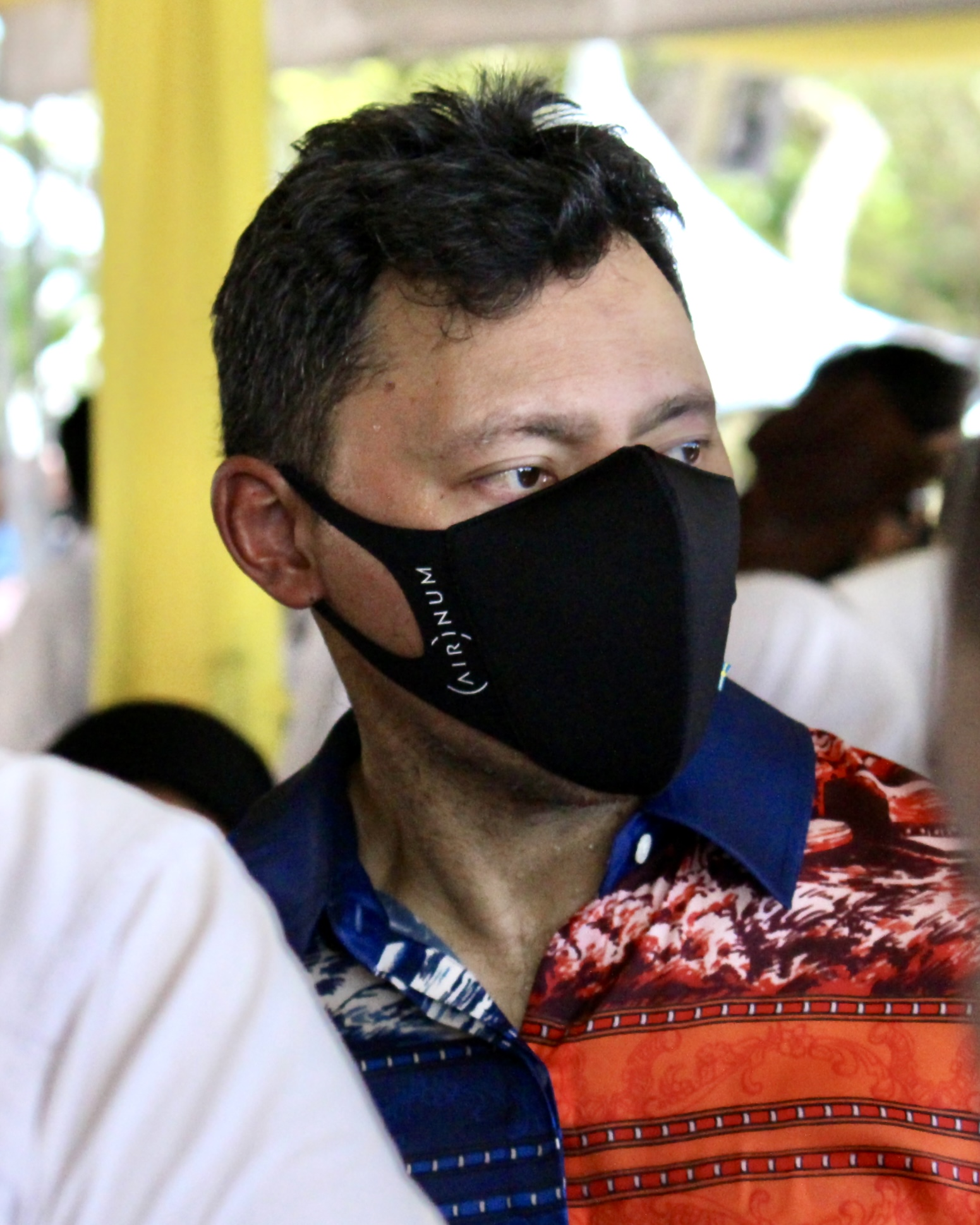
Thái tử (Pengiran Muda Mahkota) Al-Muhtadee Billah của Brunei
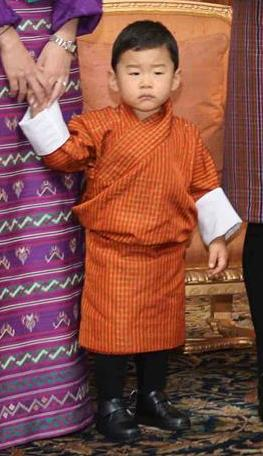
Thái tử (Druk Gyalsey) Jigme Namgyel Wangchuck của Bhutan
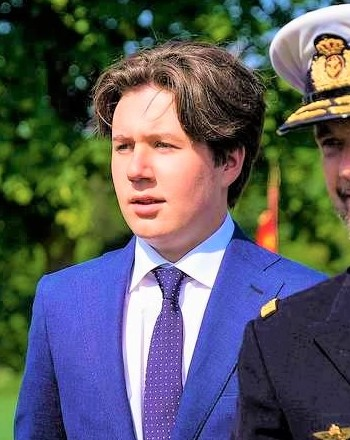
Thái tử (Kronprins) Christian của Đan Mạch
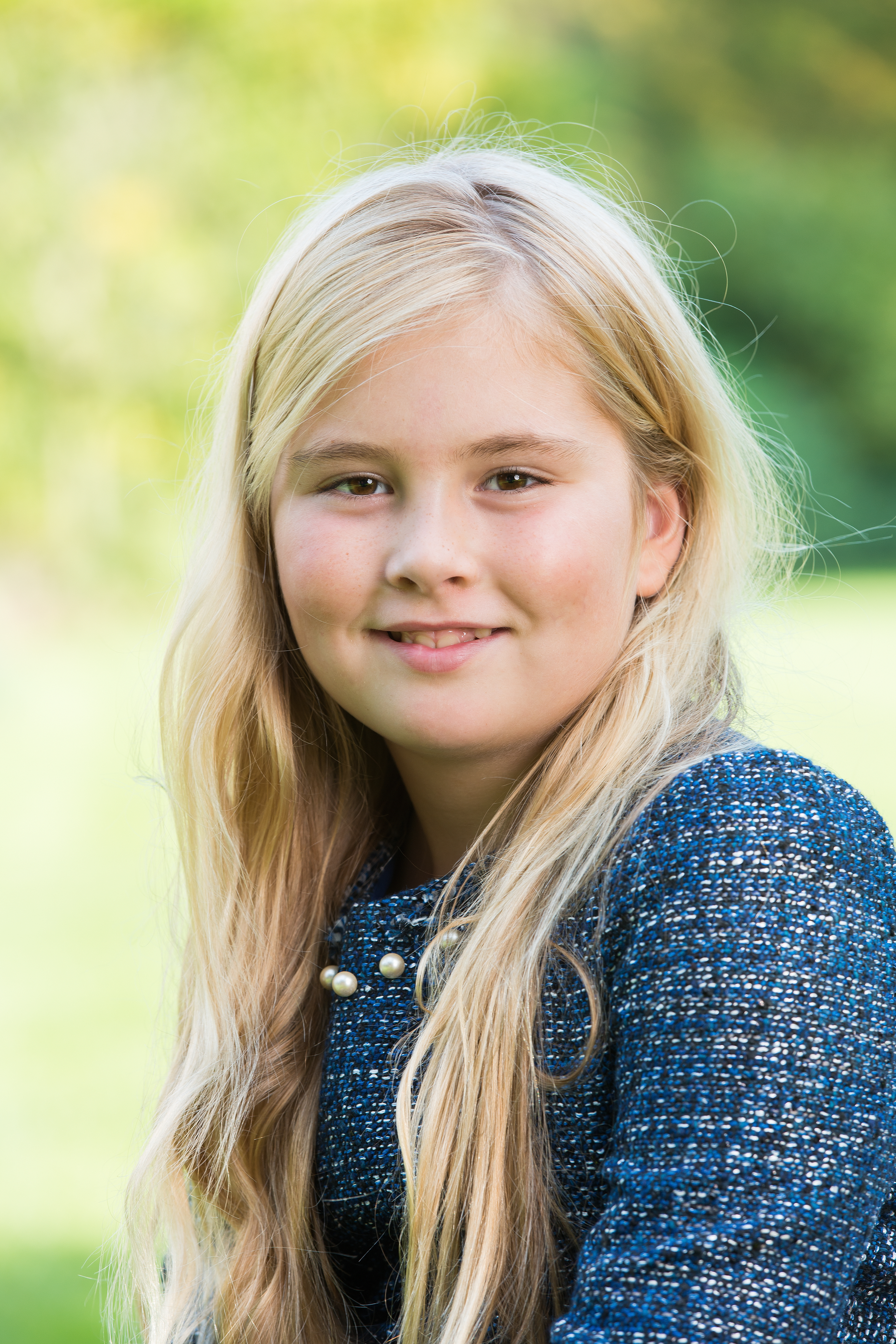
Thái nữ Catharina-Amalia của Hà Lan Nữ thân vương xứ Oranje (Prinses van Oranje) của Hà Lan
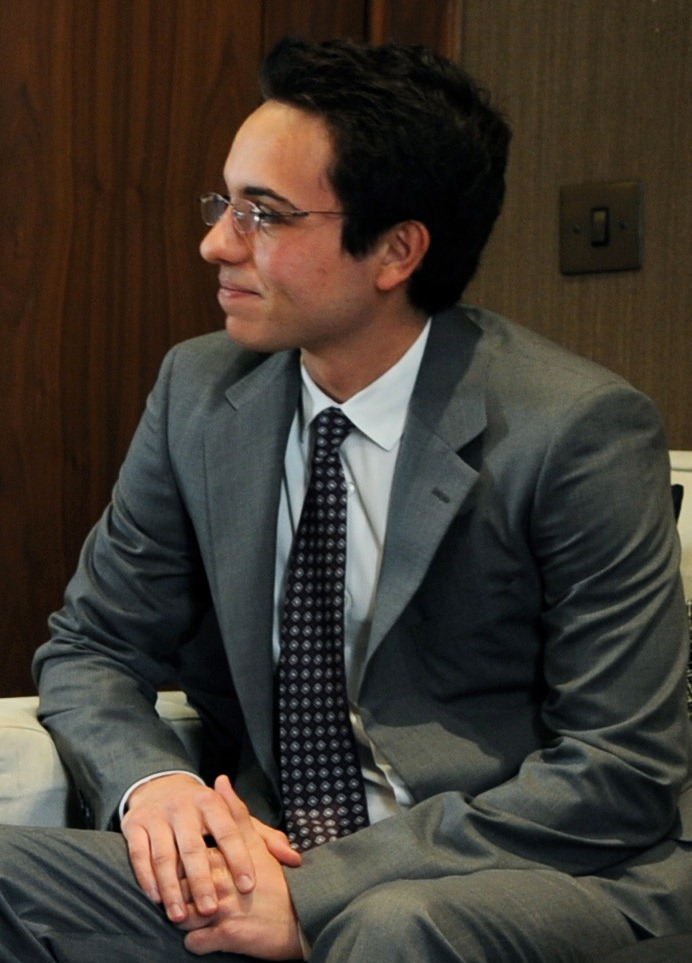
Thái tử (Wali al-Ahd) Hussein bin Abdullah của Jordan
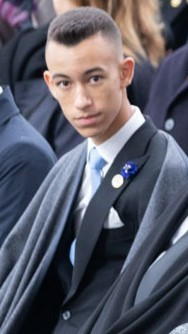
Thái tử (Wali al-Ahd) Moulay Hassan của Morocco
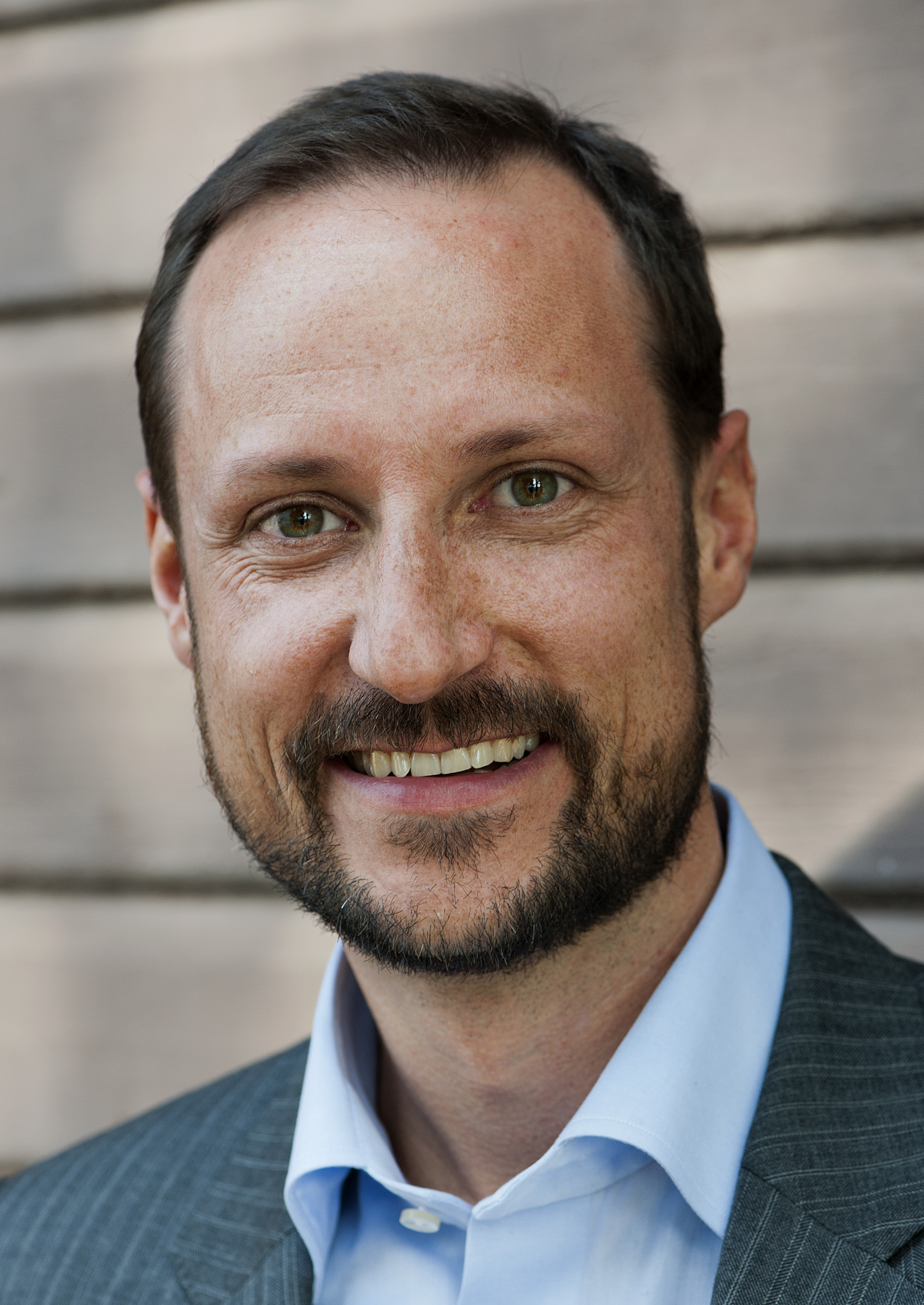
Thái tử (Kronprins) Haakon Magnus của Na Uy
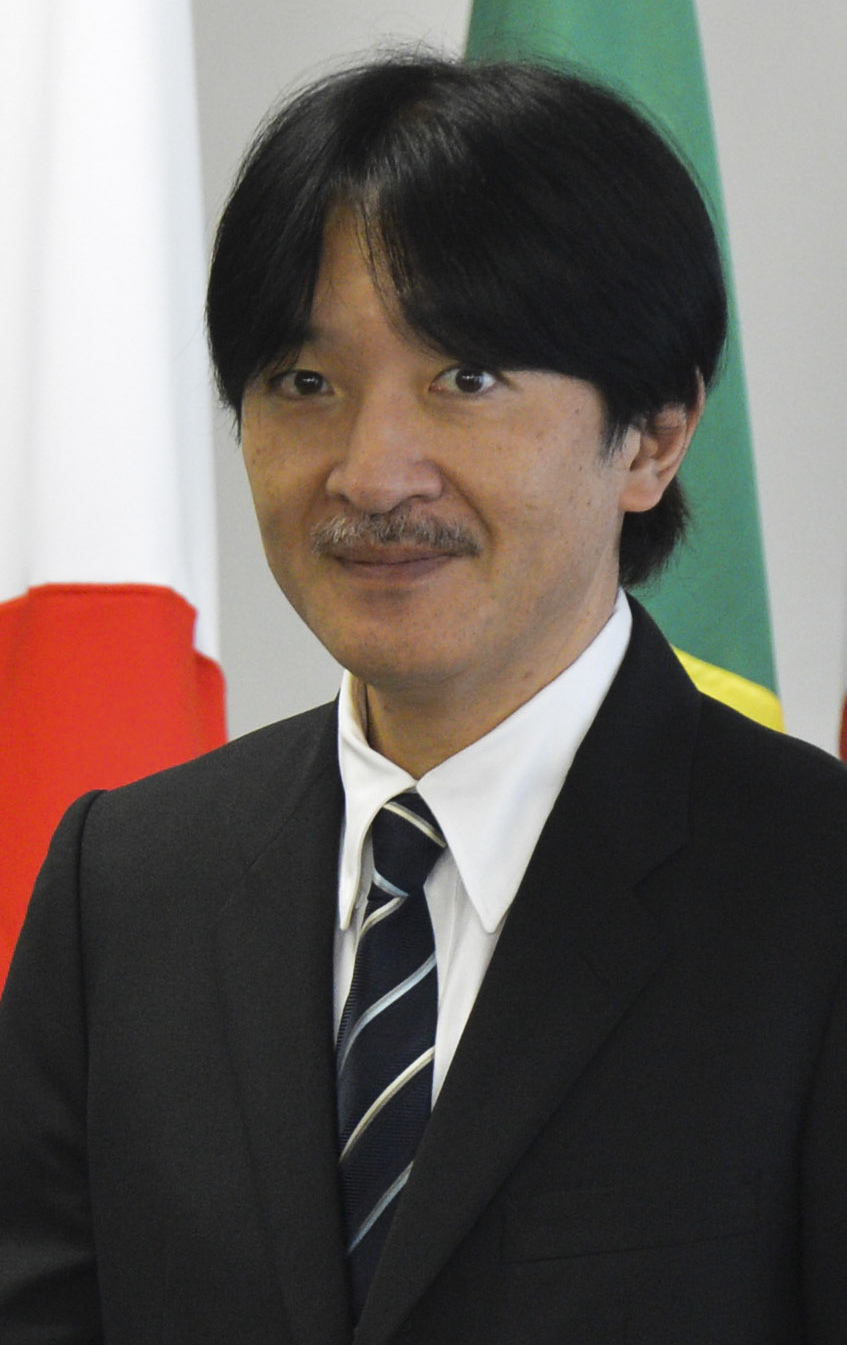
Thân vương Fumihito Hoàng tự điện hạ (Koshi Denka) của Nhật Bản
Thái tử (Wali al-Ahd) Theyazin bin Haitham của OmanThái tử (Wali al-Ahd) Theyazin bin Haitham của Oman
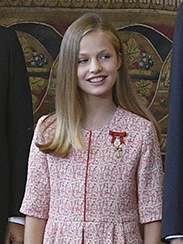
Thái nữ Leonor, Nữ thân vương xứ Asturias (Princesa de Asturias) của Tây Ban Nha
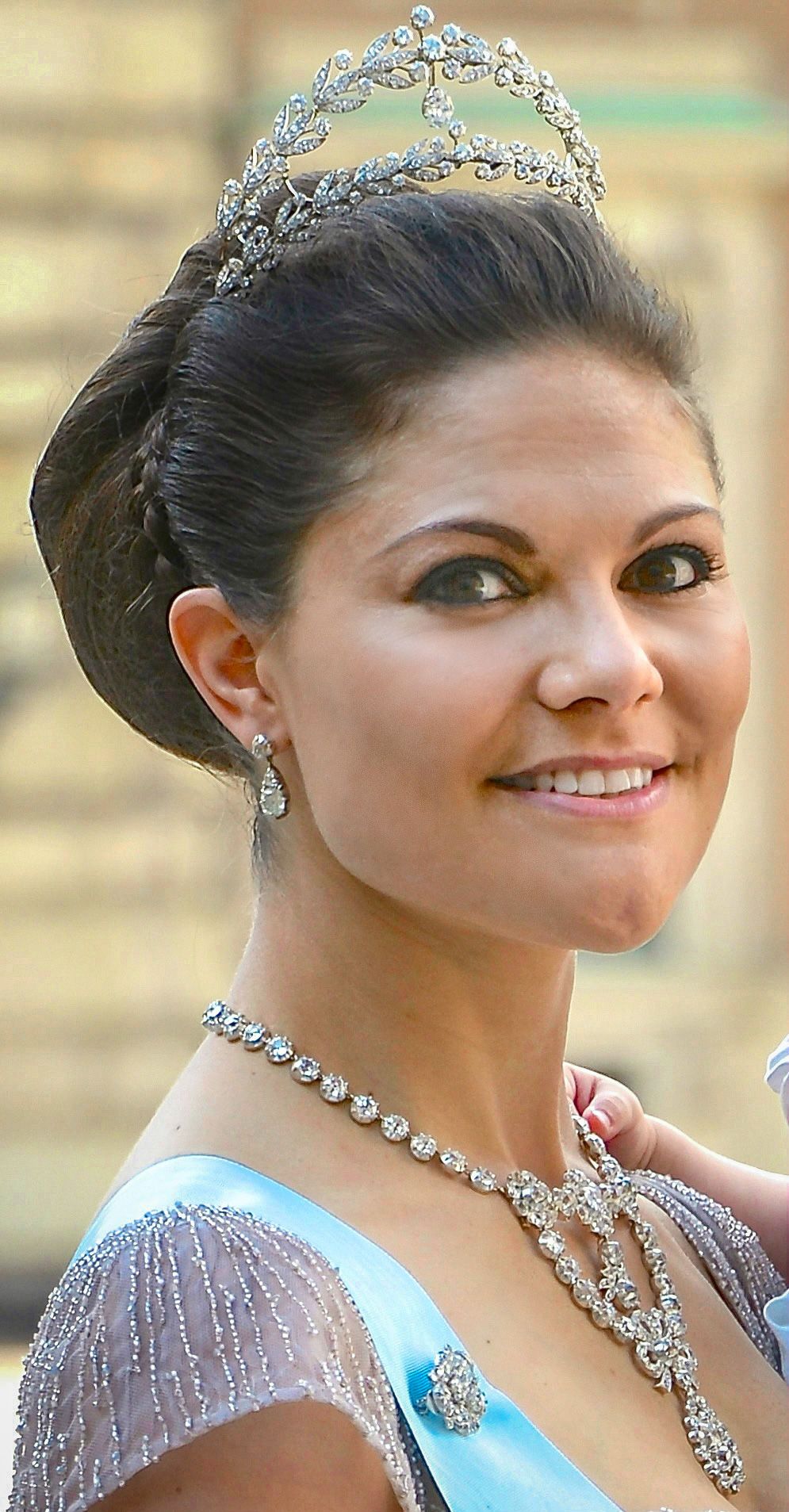
Thái nữ (kronprinsessa) Victoria của Thụy Điển
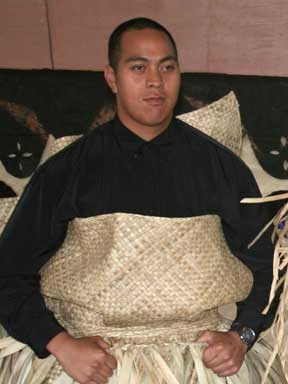
Thái tử (?) Tupoutoʻa ʻUlukalala của Tonga
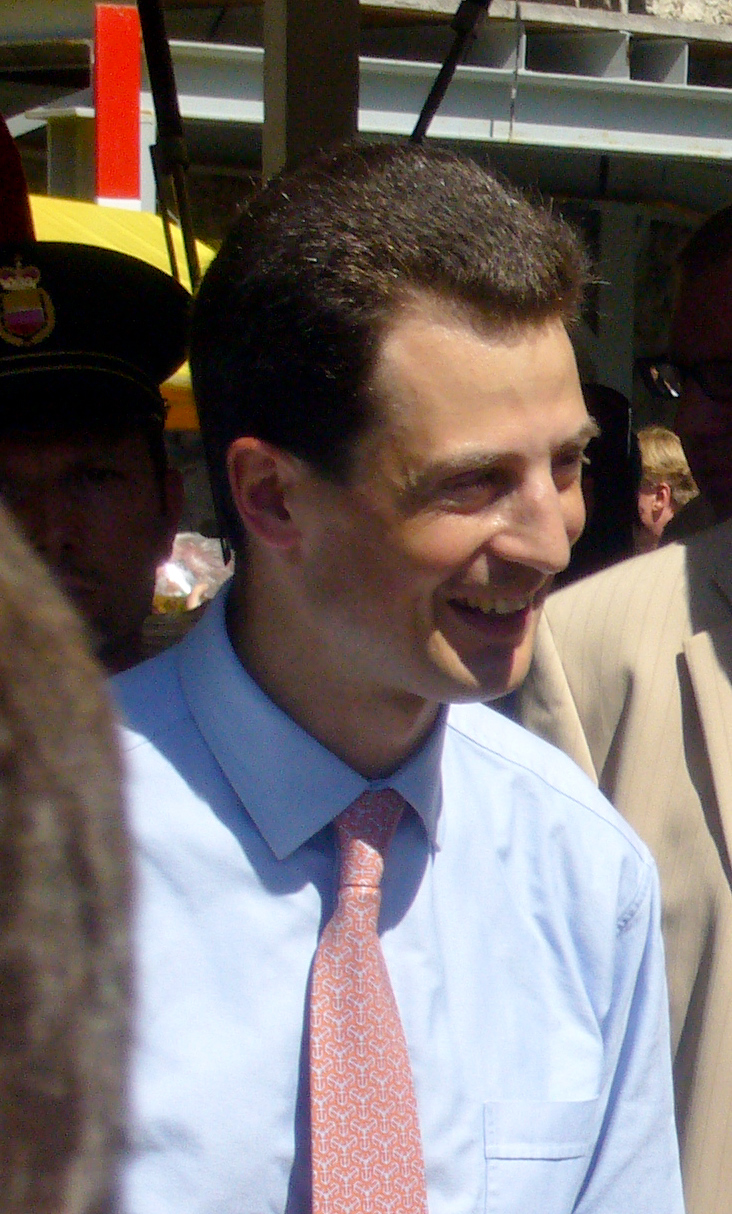
Thế tử (Erbprinz) Alois của Liechtenstein
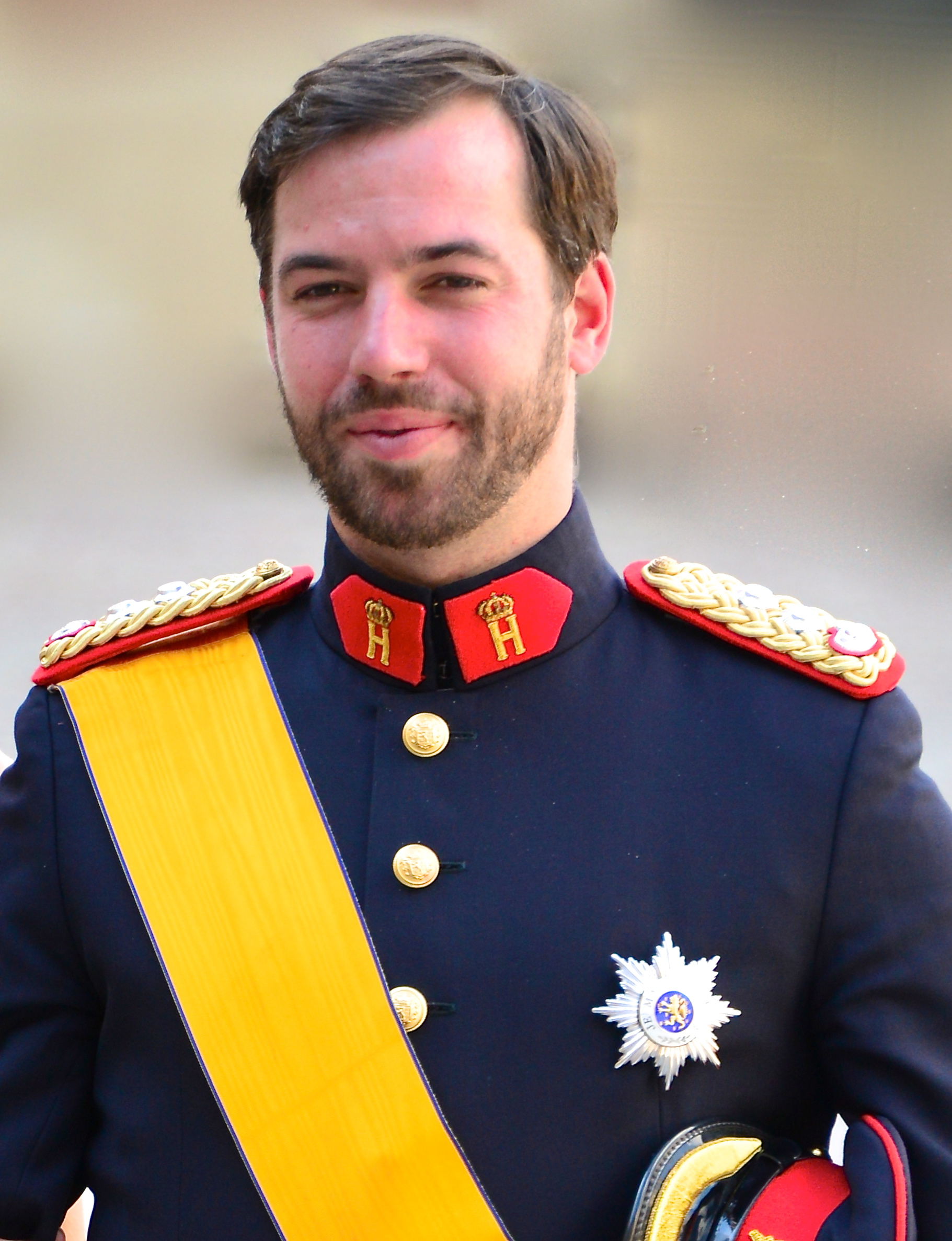
Thế tử (Ierfgroussherzog) Guillaume của Luxembourg
Thế tử (Prince héréditaire) Jacques của Monaco
Thế tử (Tunku Mahkota) Tunku Ismail Idris của Johor, MalaysiaThế tử (Tunku Mahkota) Tunku Ismail Idris của Johor, Malaysia
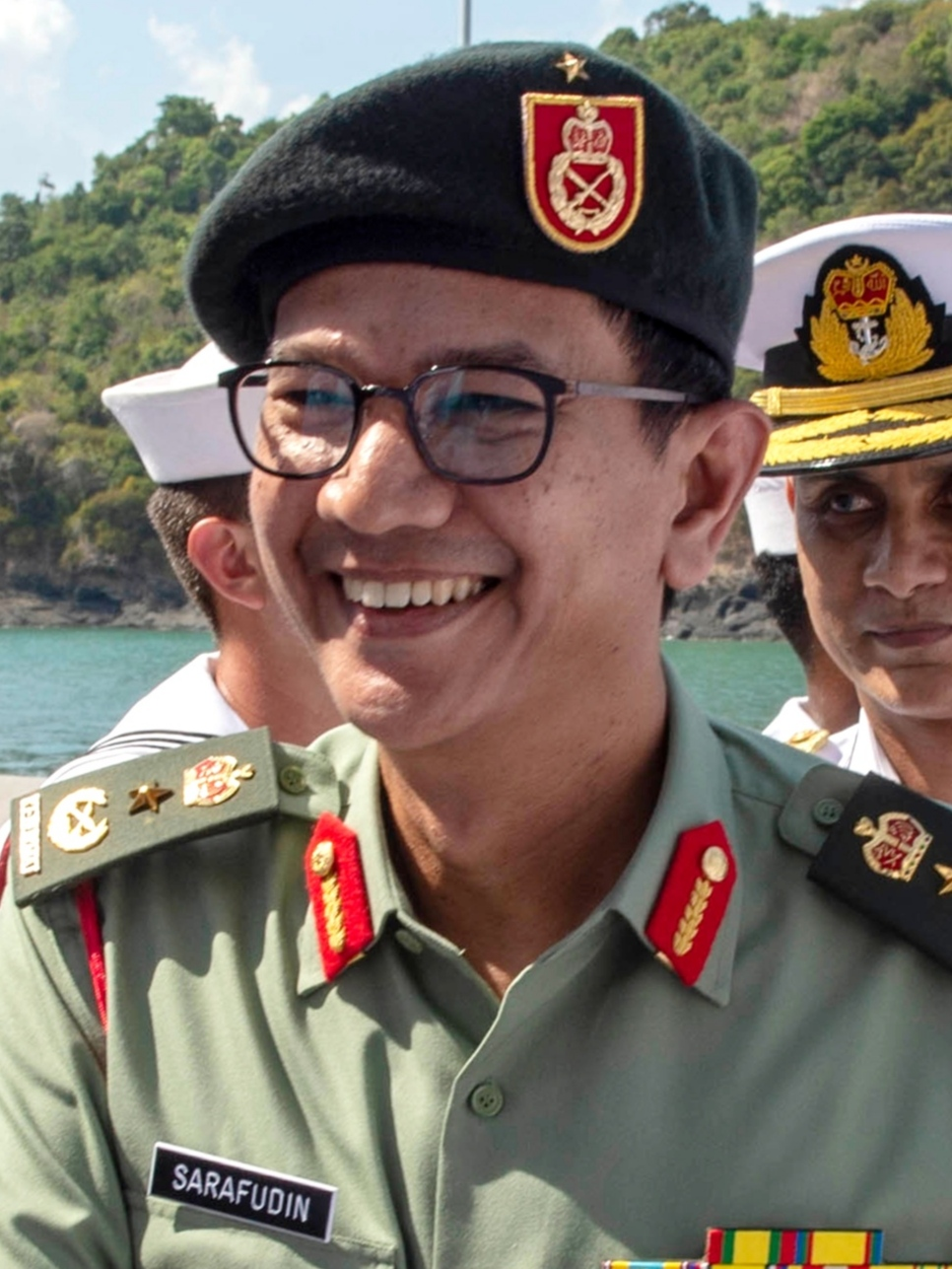
Thế tử (Raja Muda) Tengku Sarafudin Badlishah của Kedah, Malaysia
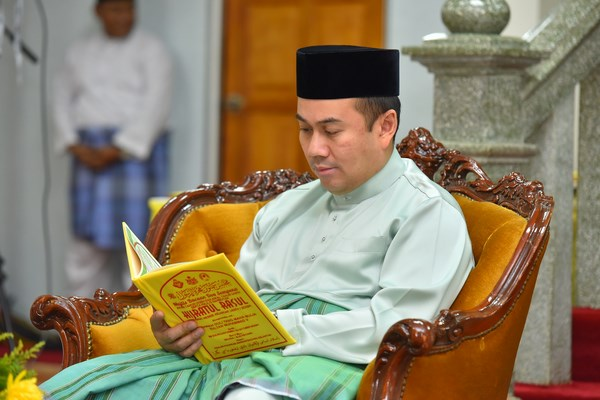
Thế tử (Tengku Mahkota) Tengku Muhammad Fa-iz Petra của Kelantan, Malaysia
Thế tử (Tunku Besar) Tunku Ali Redhauddin của Negeri Sembilan, Malaysia
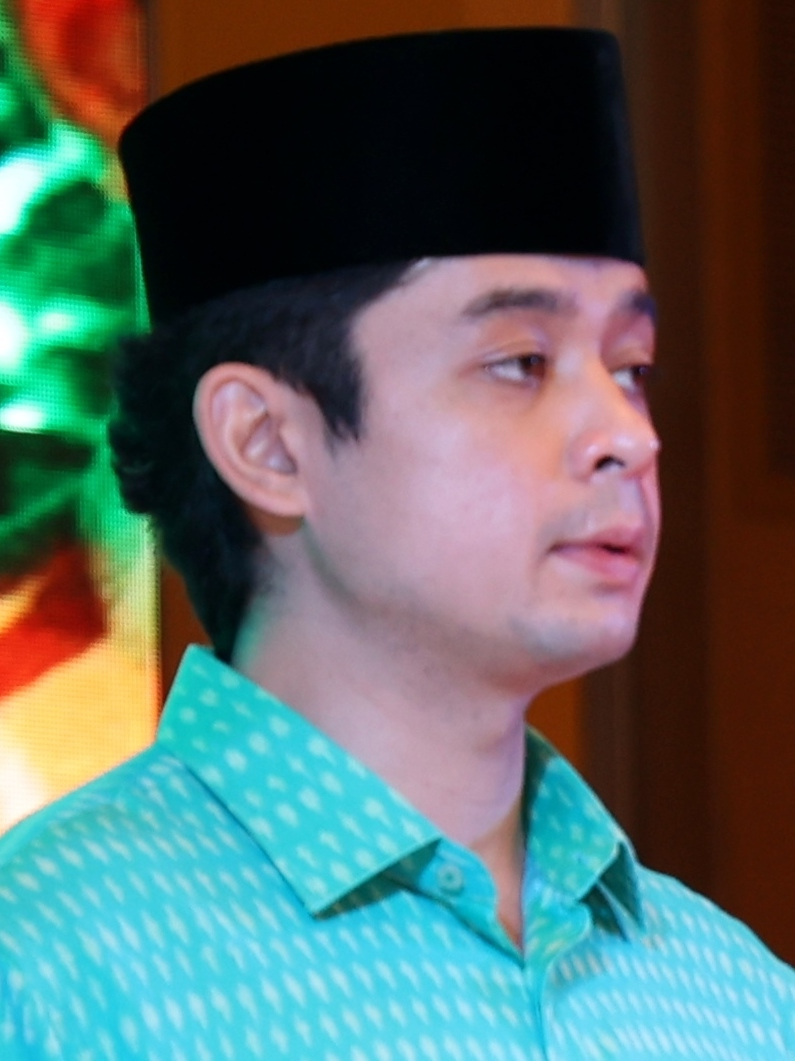
Thế tử (Tengku Mahkota) Tengku Hassanal Ibrahim Alam Shah của Pahang, Malaysia
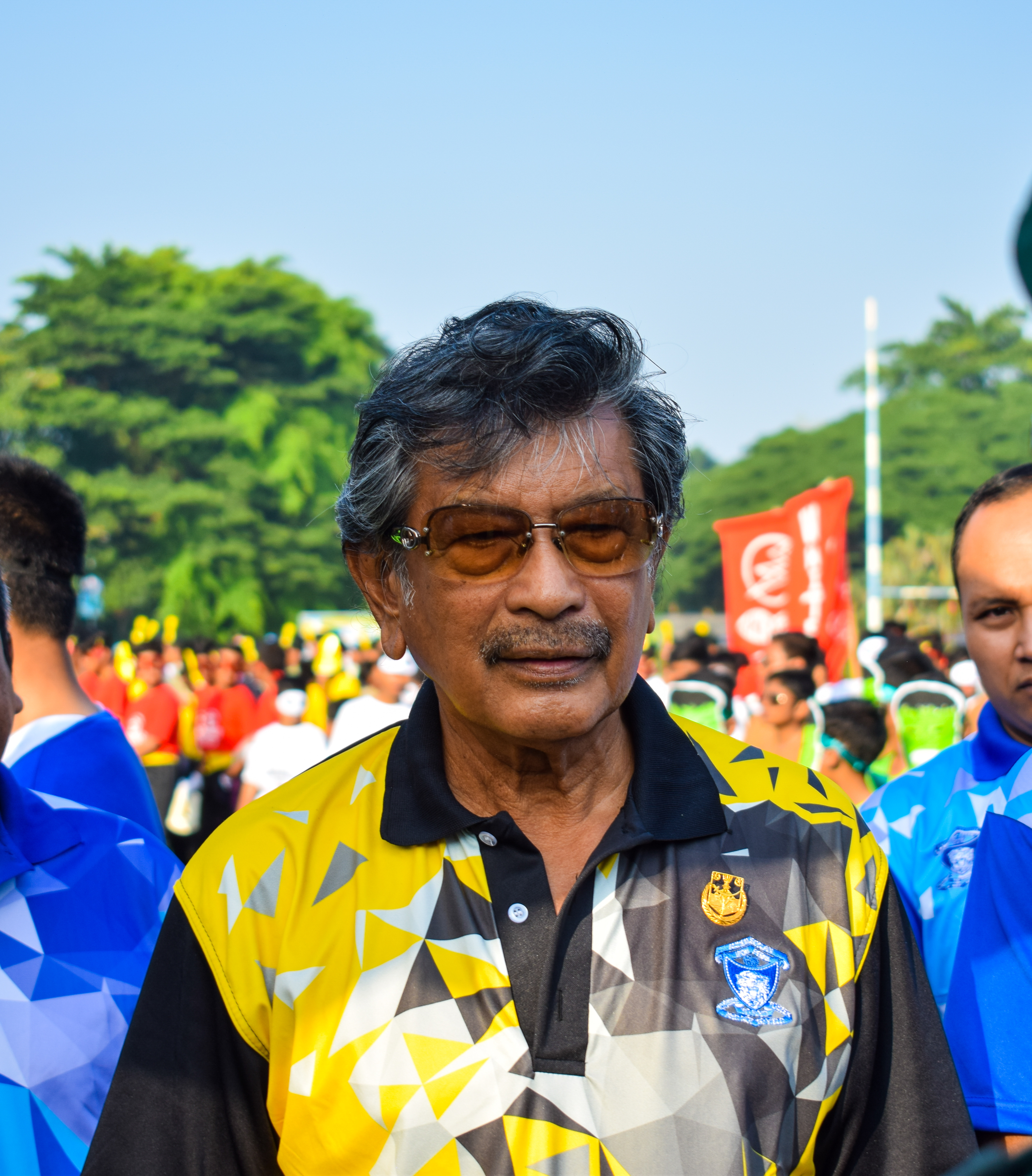
Thế tử (Raja Muda) Raja Jaafar của Perak, Malaysia
Thế tử (Raja Muda) Tengku Amir Shah của Selangor, MalaysiaThế tử (Raja Muda) Tengku Amir Shah của Selangor, Malaysia
Thế tử (Yang di-Pertuan Muda) Tengku Muhammad Ismail của Terengganu, Malaysia
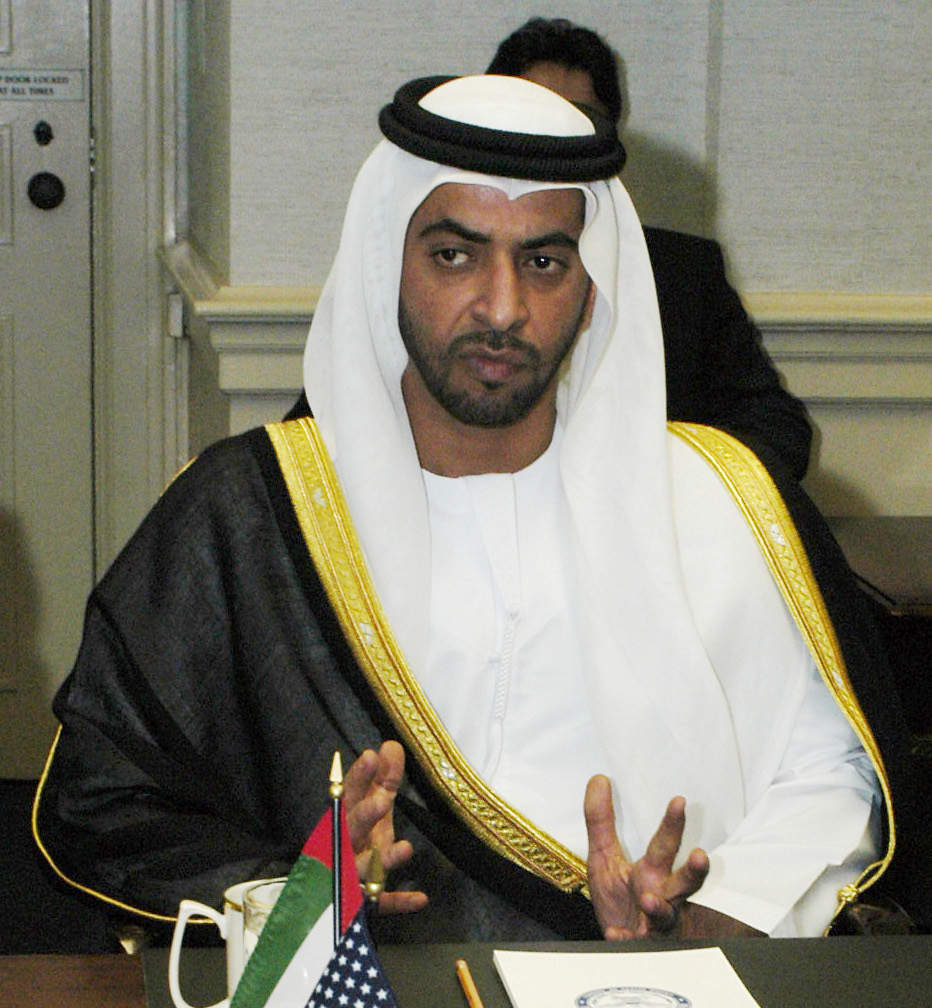
Thế tử (Wali al-Ahd) Hamdan bin Zayed bin Sultan Al Nahyan của Abu Dhabi, UAE
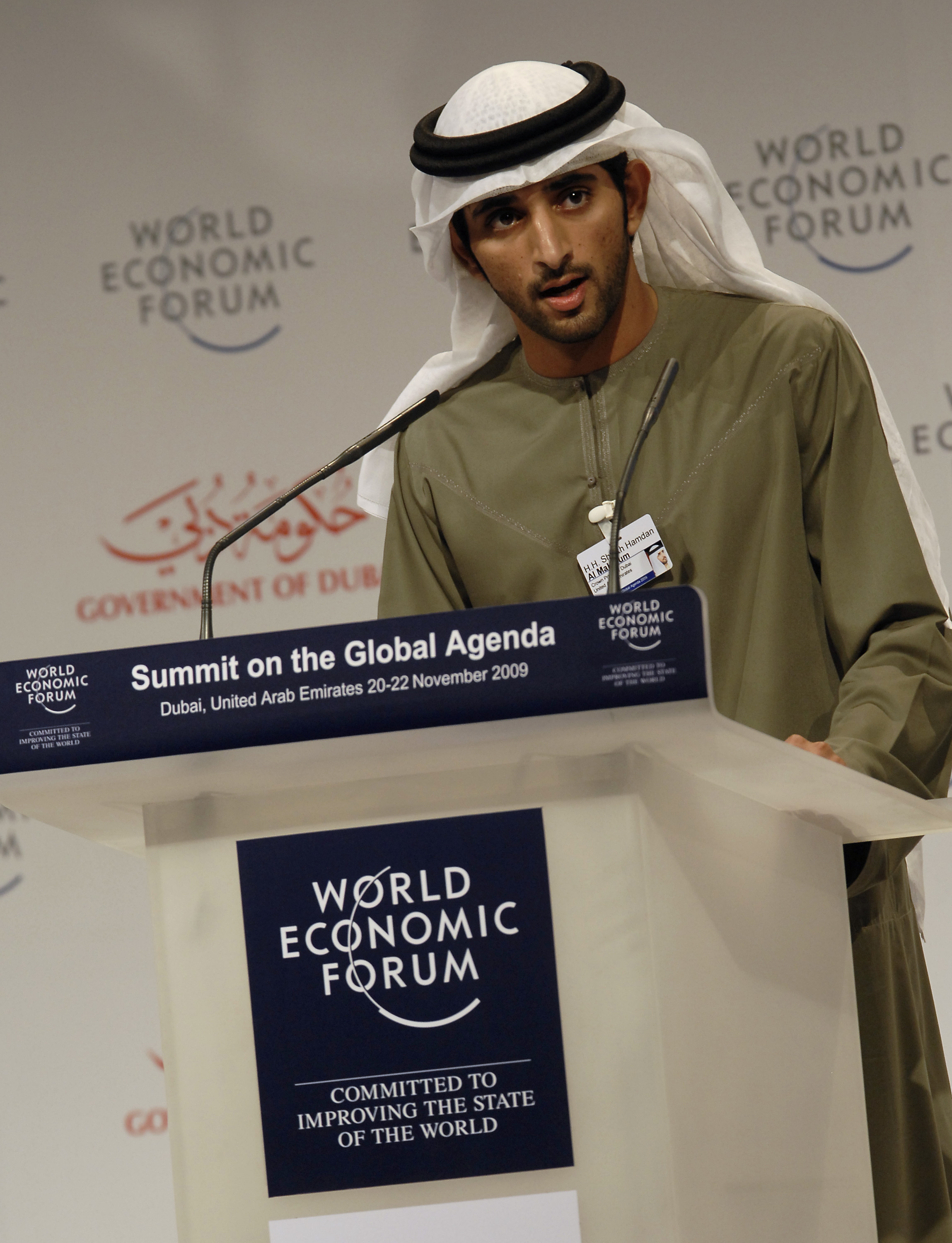
Thế tử (Wali al-Ahd) Hamdan bin Mohammed Al Maktoum của Dubai, UAE
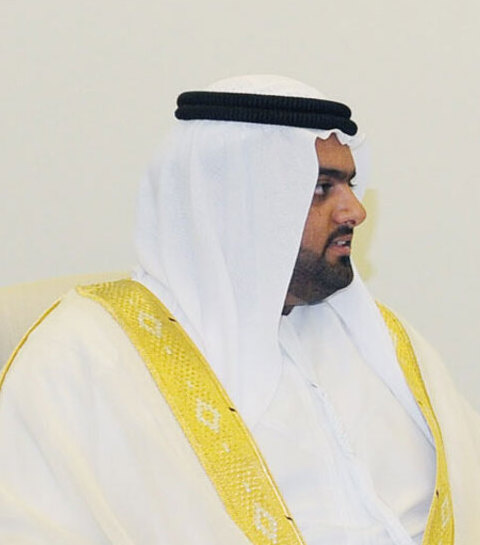
Thế tử (Wali al-Ahd) Mohammed bin Hamad bin Mohammed Al Sharqi của Fujairah, UAE
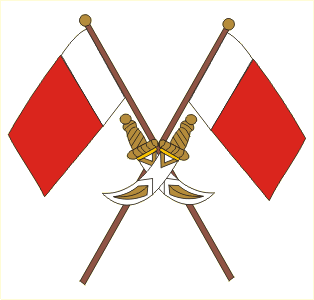
Thế tử (Wali al-Ahd) Ammar bin Humaid Al Nuaimi của Ajman, UAE
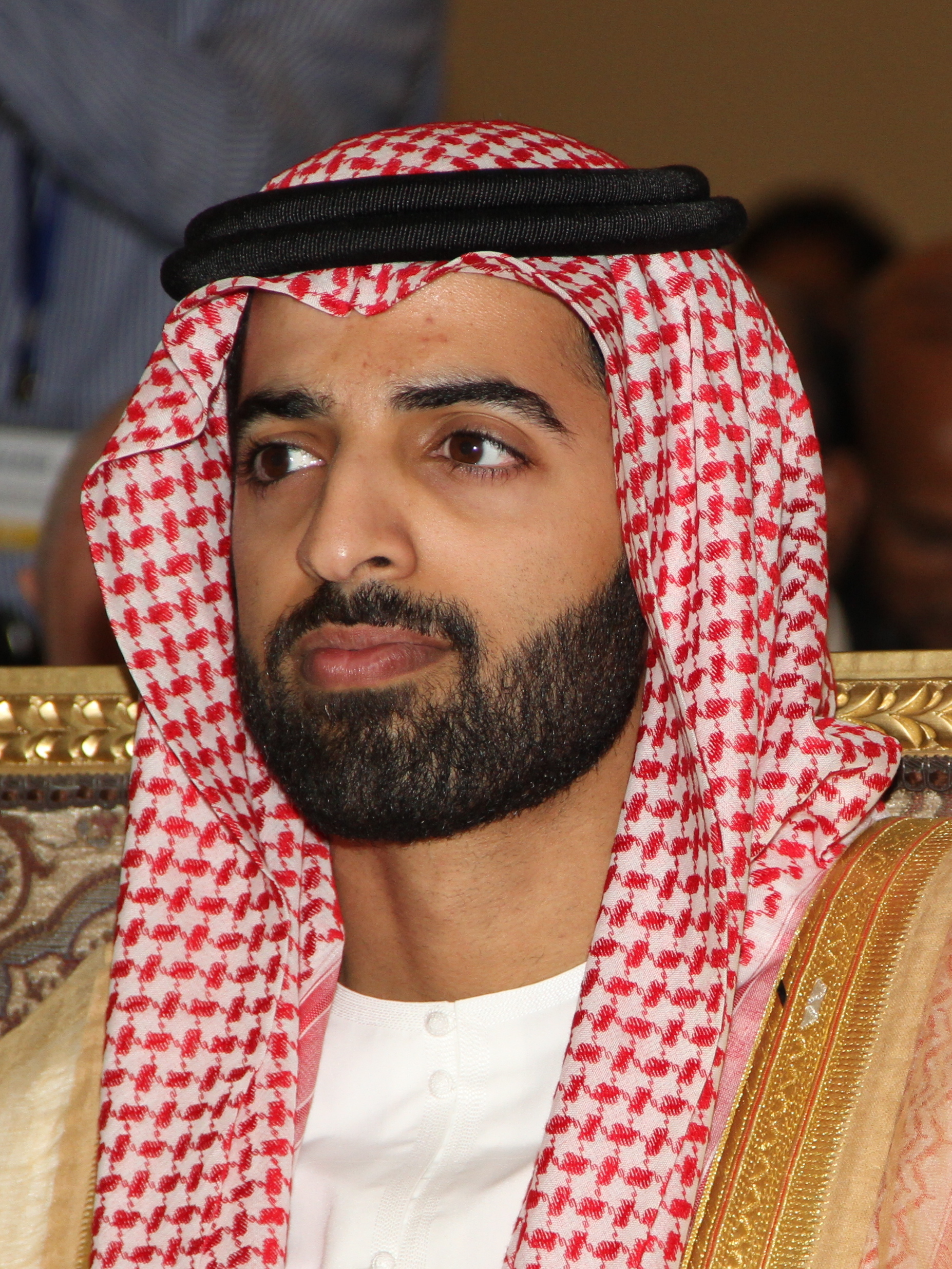
Thế tử (Wali al-Ahd) Mohammed bin Saud Al Qasimi của Ras Al-Khamiah, UAE
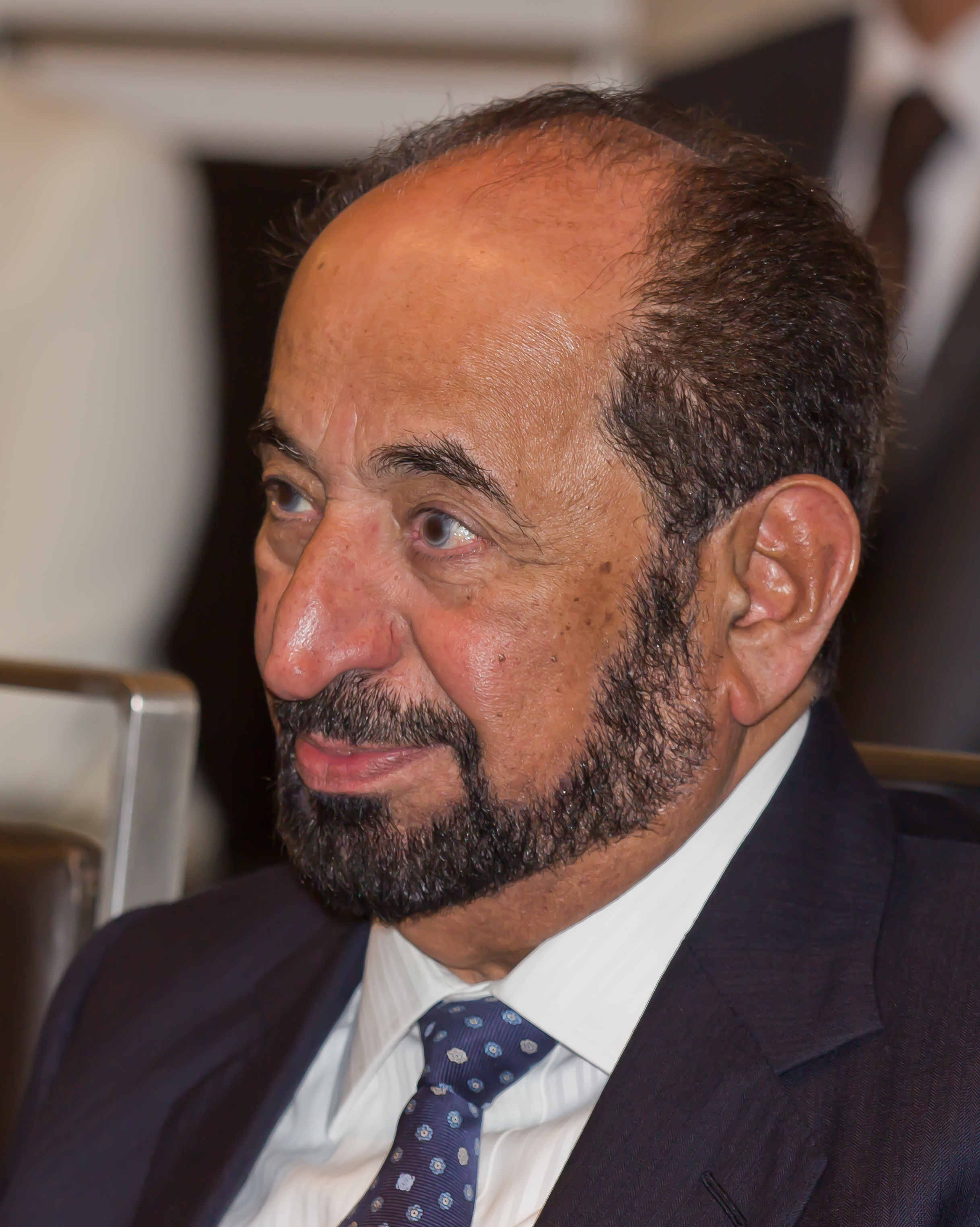
Thế tử (Wali al-Ahd) Sultan bin Muhammad Al-Qasimi của Sharjah, UAE
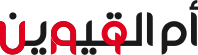
Thế tử (Wali al-Ahd) Rashid bin Saud bin Rashid Al Mualla của Umm al-Quwain, UAE